# Bundesautobahn 7
Die Bundesautobahn 7 (auch BAB 7, Autobahn 7, A 7) ist mit 962,2 Kilometern die längste deutsche Bundesautobahn und nach der spanischen Autovía A-7 die zweitlängste durchgehende nationale Autobahn Europas. Sie führt als Nord-Süd-Achse von der dänischen Grenze in Ellund durch Schleswig-Holstein, Hamburg, Niedersachsen und Hessen, wechselt mehrfach zwischen Bayern und Baden-Württemberg und endet an der österreichischen Grenze bei Füssen.
Große Teile der Strecke waren schon in den 1920er Jahren als Autostraße Hansestädte–Frankfurt am Main–Basel (HaFraBa) Bestandteil von Fernstraßenplanungen zur Zeit der Weimarer Republik. In der Zeit des Nationalsozialismus wurde zwischen Hamburg und Würzburg in mehreren Abschnitten mit dem Bau begonnen, fertiggestellt wurde jedoch nur das Teilstück von Göttingen über Kassel bis Bad Hersfeld, das nahtlos in die Reichsautobahn nach Frankfurt, die heutige Bundesautobahn 5, übergeht. In den 1950er und 1960er Jahren wurden dann die begonnenen Teilstücke zwischen Hamburg und Göttingen sowie zwischen Bad Hersfeld und Würzburg vollendet. Es folgten die Fortführung von Hamburg bis an die dänische Grenze und von Ulm bis Kempten. Ende der 1980er Jahre war schließlich das Stück zwischen Würzburg und Ulm fertiggestellt, der Lückenschluss bis an die österreichische Grenze folgte 2009.
Als wichtige Fernverbindung ist die BAB 7 auch Bestandteil mehrerer Europastraßen: Zwischen der dänischen Grenze und dem Autobahnkreuz Biebelried verläuft die E 45 auf der Trasse, im kurzen Abschnitt zwischen Kirchheimer und Hattenbacher Dreieck zusätzlich die E 40, zwischen Biebelried und dem Autobahnkreuz Memmingen die E 43 und zwischen Memmingen und der österreichischen Grenze die E 532.

## Verlauf

### Schleswig-Holstein
Die Autobahn beginnt am Grenzübergang Ellund, wo sie die Fortsetzung der dänischen Autobahn E 45 von Kolding her kommend bildet. Die vierstreifige Strecke führt westlich an Flensburg vorbei in südöstliche Richtung durch die flache und weitläufige Geestlandschaft nach Schleswig. Am Naturpark Hüttener Berge vorbei, erreicht sie Rendsburg, wo auf der Rader Hochbrücke, einem langen und imposanten Brückenbauwerk, der Nord-Ostsee-Kanal mit der Rader Insel überquert wird. Danach besteht am Autobahnkreuz Rendsburg über die BAB 210 ein Anschluss an die schleswig-holsteinische Landeshauptstadt Kiel.
Der nun folgende Streckenverlauf ist von der Landschaft des Naturparks Westensee mit zahlreichen kleinen Wäldern und Seen geprägt. Bei Bordesholm mündet am gleichnamigen Dreieck Bordesholm die ebenfalls nach Kiel führende BAB 215 in die BAB 7, allerdings nur von und in südliche Richtung. Die Relation Kiel–Hamburg bildet dabei eine weitläufig angelegte Verbindungsrampe. Südlich des Dreiecks wird die Autobahn sechsstreifig, folgt nach einem südöstlichen Verlauf nun direkt nach Süden und umgeht die Stadt Neumünster westlich. Weiter entlang der offenen Geestlandschaft verlaufend, sind die ersten nördlichen Vorstädte von Hamburg erreicht. Dem langsam dichter besiedelten Gebiet folgt hinter Norderstedt das Hamburger Stadtgebiet.

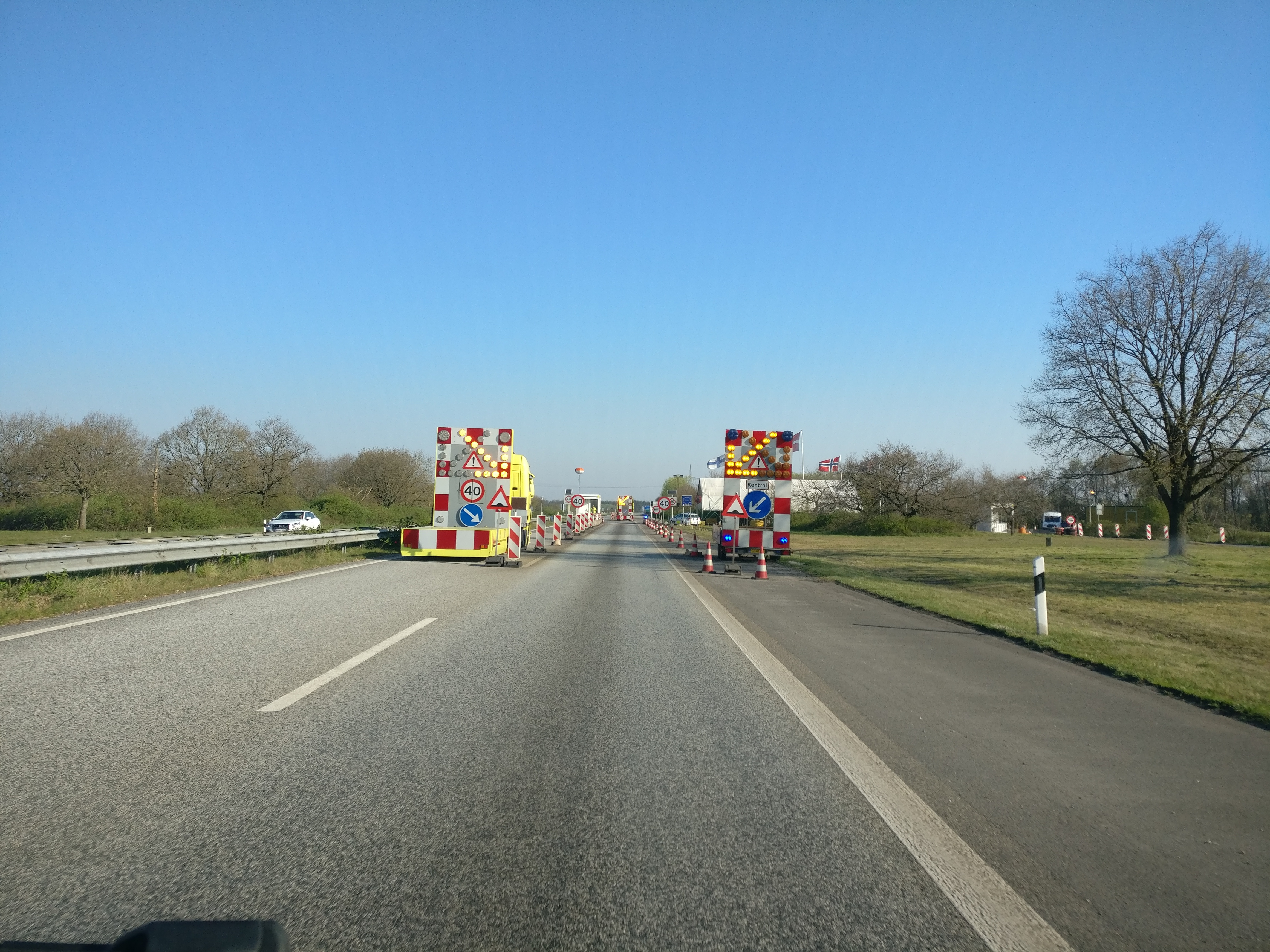
Grenzübergang Ellund Richtung Dänemark
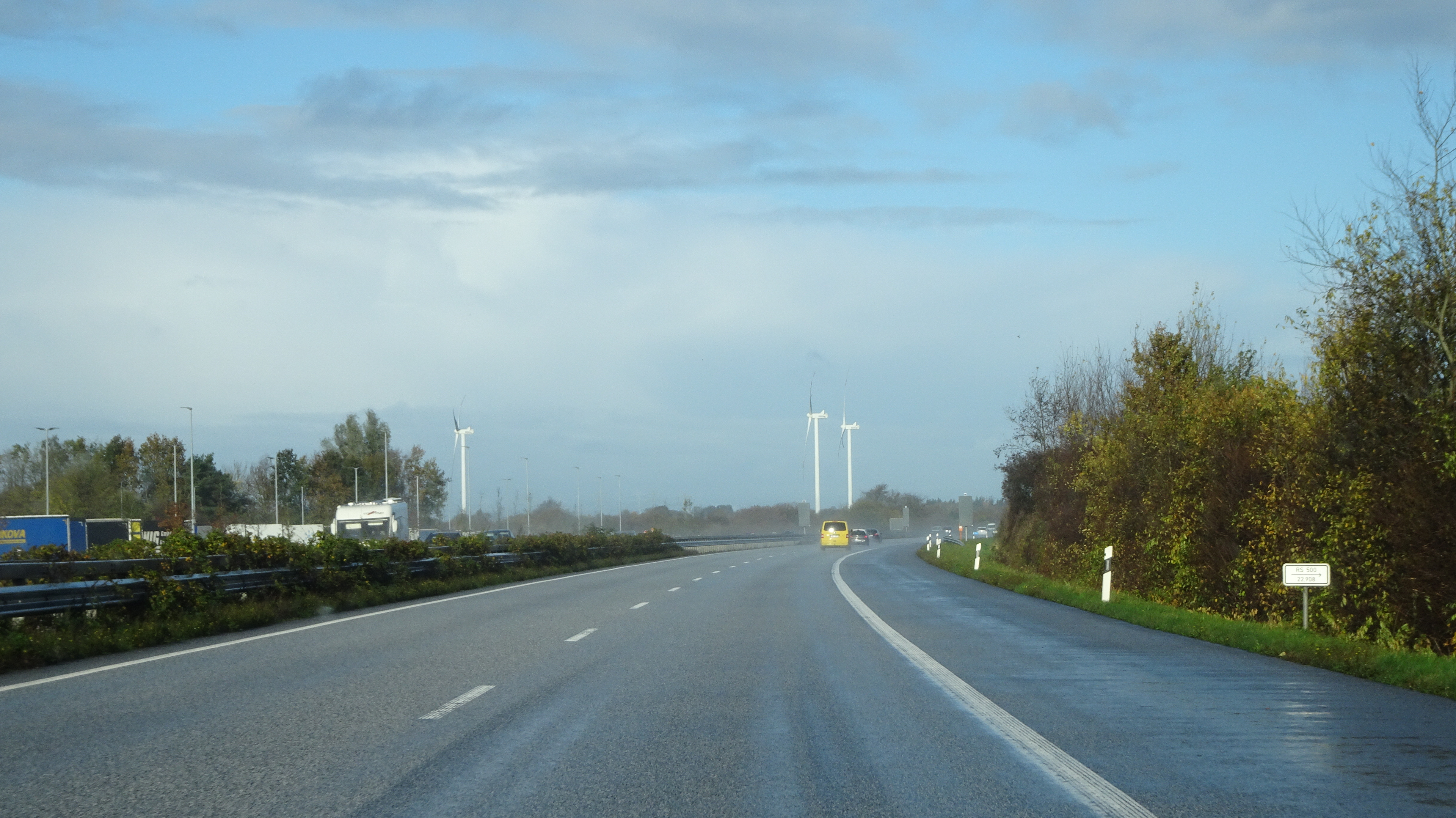
Zwischen Schleswig und Flensburg
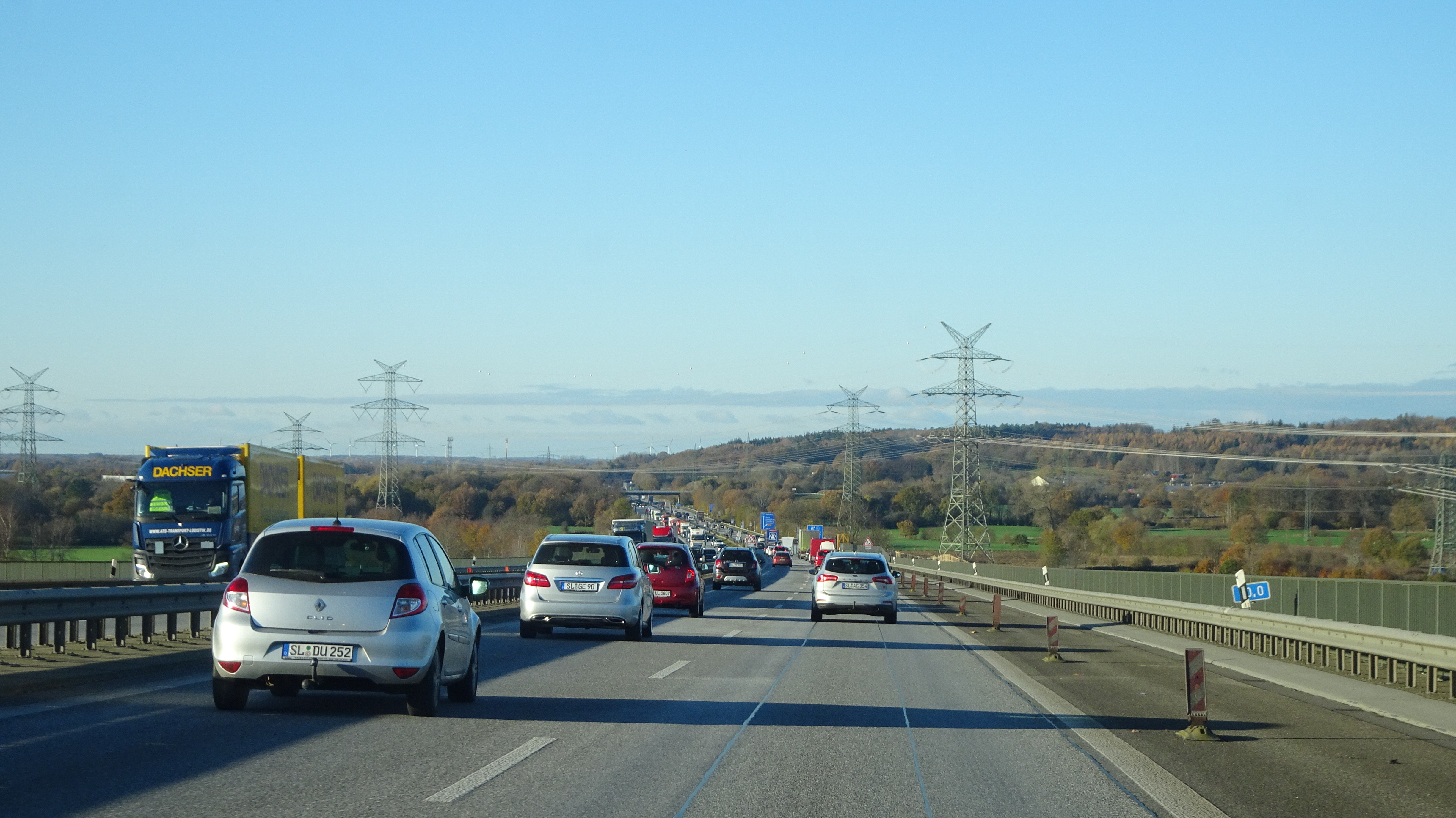
Rader Hochbrücke November 2022
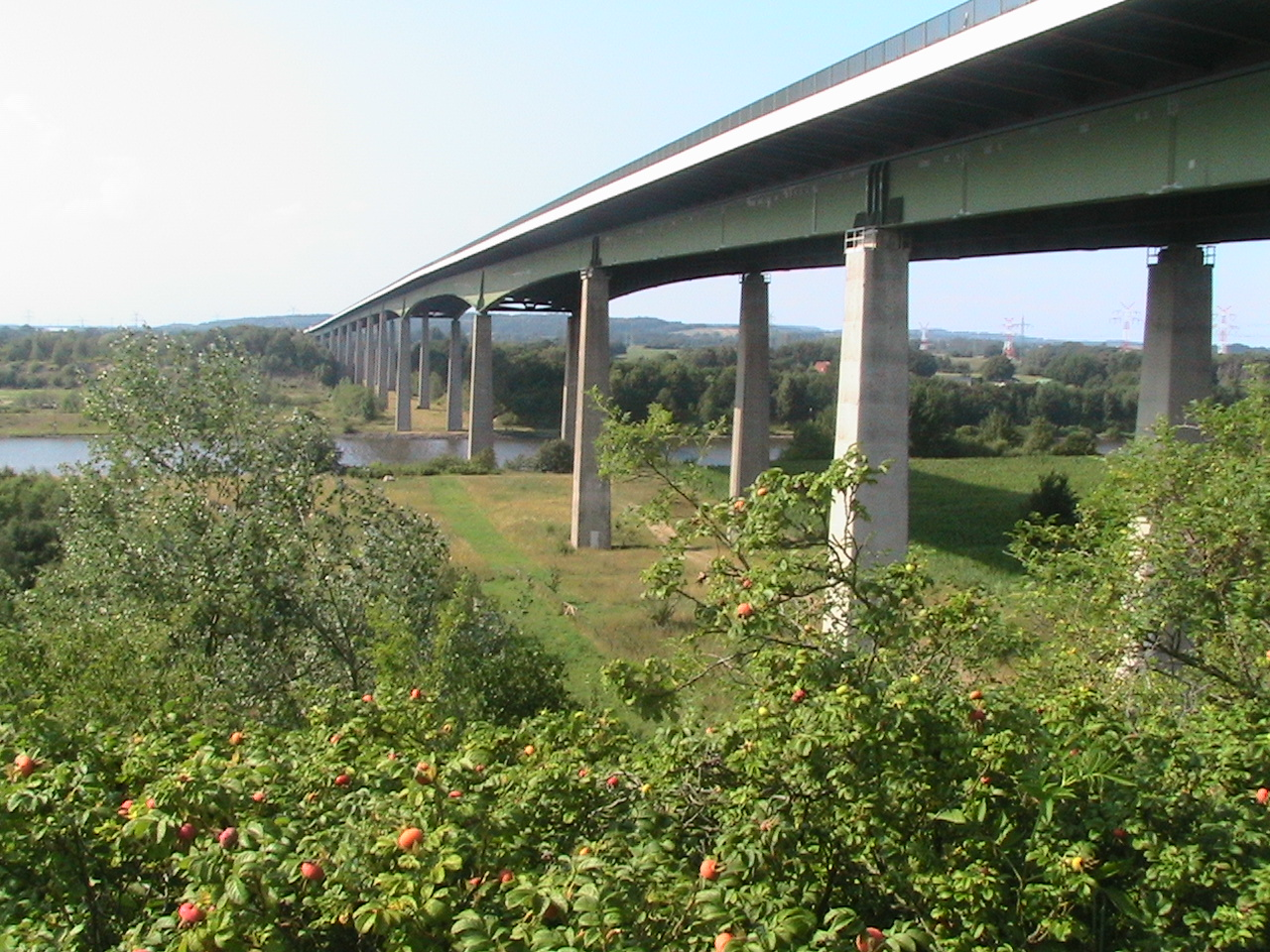
Hochbrücke über den Nord-Ostsee-Kanal
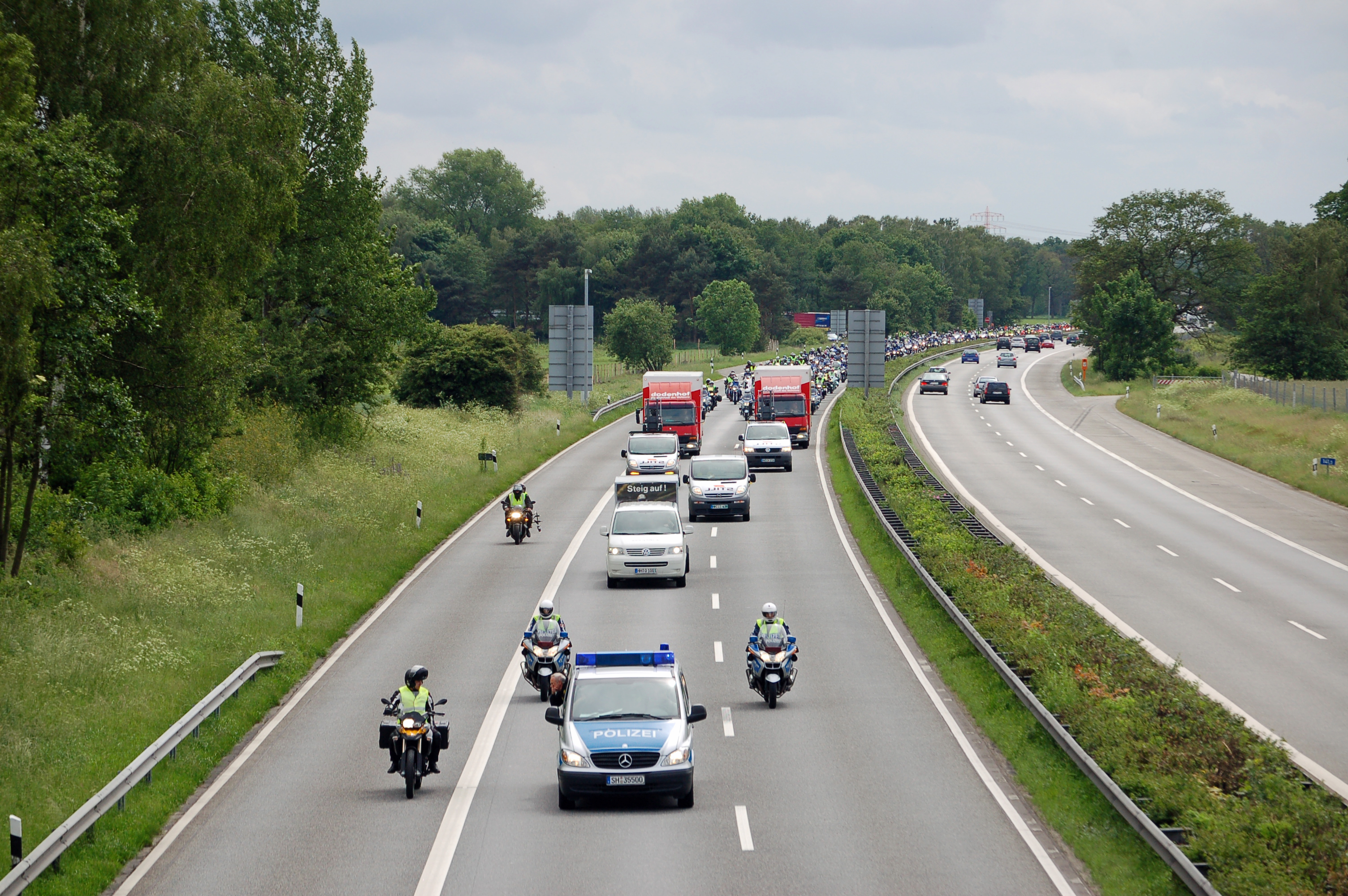
Kurz vor der Hamburger Stadtgrenze bei Bönningstedt

### Hamburg
Im Stadtteil Schnelsen erreicht die Autobahn das Stadtgebiet der Freien und Hansestadt Hamburg, einem Stadtstaat. Über den im Halbkreis verlaufenden Ring 3 besteht ein Anschluss an den Flughafen Hamburg-Fuhlsbüttel. Danach führt sie durch einen 500 m langen Lärmschutztunnel, ehe am Autobahndreieck Hamburg-Nordwest die BAB 23 einmündet. Der nun folgende Abschnitt bis zum Elbtunnel durchquert das geschlossene Hamburger Stadtgebiet im Westen. Nach einem zweiten, rund 900 Meter langen Lärmschutztunnel werden auf der Langenfelder Brücke die Bahngleise zum Bahnhof Hamburg-Altona überquert, anschließend führt sie am Altonaer Volkspark vorbei, wo der achtstreifige Ausbau vorerst endet. Der Bereich zwischen dem Volkspark und dem Nordportal des Elbtunnels wird bis voraussichtlich 2028 auf acht Fahrstreifen erweitert. Im Zuge dieser Baumaßnahmen entsteht dort ein dritter Lärmschutztunnel, der 2,3 km lang sein wird. In Othmarschen befindet sich schließlich das Nordportal des Elbtunnels. In dem 3,1 km langen Bauwerk, das vier Röhren, davon zwei pro Fahrtrichtung, aufweist, wird die hier von Hochseeschiffen genutzte Elbe unterquert. Es handelt sich um die letzte feste Flussquerung vor ihrer Mündung in die Nordsee.
Auf der südlichen Flussseite beginnt im direkten Anschluss die mit mehr als 4 km längste Straßenbrücke Deutschlands, die Hochstraße Elbmarsch. In unmittelbarer Nähe zu den Containerterminals Burchardkai und Eurogate im westlichen Hamburger Hafengebiet vorbei, werden gleichzeitig ein Hafenbecken und die westliche Rampe zur Köhlbrandbrücke überquert, die von der BAB 7 über eine vollständig auf der Brücke liegende Anschlussstelle direkt zu erreichen ist. Bei Moorburg beginnt schließlich ein Anstieg aus der flachen Elbmarsch hinauf in die hügeligen und bewaldeten Harburger Berge. Am Autobahndreieck Hamburg-Südwest besteht über die kurze BAB 261 eine Eckverbindung zur BAB 1 nach Südwesten. Anschließend führt die BAB 7 in südöstliche Richtung am Stadtteil Harburg vorbei.

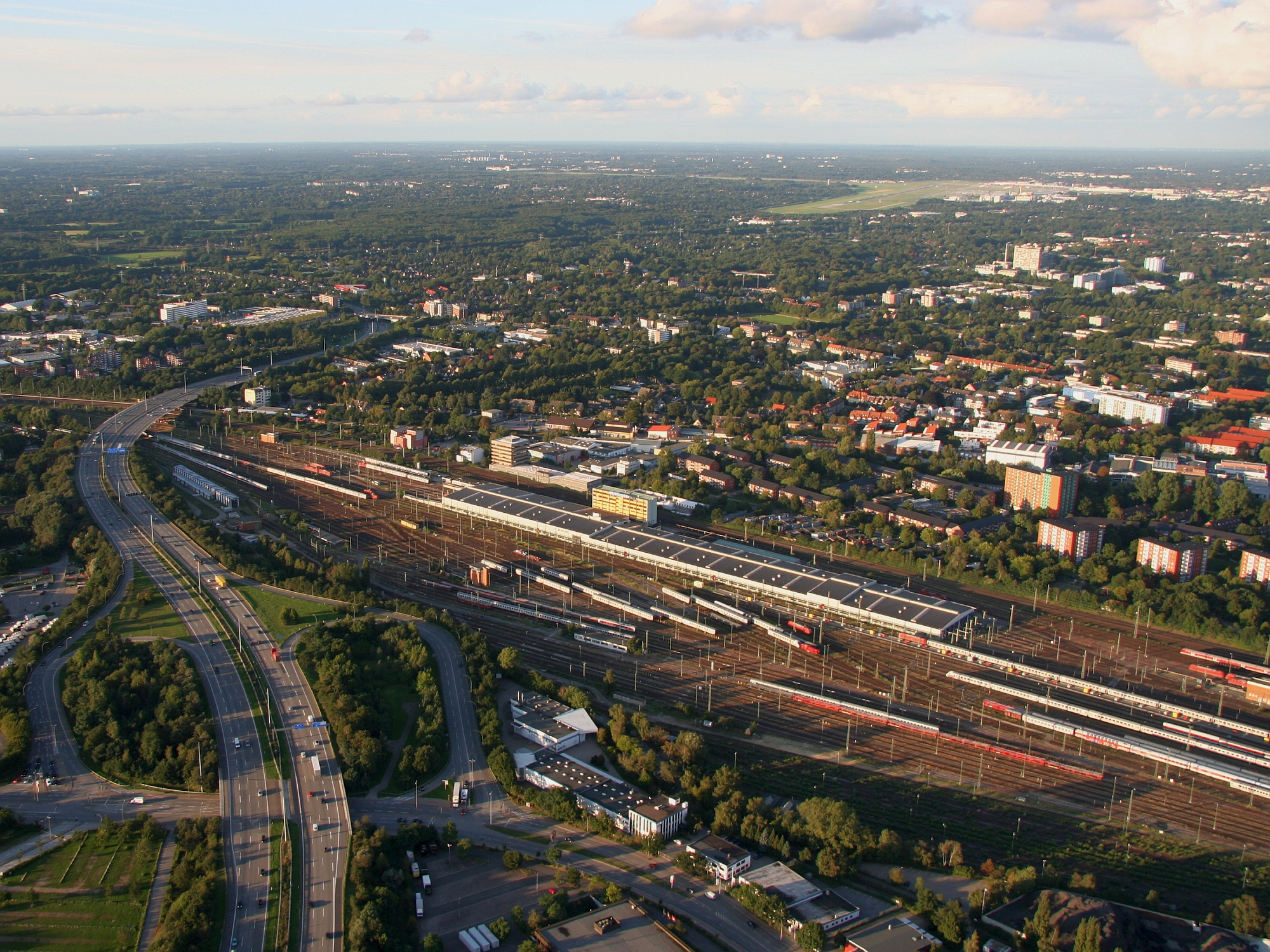
Streckenverlauf bei Stellingen
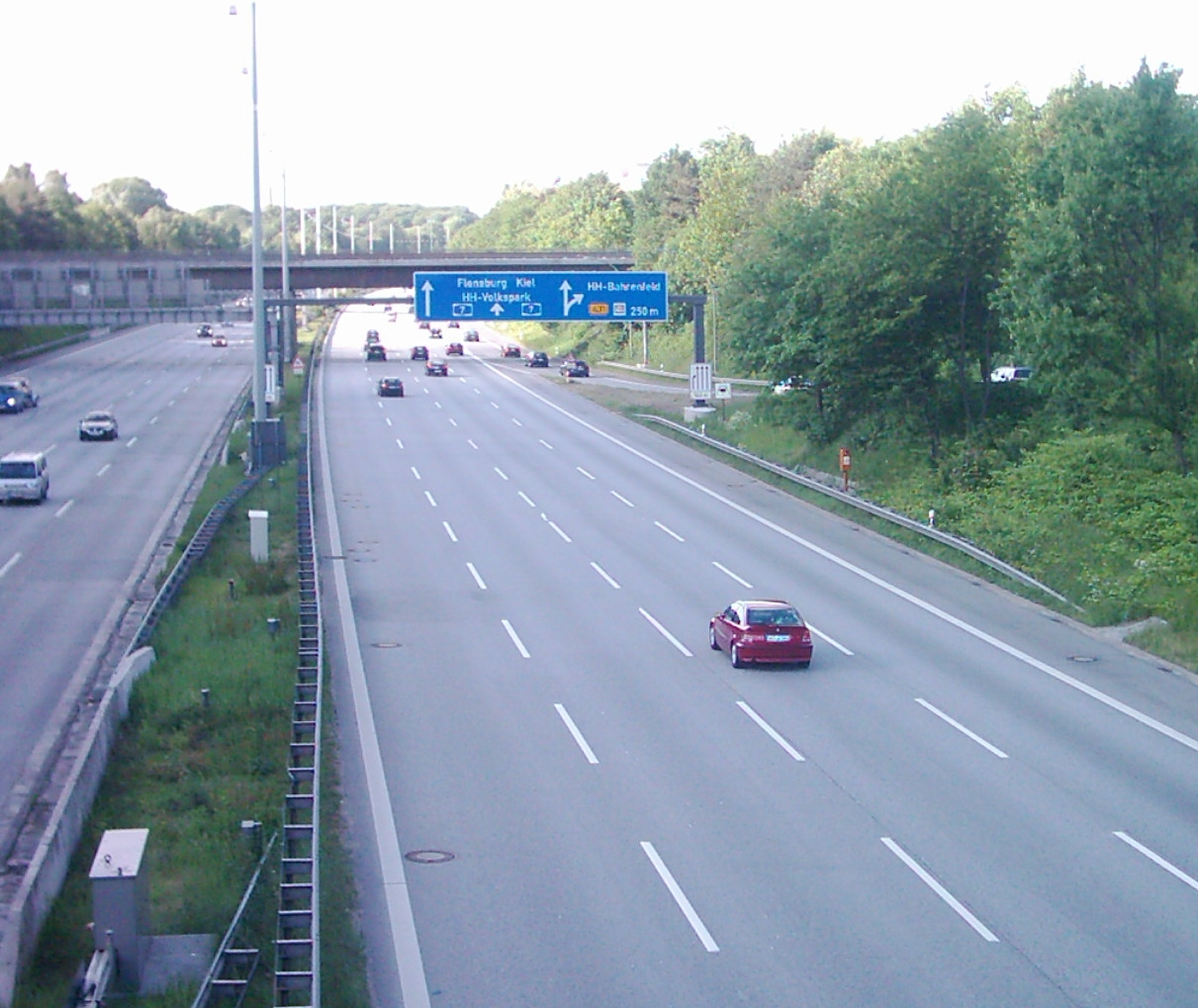
Nördlich des Elbtunnels
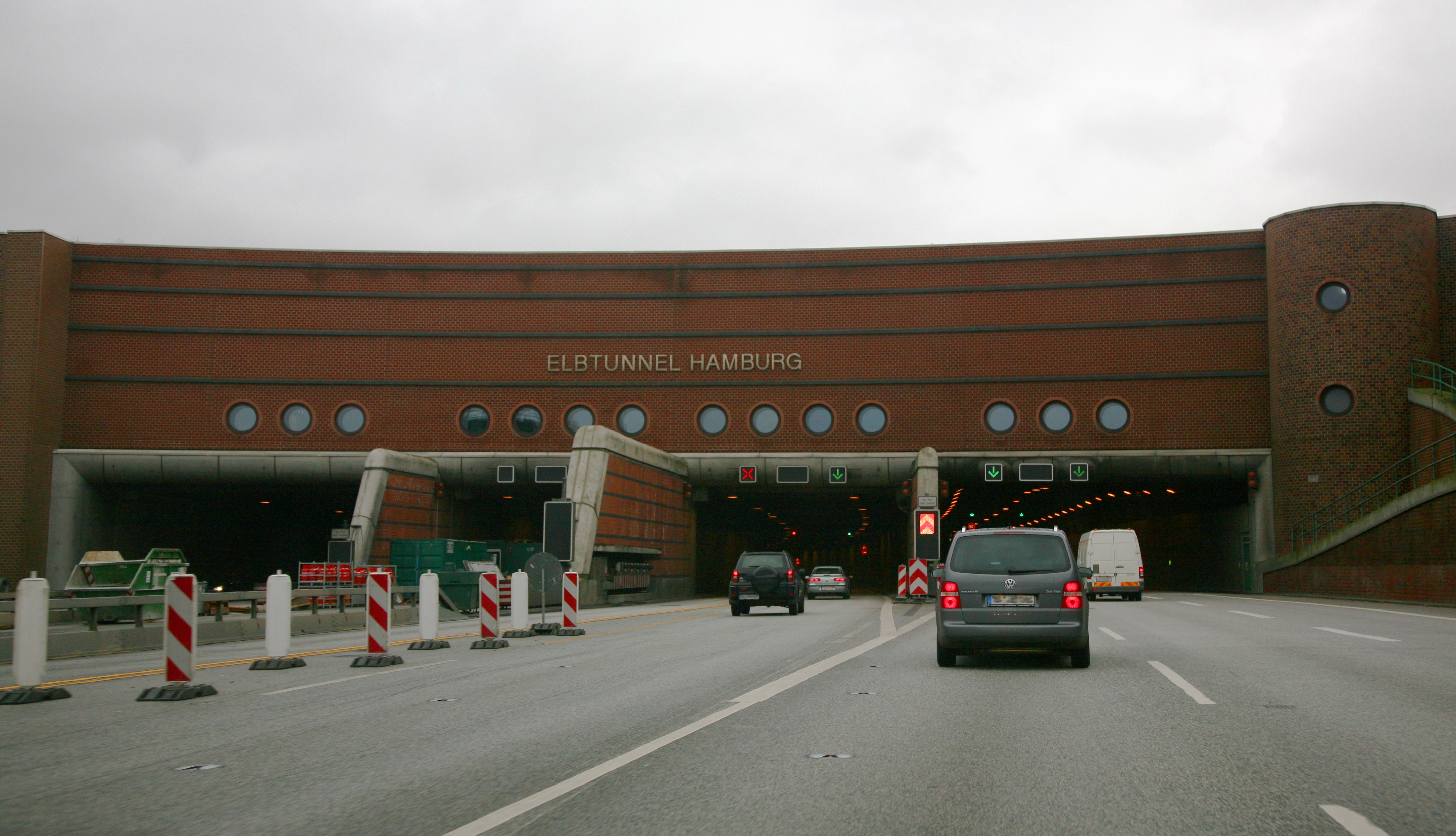
Elbtunnel: Nord- …
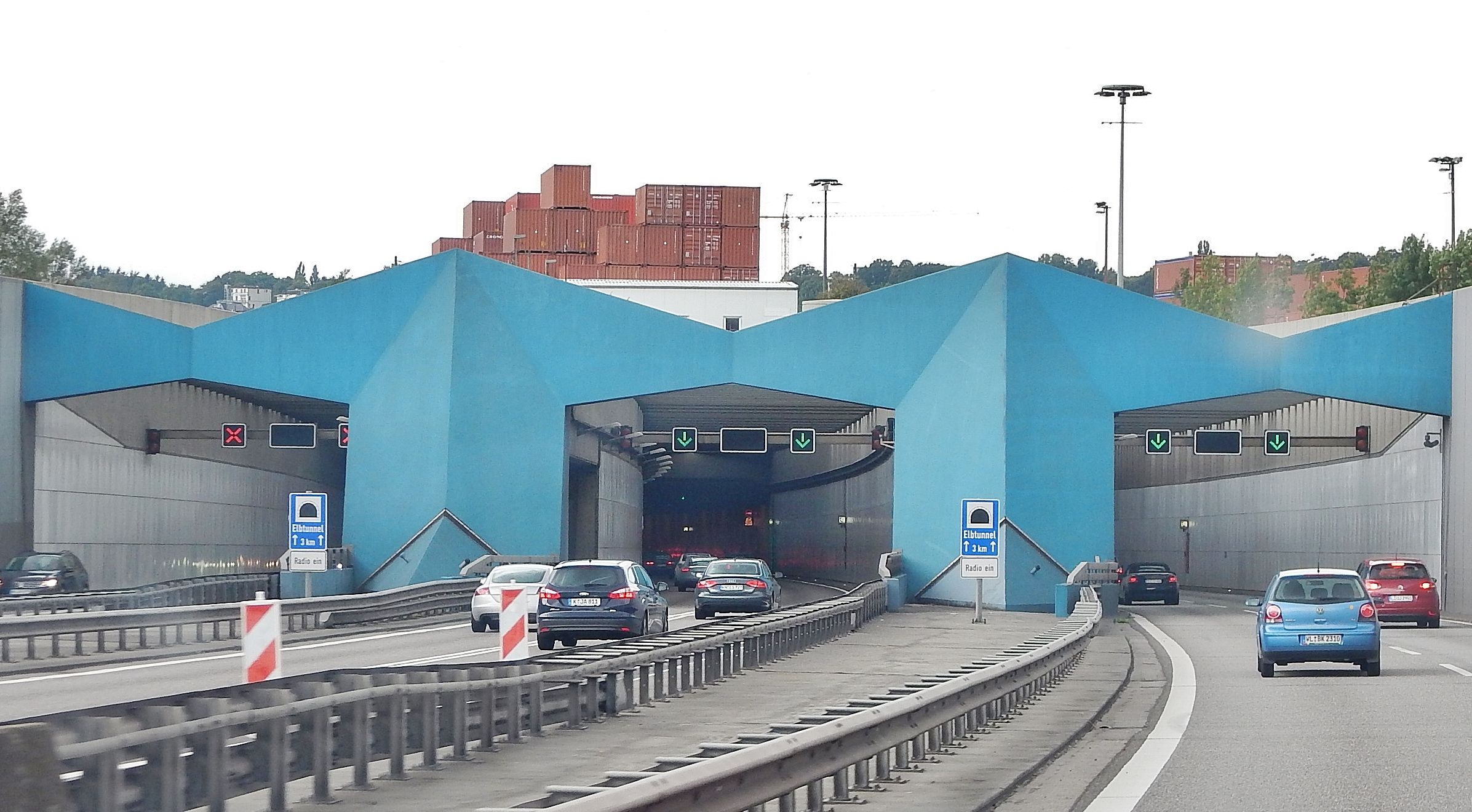
… und Südportal
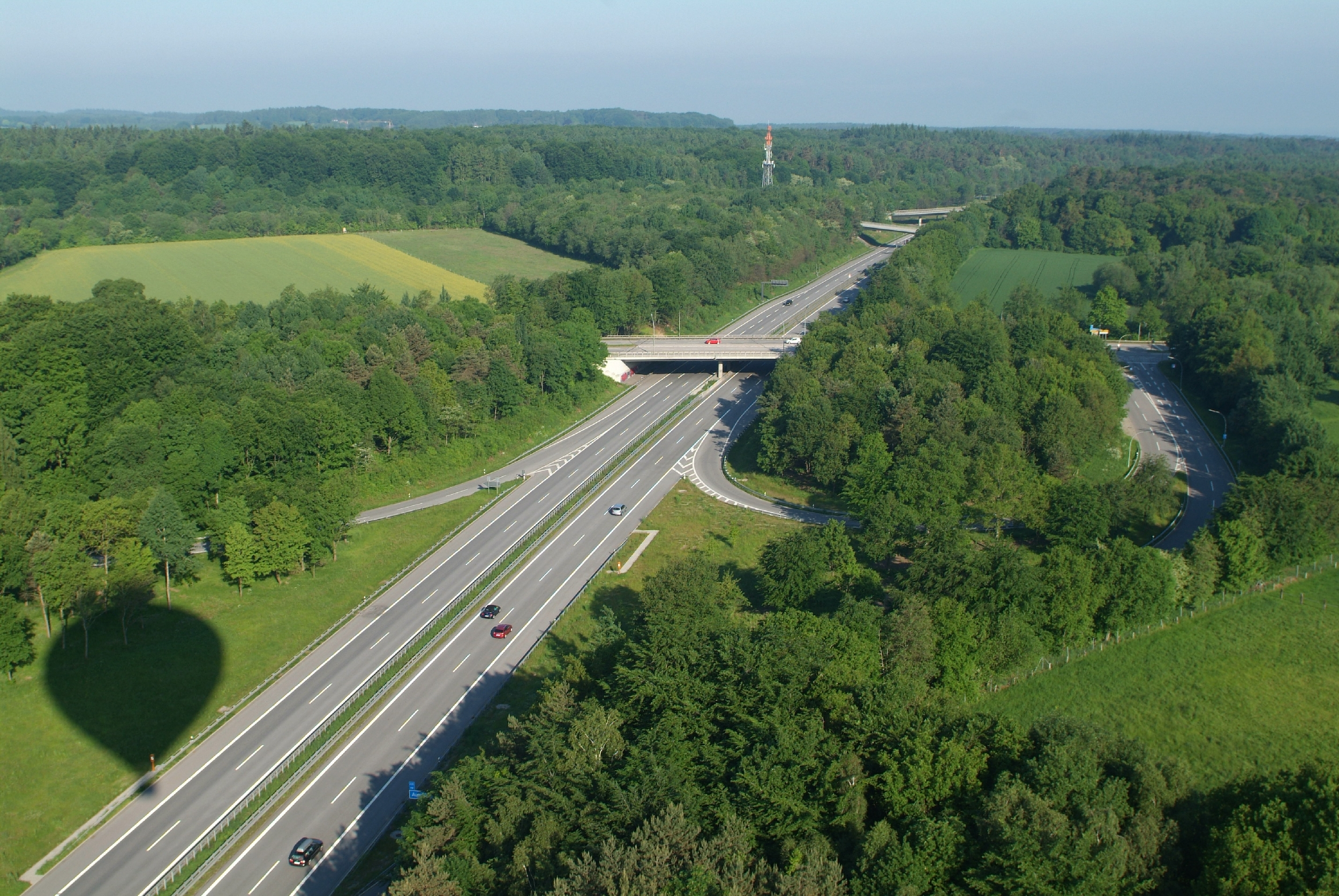
In den Harburger Bergen

### Niedersachsen
Nach dem Verlassen der Harburger Berge erreicht die Autobahn das Bundesland Niedersachsen. Auf einigen Kilometern fällt die Grenze zwischen Niedersachsen und dem Stadtstaat Hamburg mit dem Autobahnverlauf zusammen. Es folgt der komplexe Knotenpunkt des Maschener Kreuzes und des Horster Dreiecks, wo die Autobahnen 39 und 1 in mehreren Knotenpunkten angebunden werden. Schließlich mündet die Hauptfahrbahn in diejenige der von Norden kommenden BAB 1. Ab hier ist die BAB 7 nun wieder sechsstreifig. In südliche, später in südwestliche Richtung durchquert sie die weitläufigen Waldgebiete der Lüneburger Heide. Das weitgehend flache und dünn besiedelte Gebiet wird bis Soltau der Länge nach durchschnitten, ehe ab der AS Soltau-Ost die Autobahn wieder vier Fahrstreifen, allerdings mit temporärer Standspurfreigabe aufweist (welche jedoch seit den Baumaßnahmen zwischen Bad Fallingbostel und Walsrode nicht mehr intakt ist) und auf einer längeren Strecke unmittelbar am Westrand des Truppenübungsplatzes Bergen vorbeiführt. Ab Bad Fallingbostel ist die Autobahn wieder sechsstreifig und führt wieder nach Süden. Am Autobahndreieck Walsrode mündet die von Nordwesten her kommende BAB 27 in die BAB 7. Auf einem kurzen Abschnitt im Bereich des Dreiecks sind hier sogar acht Fahrstreifen vorhanden.
Nach Durchquerung der südlichen Heideausläufer und der Allerniederung bei Schwarmstedt kündigt sich der Großraum Hannover an. Am Autobahndreieck Hannover-Nord zweigt die BAB 352 nach Südwesten ab; diese bildet eine Eckverbindung zur BAB 2 und bindet auch den Flughafen Hannover ans Autobahnnetz an. Nach dem Passieren einiger Vorstädte von Hannover kreuzen kurz hintereinander die Bundesautobahnen 37 und 2. Erstgenannte mündet in die B 3, die als autobahnähnliche Schnellstraße durch Hannover führt. Das Gebiet im Bereich der beiden Autobahnkreuze ist wiederum von Wald geprägt; die drei genannten Autobahnen führen allesamt durchs Altwarmbüchener Moor. Die BAB 7 verläuft nun weiträumig am Stadtzentrum der niedersächsischen Landeshauptstadt vorbei durch die vom Mergelabbau und der Zementindustrie geprägten östlichen Vororte. Sie überquert den Mittellandkanal, ehe bei Laatzen aus nördlicher Richtung über eine Anschlussstelle und aus Süden über den Südteil der BAB 37 ein Anschluss zum Messegelände besteht. Daran anschließend durchquert sie die waldarme und landwirtschaftlich geprägte Bördelandschaft nördlich der Mittelgebirgsschwelle. An Hildesheim vorbei, wird östlich der Stadt mit dem Vorholz der erste Höhenzug der Mittelgebirge erreicht, auf den die Autobahn nun wieder vierstreifig hinaufführt und den sie der Länge nach durchquert. Nach dem Abstieg ins Innerstetal mündet am Autobahndreieck Salzgitter die BAB 39 in die BAB 7.
Südlich des Autobahndreiecks ist die Autobahn wieder sechsstreifig ausgebaut. Zunächst einen weiteren Höhenzug querend, verläuft sie oberhalb des Nettetals, ehe bei Seesen der Westrand des Harzes tangiert wird. Bei Northeim wird das Leinetal erreicht, dem bis kurz vor Göttingen gefolgt wird. Zurzeit (2023) wird die Autobahn hier auf den letzten noch fehlenden 30 km sechsstreifig ausgebaut. Die südniedersächsische Universitätsstadt wird westlich umgangen, ehe südlich der Stadt am Autobahndreieck Drammetal die BAB 38 nach Osten abzweigt. Kurz danach beginnt ein äußerst steiler und kurviger Autobahnabschnitt, der als Kasseler Berge geläufig ist. Bei Hedemünden führt sie ein kurzes Stück der Gefällestrecke durch Hessen, wechselt aber wieder nach Niedersachsen und schwenkt nach Westen. Kurz vor Hann. Münden wird auf einer 60 m hohen Brücke das Werratal überquert, parallel zur ICE-Schnellfahrstrecke Hannover–Würzburg, die hier zum ersten Mal auf die Autobahn trifft. Nach Überbrückung der Werra folgt ein kurviger Aufstieg auf den Hauptkamm des Kaufunger Walds. Mit bis zu 8 % Längsneigung ist dies einer der steilsten Autobahnabschnitte Europas. Auf der anderen Seite führt sie vom Großen Staufenberg in einer geraden Gefällestrecke hinab nach Kassel. Hoch über dem Fuldatal ergibt sich dem Autofahrer ein weitläufiges Panorama auf die Stadt.

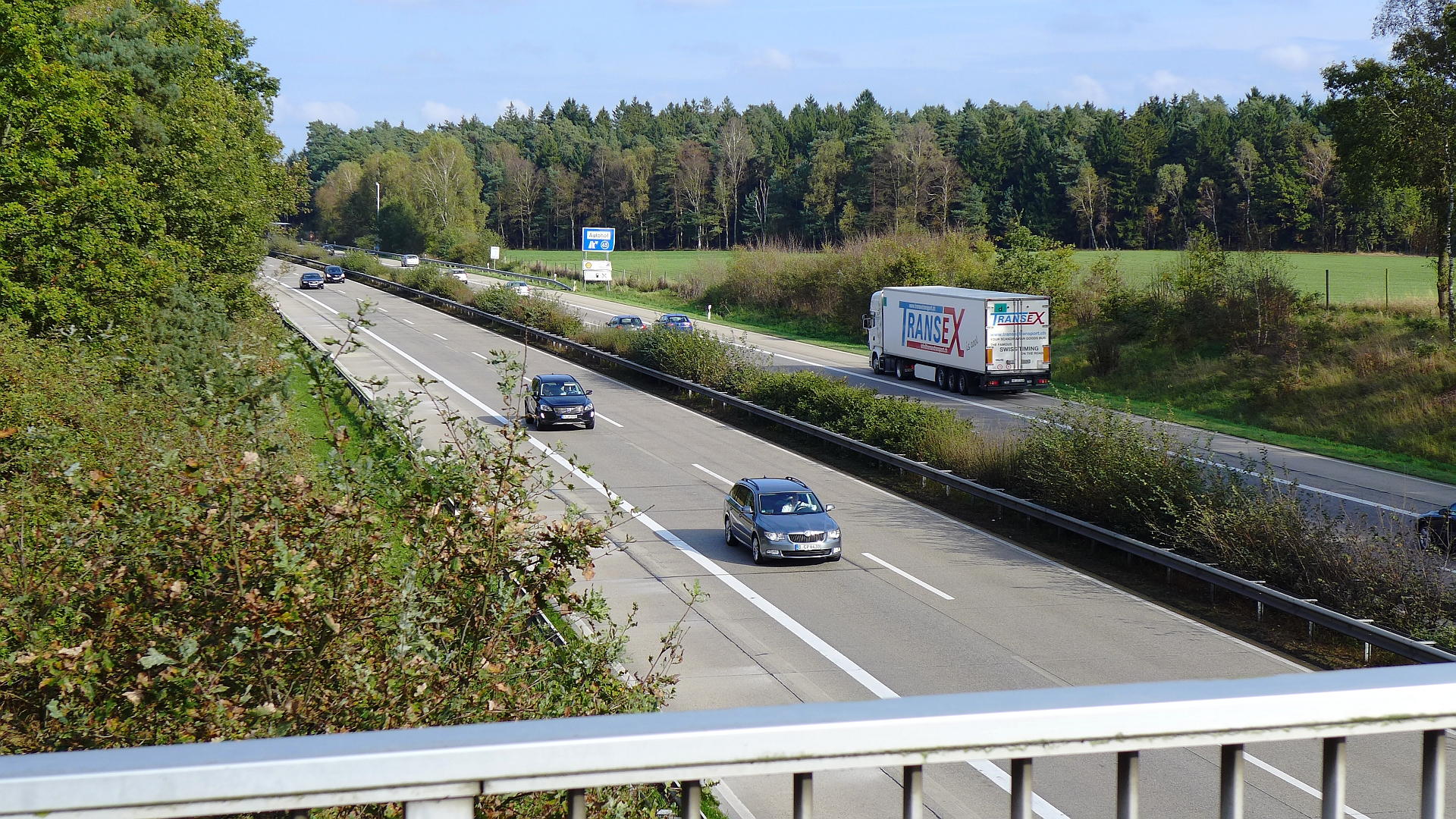
Zwischen Hamburg und Walsrode
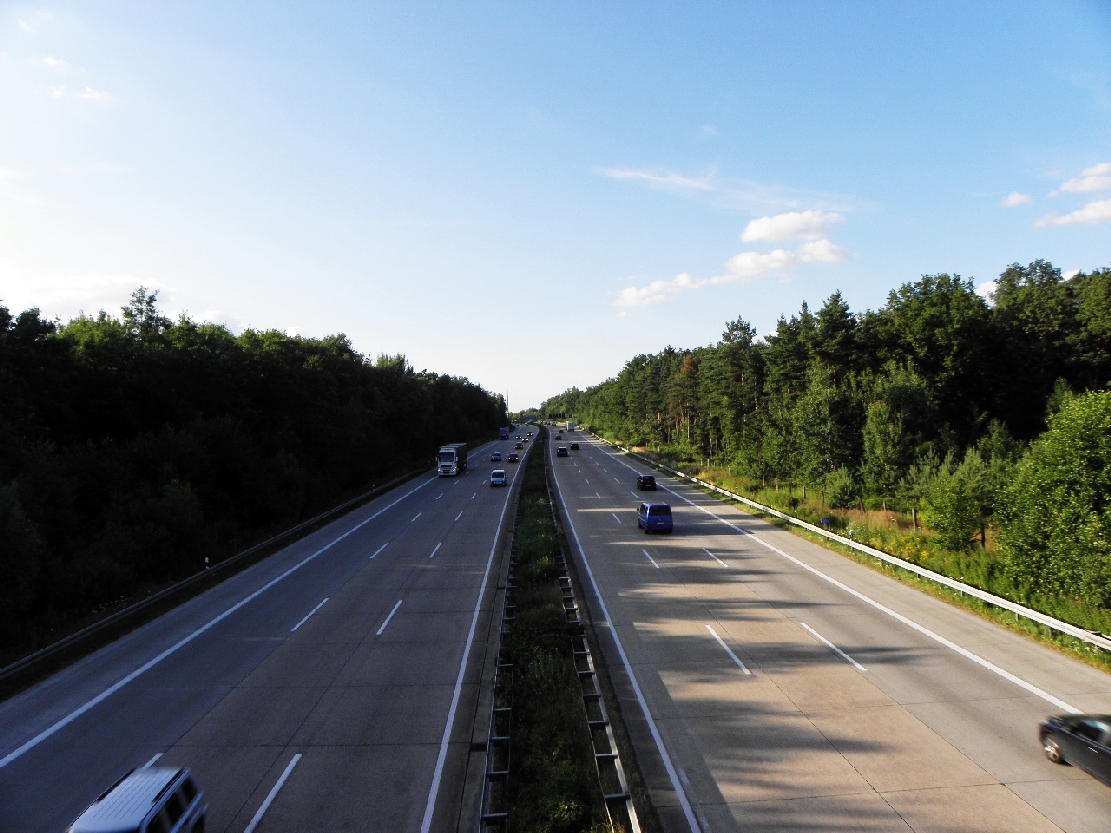
Östlich von Hannover
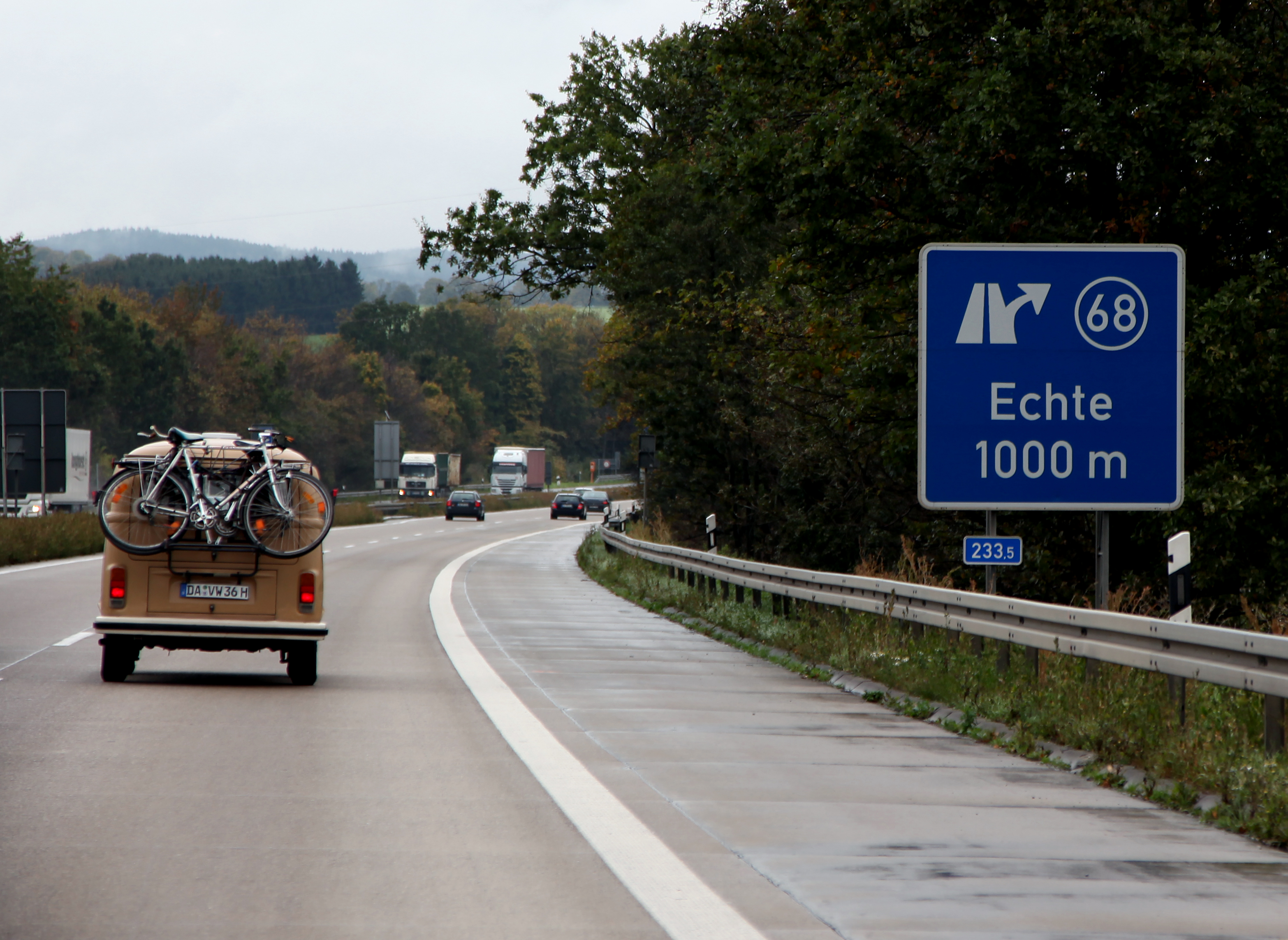
Abschnitt bei Echte vor dem sechsstreifigen Ausbau
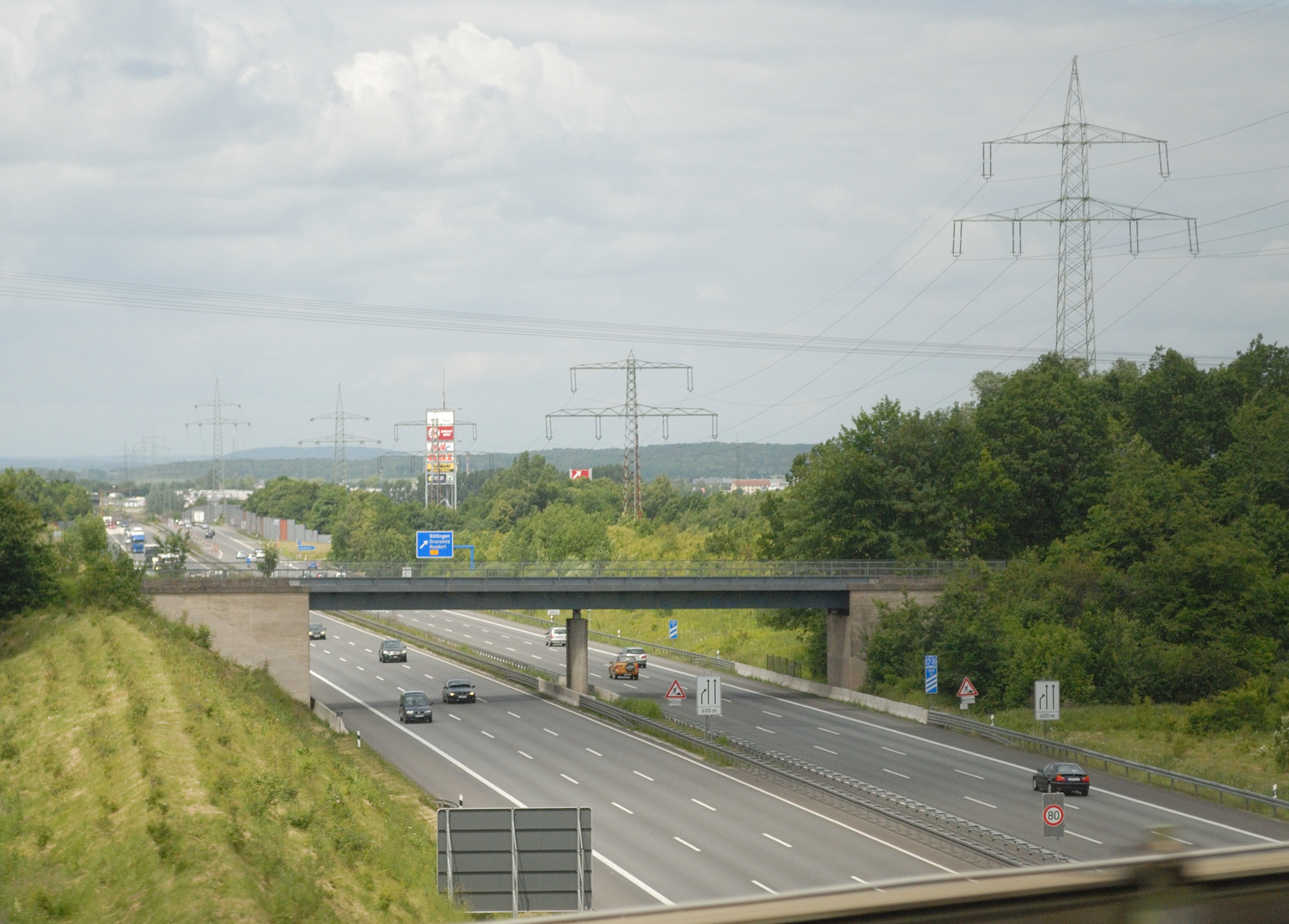
Bei Göttingen
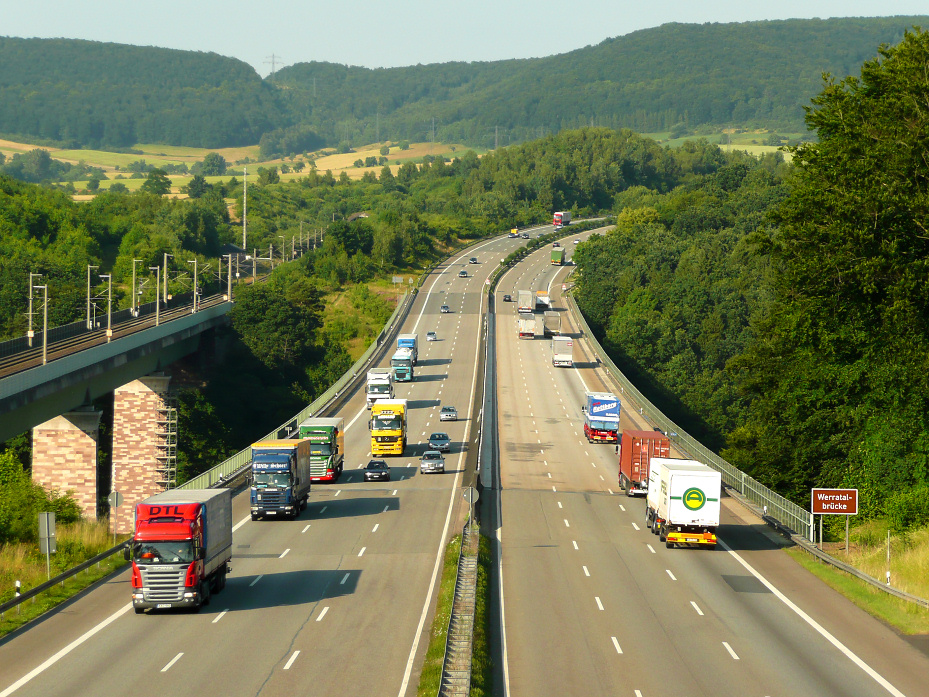
Werratalbrücke

### Hessen
Auf hessischer Seite erreicht die BAB 7 nach dem Abstieg ins Lossetal am sogenannten Sandershäuser Berg das Stadtgebiet von Kassel. Nach der relativ weiträumigen, östlichen Umfahrung der nordhessischen Großstadt folgen kurz hintereinander zwei Autobahnkreuze, an denen die Bundesautobahnen 49 und 44 angebunden werden. Zwischen beiden Knotenpunkten befindet sich ein großer Rastkomplex, der sowohl eine Autobahnraststätte als auch einen Autohof (Lohfeldener Rüssel) umfasst. Nach Verlassen des Kasseler Raums führt die Autobahn oberhalb des Fuldatals entlang, wobei der Fluss bei Guxhagen überquert wird. Zunächst am Ostrand der Hessischen Senke entlang führend, beginnt hinter Homberg (Efze) die sehr steile und kurvige Gebirgsstrecke quer durch das Knüllgebirge, ehe der Abstieg ins Aulatal folgt. Dort zweigt am Kirchheimer Dreieck die BAB 4 nach Osten ab; einige Kilometer weiter beginnt oberhalb des Tals am Hattenbacher Dreieck die nach Südwesten führende BAB 5. Um weiter auf der BAB 7 zu bleiben, muss man hier die Hauptfahrbahn verlassen, da die durchgehende Fahrbahn auf die BAB 5 führt.
Der südlich des Hattenbacher Dreiecks beginnende Abschnitt der BAB 7 ist nur noch vierstreifig und weist weniger starke Längsneigungen und größere Kurvenradien auf. Nachdem bei Niederaula wieder das Fuldatal erreicht und gequert wird, führt die Autobahn am waldreichen und hügeligen Westrand der Hessischen Rhön entlang und erreicht Fulda. Die Stadt wird östlich umgangen; südlich der Stadt zweigt bei Eichenzell am Fuldaer Dreieck die BAB 66 ab. Nach erneuter Überquerung der Fulda unmittelbar südlich des Autobahndreiecks beginnt ein langgezogener Aufstieg auf die südliche Rhön mit einigen Brückenbauwerken. Kurz bevor auf der 96 m hohen Grenzwaldbrücke, der höchsten Brücke im gesamten Autobahnverlauf, das Tal der Schmalen Sinn überquert wird, wechselt das Bundesland, und die BAB 7 erreicht Bayern.

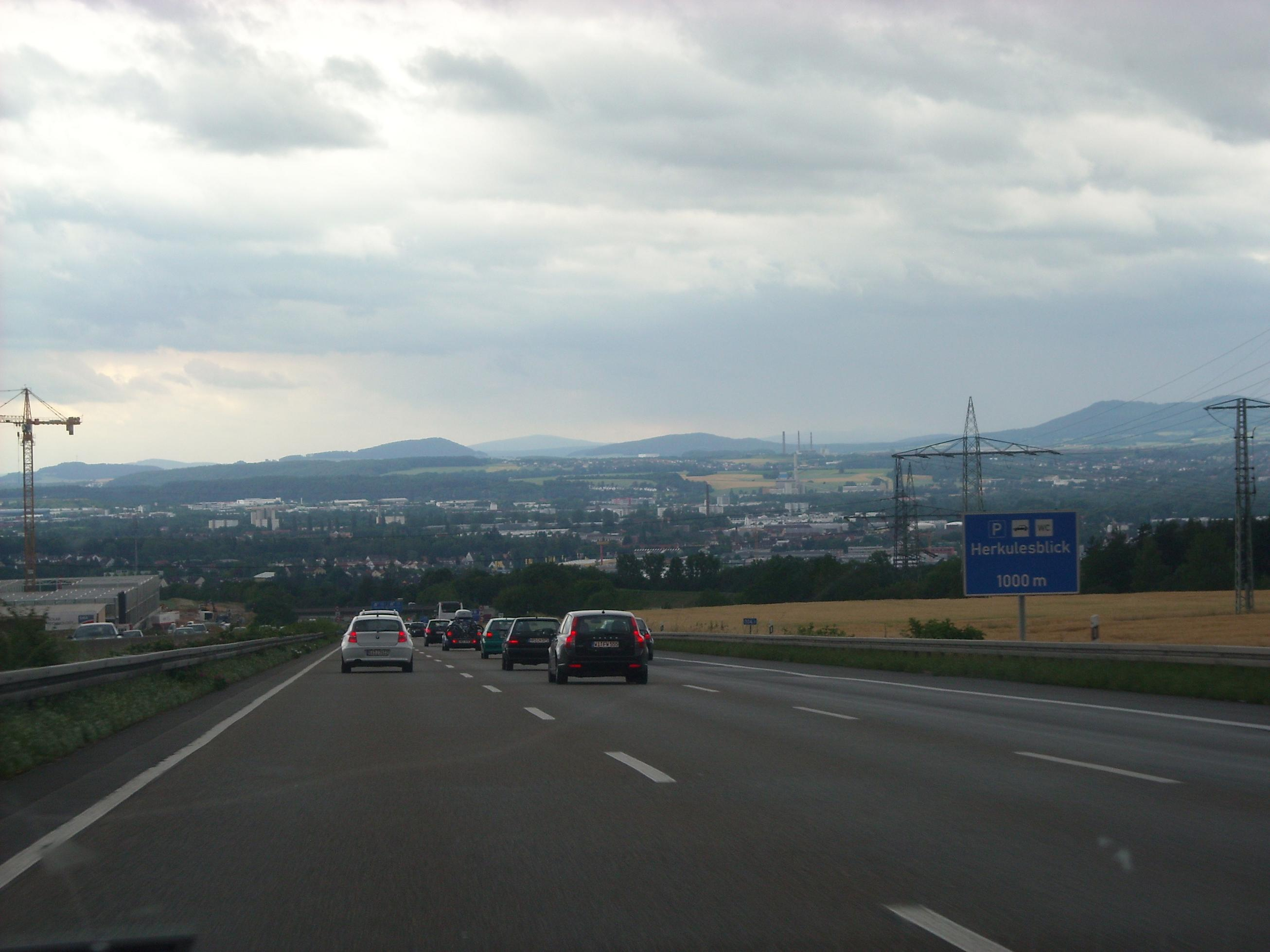
Blick von Norden auf Kassel
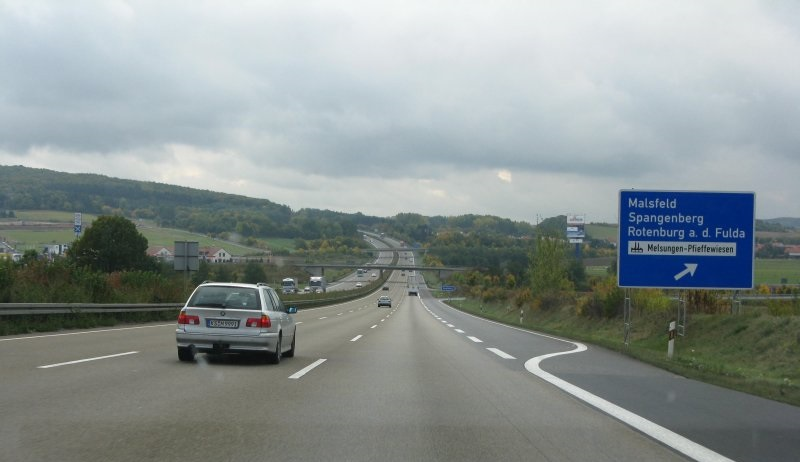
Bei Malsfeld
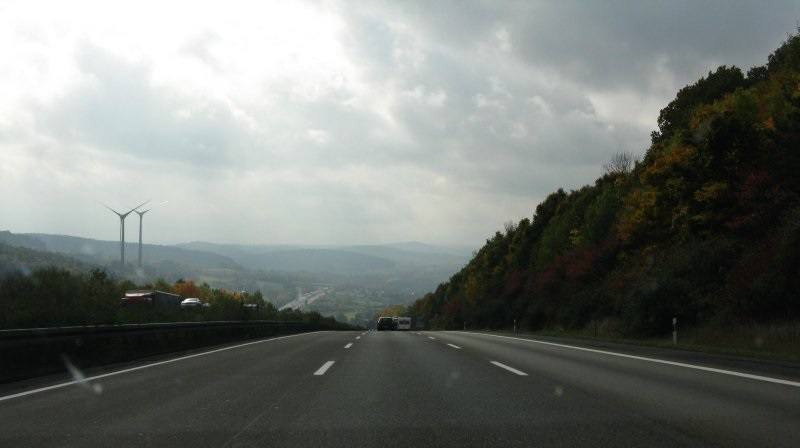
Abstieg vom Knüllgebirge ins Aulatal bei Kirchheim
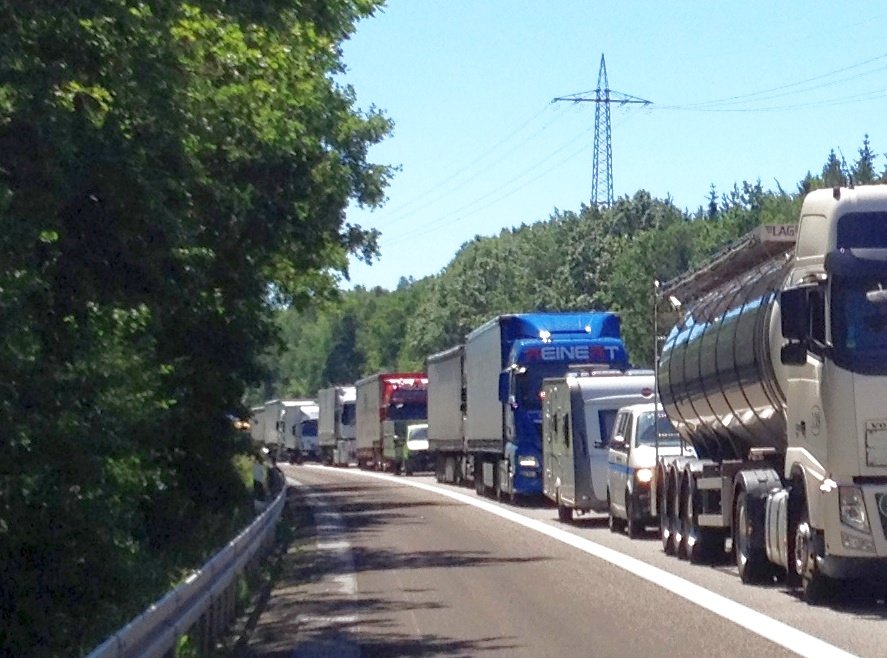
Verkehrsstau bei Fulda

### Bayern und Baden-Württemberg
Nach Passieren der Landesgrenze zu Bayern verläuft die Autobahn zunächst bei Bad Brückenau oberhalb des Sinntals und überquert dieses anschließend. Danach führt sie über eine langgezogene Steigungs- und Gefällestrecke durch mehrere weitläufige Waldgebiete und schließlich hinab ins Tal der Fränkischen Saale. Hinter Hammelburg folgt eine Querung der letzten Rhönausläufer, und die offene und flache Landschaft am Main wird erreicht. Kurz vor Schweinfurt beginnt am Autobahnkreuz Schweinfurt/Werneck die nach Bayreuth führende BAB 70, über die auch Schweinfurt erreichbar ist und aus südlicher Richtung über die wenige Kilometer östlich in die BAB 70 einmündende BAB 71 eine schnelle Route zwischen Südwest- und Mitteldeutschland besteht. Bis Würzburg führt die Autobahn nun durch einige Waldgebiete wie den Gramschatzer Wald, ehe bei Estenfeld über die B 19 eine Anbindung an das Würzburger Stadtzentrum gegeben ist. Danach folgt das Autobahnkreuz Biebelried, das die BAB 7 mit der BAB 3 verbindet.
Südlich von Biebelried folgt nun eine Strecke oberhalb des Maintals an Kitzingen vorbei, ehe in Höhe von Marktbreit der Fluss selber an seinem südlichsten Punkt (Maindreieck) auf einer 60 m hohen Brücke überquert wird. Die Autobahn führt nun durch den weitläufigen Ochsenfurter Gau und erreicht bei Bad Windsheim die ersten Ausläufer der Frankenhöhe. Zunächst an ihrem westlichen Rand an Rothenburg ob der Tauber vorbei, erreicht sie das Wörnitztal, wo am Autobahnkreuz Feuchtwangen/Crailsheim eine Verbindung mit der BAB 6 besteht. Nach diesem Knotenpunkt führt die Autobahn hinauf auf die östlichen Ausläufer des Schwäbisch-Fränkischen Waldes. Kurz vor der Anschlussstelle Dinkelsbühl/Fichtenau wechselt das Bundesland, und die Autobahn erreicht Baden-Württemberg.
Bis Ellwangen führt die Autobahn durch den Virngrund, einen durchweg bewaldeten Höhenzug, der an seiner höchsten Stelle in einem rund 470 m langen Tunnel unterquert wird. Es folgt ein langgestreckter Abstieg ins Jagsttal, ehe sie bei Aalen mit einem zweiten Tunnelbauwerk und einer kurvigen sowie relativ steilen Rampe die Schwäbische Alb hinauf führt. Bis kurz hinter Heidenheim führt sie über die waldreiche Hochebene des Härtsfelds. Nach der Überquerung des Brenztals bei Giengen folgt ein sehr langgezogener Abstieg von der Alb hinab ins Donautal bei Ulm. Kurz bevor am Autobahnkreuz Ulm/Elchingen die BAB 8 gekreuzt wird, erreicht die Autobahn wieder bayerisches Gebiet.
Südlich des Autobahnkreuzes wird die Donau überquert, und die BAB 7 führt weiträumig an Ulm und der bayerischen Schwesterstadt Neu-Ulm vorbei. Am Autobahndreieck Hittistetten besteht über die autobahnähnlich ausgebaute und, obwohl offiziell Bundesstraße, auch so beschilderte B 28 ein weiterer Anschluss ins Ulmer Stadtgebiet, neben der BAB 8. Ab hier führt die Autobahn nun oberhalb des Illertals an Illertissen vorbei, bevor bei Altenstadt ein Abstieg ins Tal selbst erfolgt. Bis Memmingen folgt die Autobahn nun durchweg dem Verlauf des Flusses und führt dabei mehrfach entlang der bayerisch-baden-württembergischen Landesgrenze, die nach wie vor dem ursprünglichen Verlauf der heute kanalisierten Iller folgt. Auf baden-württembergischen Gebiet liegen nur einige Kilometer der Autobahn, ehe kurz vor Memmingen endgültig wieder auf bayerisches Gebiet gewechselt wird.
Am Autobahnkreuz Memmingen stellt die BAB 96 eine wichtige Verbindung in die Schweiz, Vorarlberg die Bodenseeregion und auch nach München her. Die BAB 7 umgeht die Stadt westlich und erreicht südlich davon die Voralpenlandschaft des Allgäus. Bei Dietmannsried wird erneut das Tal der Iller und schließlich auch Kempten erreicht, wo die Autobahn östlich vorbeiführt. Hinter Kempten wird die Landschaft wieder hügelig, und bei gutem Wetter bietet sich ein imposantes Alpenpanorama. Das Autobahndreieck Allgäu mit der dort abzweigenden, nur wenige Kilometer langen BAB 980 zeugt als Vorleistung von der einst geplanten Voralpenautobahn von Basel bis Salzburg. Vom bereits auf über 700 m über dem Meeresspiegel liegenden Gebiet bei Kempten führt die BAB 7 nun auf einer zunächst sehr kurvigen und nach Osten führenden Strecke hinauf und erreicht nach Überquerung des Wertachtals bei Nesselwang den mit 914 m ü. NN höchsten Punkt aller deutschen Autobahnen. Kurz vor Füssen schwenkt sie in einem weitläufigen Bogen wieder nach Süden und unterquert im Reinertshoftunnel den Uferbereich des Hopfensees. Hinter Füssen, wo sich die letzte Anschlussstelle auf deutschem Gebiet befindet, wird die Autobahn schließlich einstreifig und verengt sich auf eine Richtungsfahrbahn, da der Grenztunnel Füssen nur eine Röhre aufweist. Der rund 1,3 km lange Tunnel unterquert den 1027 m hohen Vilser Berg, der die Grenze zwischen Deutschland (Bayern) und Österreich (Tirol) markiert. Fortsetzung der Straße auf österreichischer Seite ist die Fernpassstraße B 179 nach Reutte.

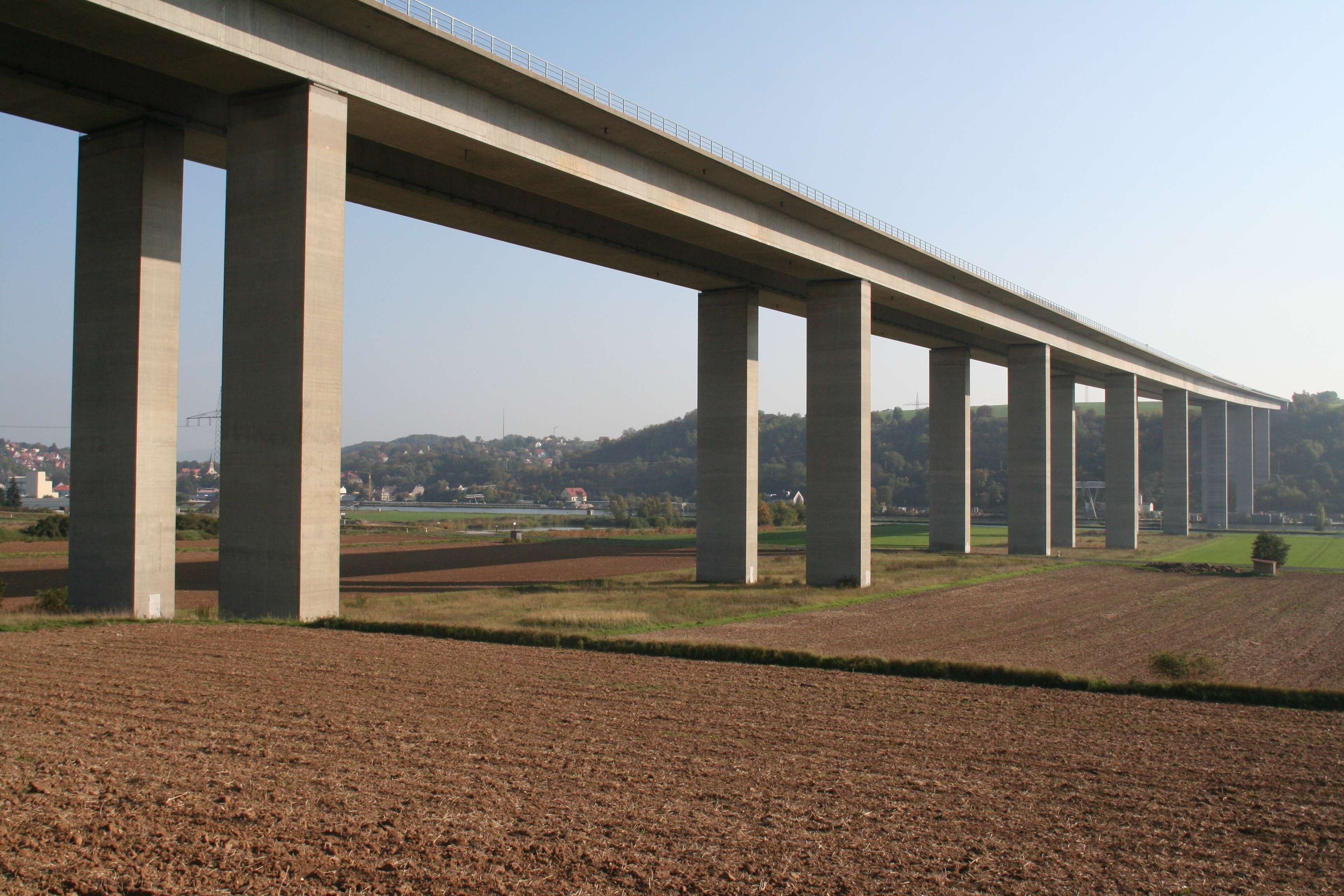
Mainbrücke Marktbreit
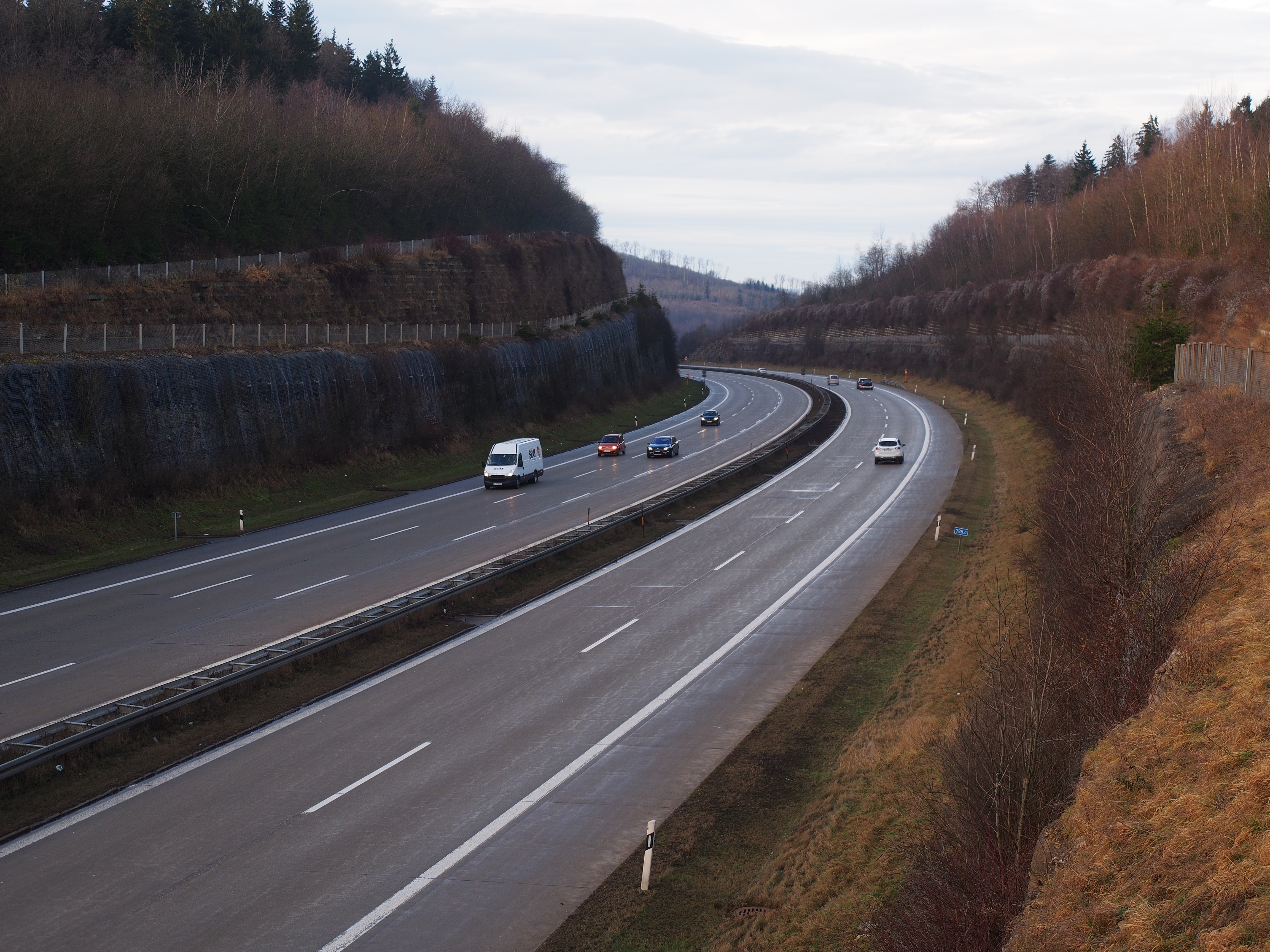
Albaufstieg bei Aalen
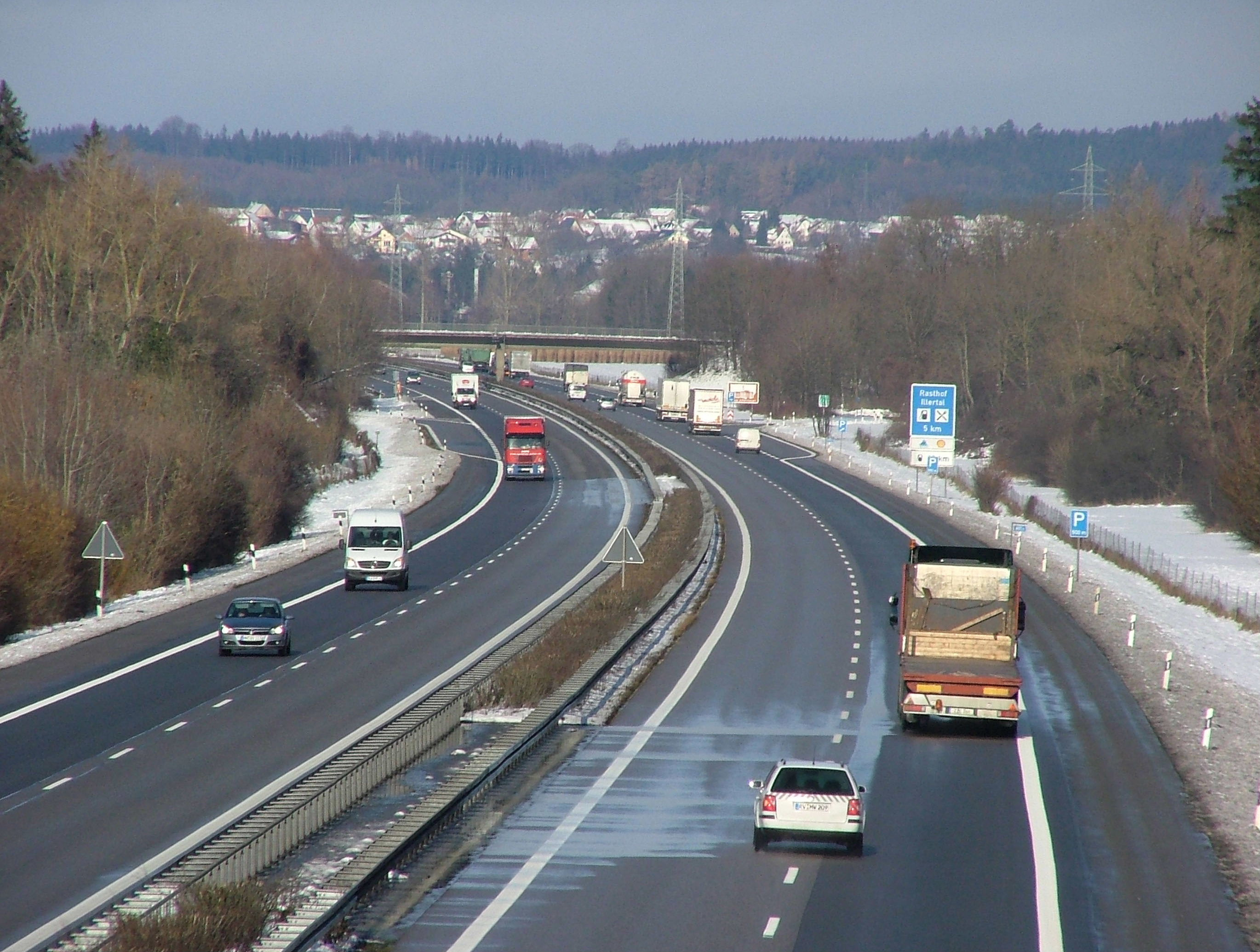
Im Illertal nördlich von Memmingen
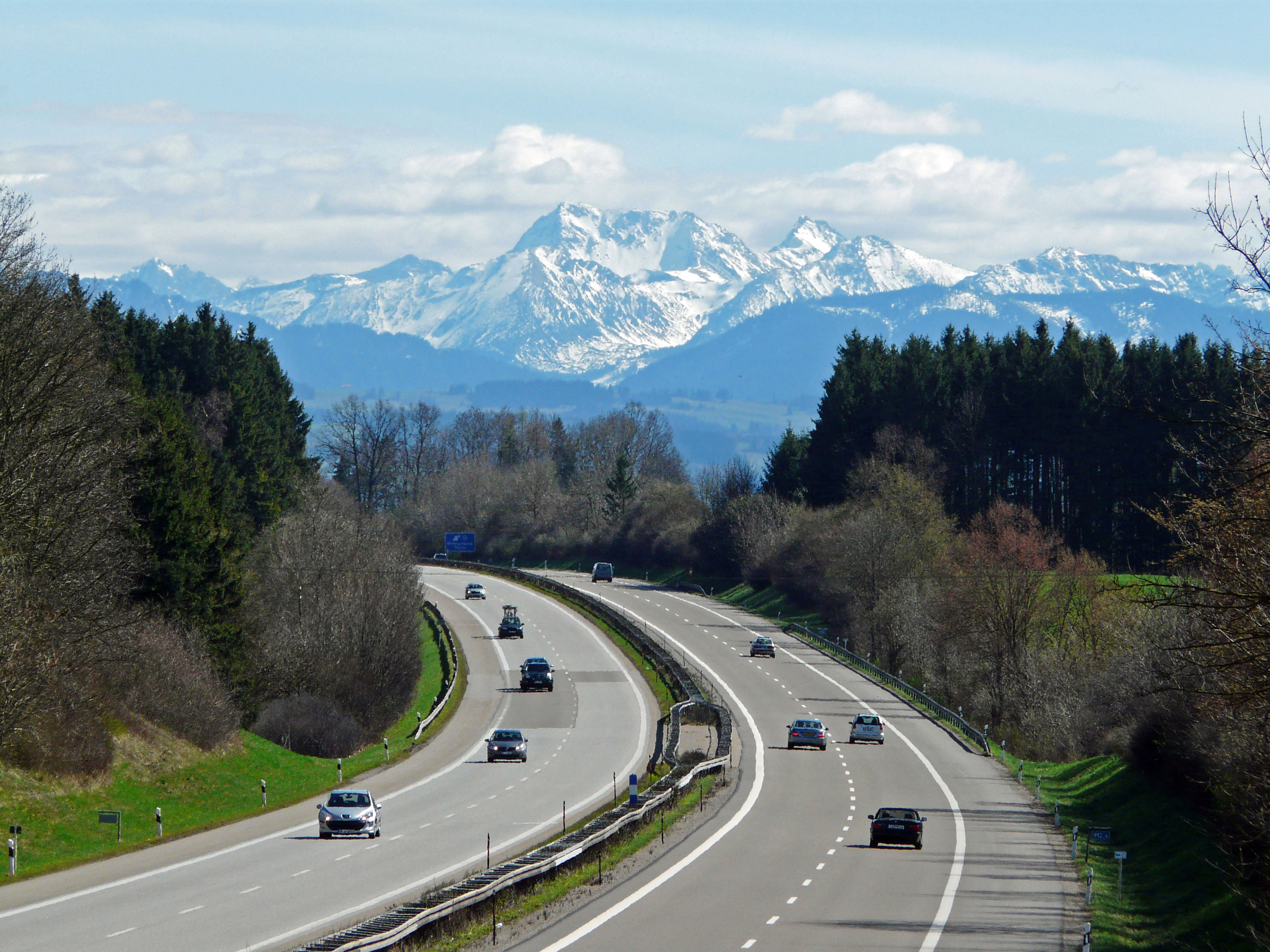
Alpenblick nördlich von Kempten
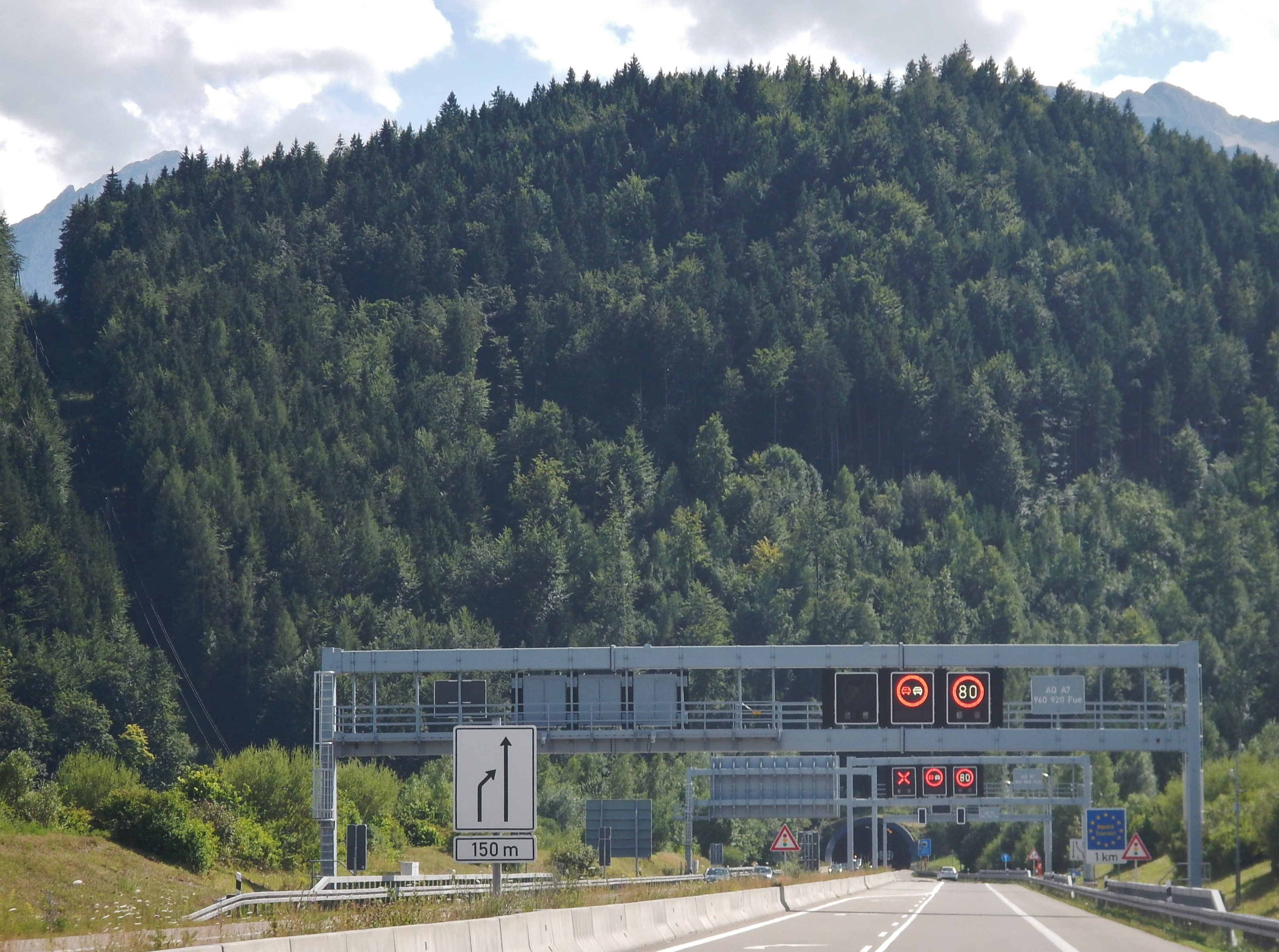
Einfahrt in den Grenztunnel Füssen

## Geschichte

### Vorgeschichte
Als durchgehende Nord-Süd-Verbindung zwischen dänischer und österreichischer Grenze bildet die Autobahn heute die Nachfolge mehrerer wichtiger Reichs- und Bundesstraßen. Auf der Strecke zwischen Flensburg und Hamburg folgt sie beispielsweise dem Ochsenweg, einem historischen Landweg längs der aus Jütland und Schleswig-Holstein bestehenden Kimbrischen Halbinsel. Später übernahmen diese Verbindung die Reichs- bzw. Bundesstraßen 76, 77, 205 und 4. Zwischen Hamburg und Kassel bildete die B 3 die wichtigste Fernverbindung, zwischen Göttingen und Würzburg die B 27.
Im Zuge der immer weiter voranschreitenden Motorisierung in den 1920er Jahren kamen Forderungen auf, Straßen zu bauen, die ausschließlich dem motorisierten Individualverkehr vorbehalten sein sollen. Ab 1926 wurden dann konkrete Planungen durchgeführt, in erster Linie durch den Verein HaFraBa (Verein zum Bau einer Straße für den Kraftwagen-Schnellverkehr von Hamburg über Frankfurt a. M. nach Basel) unter Robert Otzen, der eine Autostraße von Hamburg über Frankfurt am Main an die schweizerische Grenze bei Basel projektierte. Im Mai 1928 wurde der Verein in Verein zur Vorbereitung der Autostraße Hansestädte–Frankfurt–Basel umbenannt, um auch die Hansestädte Bremen und Lübeck mit in die Straßenplanungen einzubeziehen. Schon kurze Zeit später wurde dann ein gesamtdeutsches Grundnetz an Fernstraßen ausgearbeitet, das viele später realisierte Verbindungen enthielt. Dieses Projekt gilt als Vorläuferin der BAB 7 zwischen Hamburg und dem Hattenbacher Dreieck.
Obwohl zum damaligen Zeitpunkt, während der Weimarer Republik, die NSDAP diesen Planungen ablehnend gegenüberstand und sie als „Luxusstraßen der Reichen“ verspottete, waren sie zentraler Bestandteil eines der ersten Vorhaben, das die Nationalsozialisten nach der Machtergreifung Hitlers am 30. Januar 1933 umsetzten. Vorgeblich, um der zur damaligen Zeit relativ hohen Arbeitslosigkeit entgegenzuwirken, nahmen die Nationalsozialisten die zum großen Teil baufertig abgeschlossenen Netzpläne des in GEZUVOR („Gesellschaft zur Vorbereitung der Reichsautobahnen“) umbenannten HaFraBa und erwarteten eine Realisierung von 1000 Kilometer befahrbarer Reichsautobahnen pro Jahr. Am 23. September 1933 wurde auf dem Abschnitt Frankfurt–Darmstadt der erste Spatenstich gesetzt. Um den Autobahnbau als angebliche Erfindung Adolf Hitlers („Straße des Führers“) darzustellen, wurde die ein Jahr zuvor durch den Kölner Oberbürgermeister Konrad Adenauer eröffnete erste dem Kraftverkehr vorbehaltene Straße in Deutschland zwischen Köln und Bonn, die unter der eigens erdachten Bezeichnung Autobahn eröffnet wurde, zur Landesstraße zurückgestuft.

### 1934 bis 1943 – Reichsautobahnbau

#### Göttingen–Bad Hersfeld (1934 bis 1942)
Am 11. September 1934, zu diesem Zeitpunkt waren bereits zahlreiche Reichsautobahnstrecken im Bau, wurde mit dem Spatenstich am nördlichen Ende bei Göttingen mit der Realisierung des Abschnittes Göttingen–Kassel begonnen. Auch dieser gehörte zur ursprünglichen HaFraBa-Planung, wurde in der Trassierung allerdings – wie für Reichsautobahnen üblich – mit engen Kurven, langen Geraden und steilen Steigungs- und Gefällstrecken der bergigen Landschaft angepasst. Herausragendstes Bauwerk in diesem Bereich war die 416 Meter lange und 61 Meter hohe Werratalbrücke bei Hedemünden. Ein Jahr später, im Sommer 1935, folgte der Bau des südlichen Teils von Kassel bis nach Homberg (Efze).
Die HaFraBa-Planung sah noch einen gänzlich anderen Verlauf für ihre zuerst geplante Nord-Süd-Strecke vor: Dabei wäre die Straße enger dem Verlauf der Reichsstraße 3 bzw. heutigen Bundesstraße 3 gefolgt, hätte neben Kassel also auch Marburg und Gießen direkter angebunden. Die Führung entlang der Hessischen Senke und dem Lahntal wäre auch weniger aufwändig zu bauen gewesen. Die GEZUVOR plante 1933, nun unter nationalsozialistischer Regie, dann einen Streckenverlauf von Göttingen über Eschwege entlang der B 27 nach Fulda und schließlich durchs Kinzigtal hinab nach Frankfurt. War die erste Reichsautobahn Frankfurt–Mannheim noch vollständig nach den Trassenplänen der 1920er Jahre realisiert worden, begann man ab 1934 mit der Konzeption der Trassenausführung nach landschaftlichen Gesichtspunkten. Das sogenannte „Autowandern“ war durch die sich von der Strecke ergebenen Gebirgspanoramen ein Bestandteil nationalsozialistischer Propaganda und sollte so die „Deutsche Heimat“ betonen. Die noch heute einprägsamen Sichtachsen von der Autobahn auf die Stadt Kassel und das Werratal mit den umliegenden Höhenzügen im Zuge der Steigungs- und Gefällestrecke nördlich von Kassel sind hierfür gute Beispiele.
Eröffnet wurde das gesamte Autobahnteilstück von Göttingen bis Kassel am 20. Juni 1937 mit einem Festakt des kurhessischen Gauleiters, ehe am 17. November 1937 auch der Abschnitt von Kassel nach Homberg dem Verkehr übergeben wurde. Auffallend ist, dass mit dieser Strecke eine der ersten realisierten Reichsautobahnen im dünn besiedelten und verkehrsarmen Nordhessen errichtet wurde. Begründet wurde der Bau auch mit der schlechten Erreichbarkeit Kassels und des nordhessischen Raumes mit der Eisenbahn. Zahlreiche Fotoaufnahmen vom Zeitpunkt der Eröffnung zeigen daher eine vollkommen leere Autobahn, sodass für die Eröffnungsveranstaltung sogar eigens Verkehr arrangiert werden musste.
Das Teilstück von Homberg bis Neuenstein-Aua (heute Bad Hersfeld-West) wurde am 2. Juli 1938 eröffnet und weist, ähnlich wie nördlich von Kassel, einen sehr bergigen und kurvigen Verlauf auf. Der höchste Punkt befindet sich im Knüllgebirge am Berg Pommer mit rund 450 m ü. NN. Bis Ende 1938 war die Fortsetzung von Bad Hersfeld über Alsfeld bis Gießen fertiggestellt, die wiederum an die bereits bestehende Reichsautobahn Gießen–Frankfurt–Darmstadt–Mannheim/Heidelberg anschloss. Somit bestand eine durchgehende Autobahnverbindung von Göttingen bis Heidelberg, mit der große Teile des HaFraBa-Projektes realisiert wurden. Der größte Teil dieser Strecke hinter Bad Hersfeld gehört heute zur A 5.
Nördlich von Göttingen wurde nach Ausbruch des Zweiten Weltkrieges an der geplanten Autobahnstrecke nach Hannover zwar zunächst weitergebaut, bis August 1942 konnte jedoch nur das Teilstück Göttingen–Nörten-Hardenberg mit einer Richtungsfahrbahn ohne öffentliche Bekanntgabe freigegeben werden. Der Reichsautobahnbau hatte zu dieser Zeit keine Priorität mehr, da Rohstoffe und Finanzen in die militärische Aufrüstung flossen. Unter dem Einsatz von Zwangsarbeitern wurden bis 1943 noch einige Strecken gebaut, danach kamen die Bauarbeiten im gesamten Netz, so auch auf der Strecke nach Hannover und weiter bis Hamburg, zum Erliegen und wurden nicht mehr in Angriff genommen.

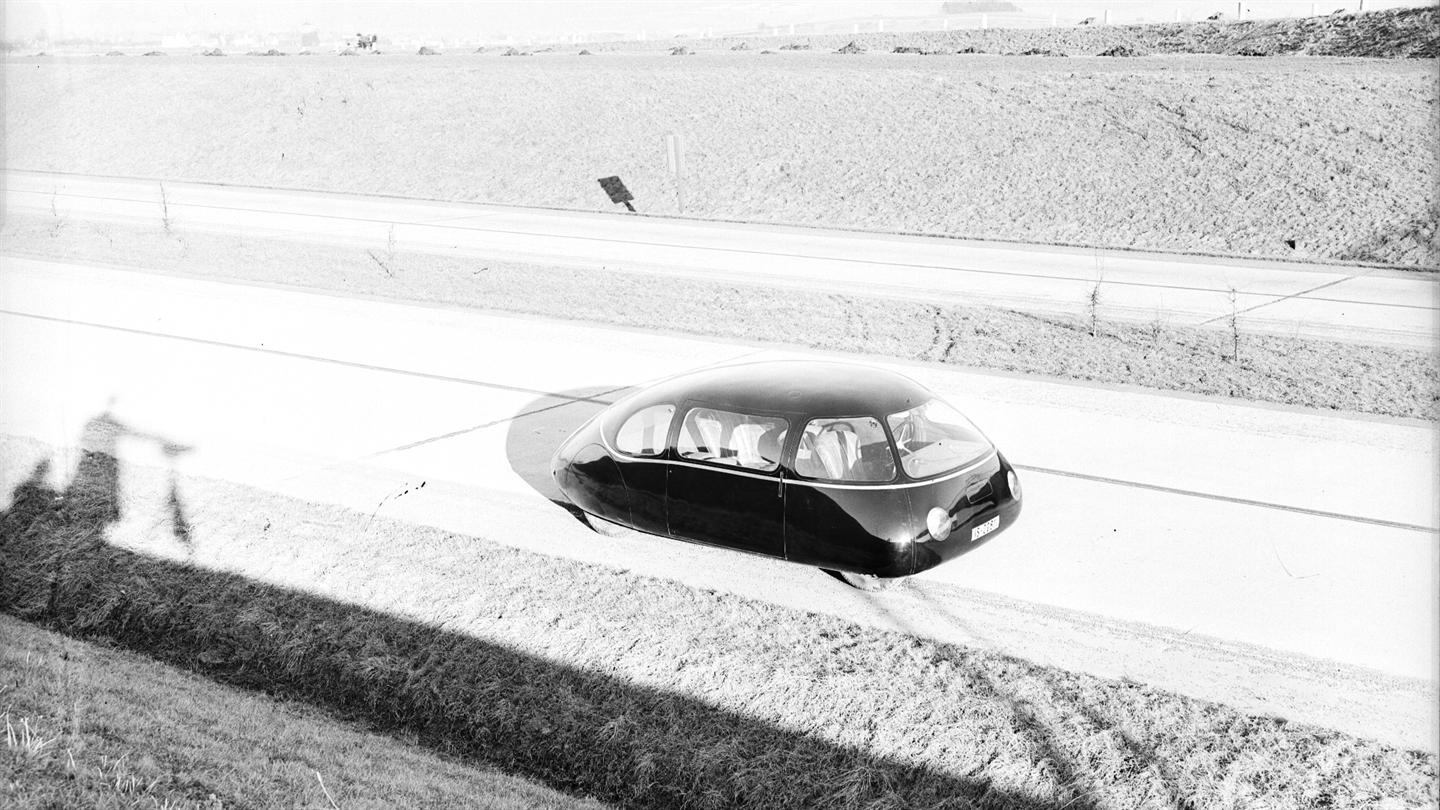
Testfahrt eines Schlörwagens auf der gerade fertig gestellten Reichsautobahn bei Göttingen, 1939

#### Nicht fertiggestellte Reichsautobahnabschnitte

##### Bad Hersfeld–Würzburg (1937 bis 1939)
Schon zu Zeiten der Weimarer Republik war eine Schnellstraßenverbindung zwischen Kassel und Würzburg im erweiterten HaFraBa-Netzplan enthalten. Ab etwa 1935 eine Strecke vor, die bei Niederaula von der Strecke Kassel–Frankfurt abzweigen und über Würzburg und Heilbronn nach Stuttgart führen sollte. Diese war sogar Bestandteil des Grundnetzes im Reichsautobahnplan. 1937 wurde auf etwa 70 km zwischen Niederaula und Würzburg mit dem Bau der als Strecke 46 geführten Autobahn begonnen. Besonders im nördlichen Abschnitt zwischen Niederaula und Fulda sowie im Spessart zwischen Bad Brückenau und Gräfendorf war der Bau schon sehr weit fortgeschritten, so war das Autobahndreieck mit der Strecke Kassel–Frankfurt und ein längerer Abschnitt der abzweigenden Strecke schon mit befestigten Fahrbahnen ausgestattet. Anders als das später realisierte Hattenbacher Dreieck war das fast fertige Autobahndreieck als rechtsgeführte Trompete ausgeführt.
Auch im Spessart wurden die Erdarbeiten abgeschlossen und mit der Errichtung einiger Brückenbauwerke begonnen. Wie im gesamten Reichsautobahnnetz wurden aufgrund des Zweiten Weltkrieges die Arbeiten ab 1939 zunächst zurückgestellt und später ganz eingestellt. Die nach dem Krieg realisierte Autobahn folgt im hessischen Teil weitgehend der bereits geplanten Trasse, während auf bayerischem Gebiet eine weiter östlich verlaufende Trassierung über Schweinfurt und östlich an Würzburg vorbei gewählt wurde. Dies hat zur Folge, dass eine durchgehende Autobahn von Stuttgart nach Norden, wie sie vor 1945 geplant war, nie realisiert wurde. Ohnehin wäre die Strecke, falls sie in Betrieb genommen worden wäre, für ein hohes Verkehrsaufkommen ungeeignet gewesen: Steigungen bis knapp 8 % und scharfe Kurvenkombinationen hätten die Spessartquerung geprägt. Die halbfertigen Bauwerke der Reichsautobahn existieren bis heute und stehen seit 2003 unter Denkmalschutz.

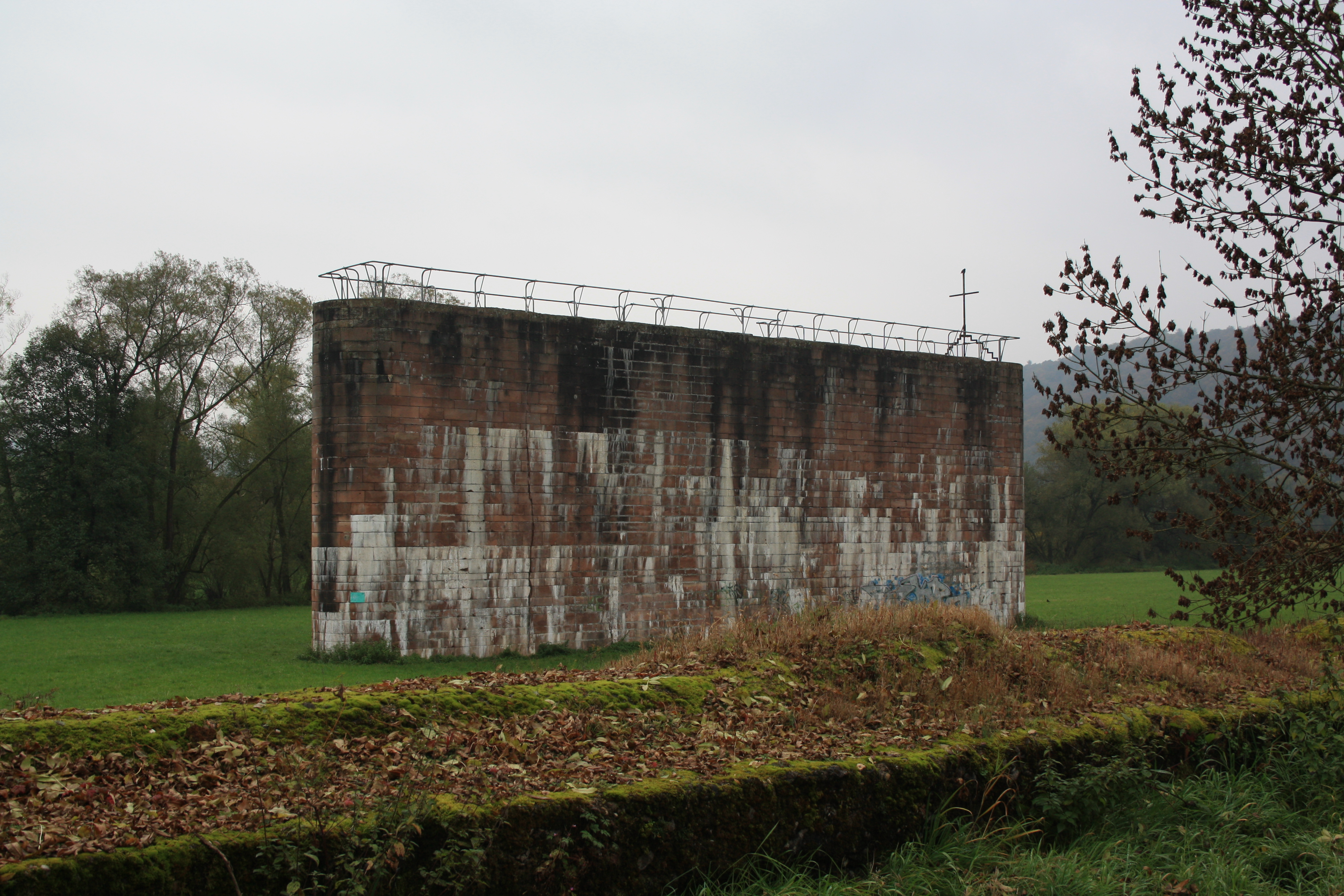
Fertiggestellter Brückenpfeiler der Strecke 46 bei Gräfendorf
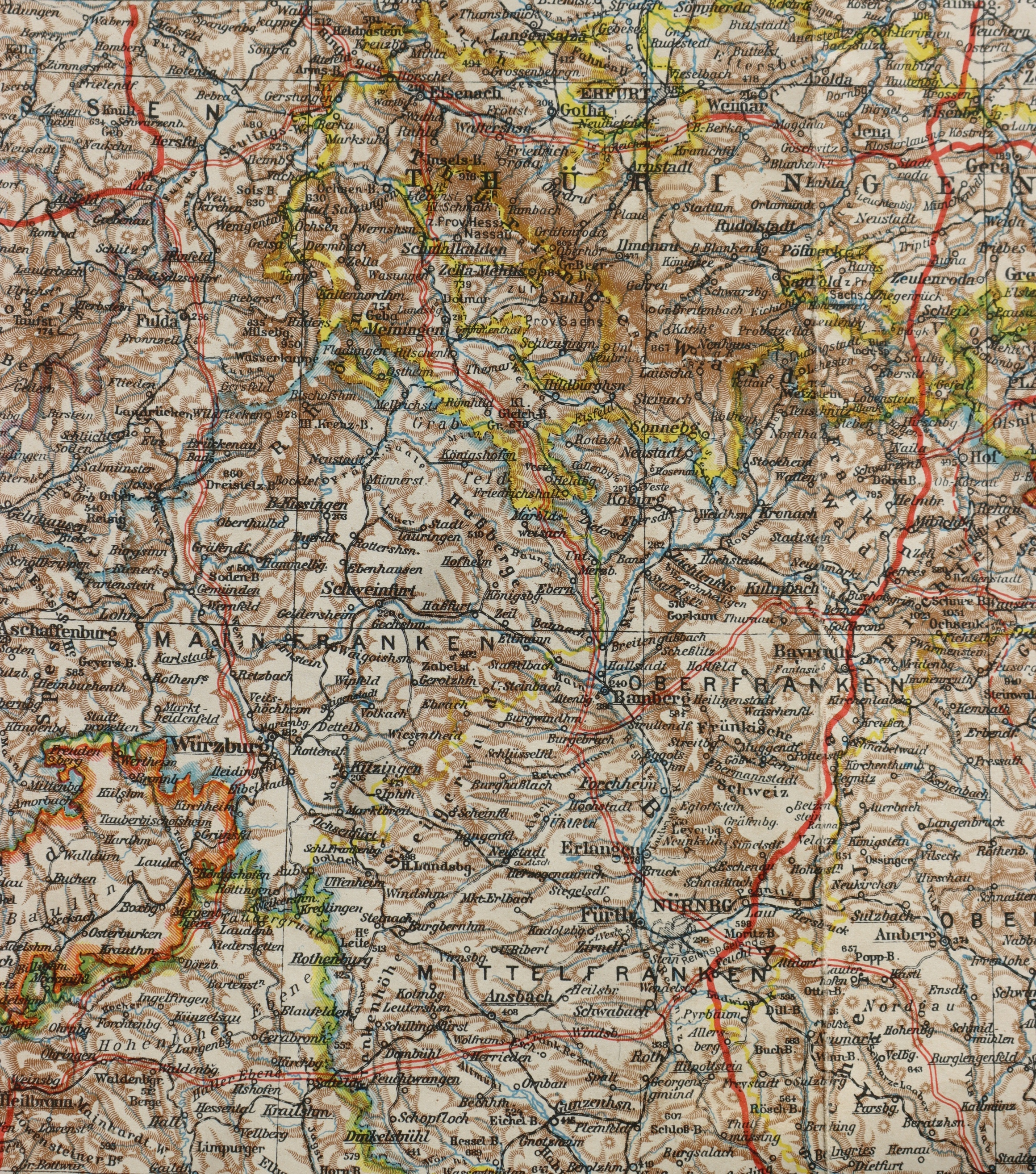
Straßenkarte von 1938 mit eingezeichneter Strecke

##### Hamburg–Hannover–Göttingen (1938 bis 1939)
Die HaFraBa-Pläne von Robert Otzen aus dem Jahr 1927 sahen eine Streckenführung parallel zur damaligen Fernverkehrsstraße (heutige B 3) vor. Mit Einrichtung der Obersten Bauleitung Reichsautobahn (OBR) Hannover änderten die Nationalsozialisten 1935 die Pläne, da diese Strecke zu weit weg von größeren Städten in der Region lag. Ein 1936 aufgestellter Plan zeigte einen Verlauf von Hamburg über Peine, Braunschweig und Salzgitter auf, der insbesondere auf die in diesen Städten sehr stark vorhandene Industrie (Stahlwerke) und deren Anbindung abzielte. Ohnehin verhinderten die zeitgleiche Einrichtung des Truppenübungsplatzes Bergen und des Fliegerhorstes Wietzenbruch bei Celle die Realisierung der HaFraBa-Pläne. Fritz Todt, als Generalinspektor für das Straßenwesen oberster Bauleiter der Reichsautobahnen, legte schließlich eine Variante fest, die zwei Nord-Süd-Autobahnen vorsah, von denen die westliche an Hannover vorbeiführt und mit einem Abzweig Bremen anbindet, während die östliche die Industrieregion um Braunschweig erschließt. Jeweils bei Maschen und Seesen sollte sich die Strecke, die als nördliche Fortsetzung der bereits realisierten Autobahn von Göttingen über Kassel in Richtung Süden diente, dafür verzweigen.
Nachdem bis September 1938 die detaillierte Planung ausgearbeitet und diese bis Februar 1939 landespolizeilich begutachtet worden war starteten Mitte 1938 die Arbeiten zwischen Hamburg und einem geplanten Knotenpunkt mit der Strecke Ruhrgebiet–Berlin bei Garbsen westlich von Hannover. Von August 1938 bis Juli 1939 folgte jedoch schon ein Baustopp, um die für den Bau dieser Autobahn eingesetzten Arbeiter abzuziehen und für den Bau des Westwalls einzusetzen. Im Bereich zwischen Bad Fallingbostel und westlich von Hannover waren aufgrund des Einsatzes schwerer Geräte die Erdarbeiten relativ weit fortgeschritten, ebenso der Bau von Über- und Unterführungen. Die Strecke von Hamburg-Veddel nach Horst (Seevetal) wurde dagegen 1939 zusammen mit der Reichsautobahn Bremen–Hamburg (heute Teilstück der A 1) fertiggestellt und war bereits so konzipiert, dass die von Hamburg her kommende Strecke nahtlos weiter in Richtung Süden führt und die Strecke nach Bremen einen Abzweig von dieser, das Horster Dreieck, bildet.
Ab Oktober 1939 wurde aufgrund des ausgebrochenen Zweiten Weltkrieges ein Baustopp für alle Nord-Süd-Strecken verhängt und stattdessen weiter an den Ost-West-Strecken gearbeitet, bis 1940 schließlich der Weiterbau der Strecke Hamburg–Hannover ganz aufgegeben wurde. Nordwestlich von Hannover sind bei Wedemark noch der Trassenverlauf und einige begonnene Bauwerke der nicht fertiggestellten Autobahn heute sichtbar. Zwischen Horst und Schwarmstedt lag die Trasse viele Jahre lang brach, wurde aber ab den 1950er Jahren zum Bau der heutigen A 7 einbezogen, ehe diese dann im weiteren Verlauf östlich von Hannover realisiert wurde.

### Hamburg–Göttingen (1953 bis 1962)
Die Strecke Hamburg–Hannover–Göttingen wurde mit der Fertigstellung des landesplanerischen Gutachtens 1950 weiter verfolgt. Es sah vor, aus Kostengründen, anstatt der vor dem Krieg anvisierten Aufteilung in zwei parallele Autobahnen nur noch eine einzige Strecke zu bauen. Aufgrund der vor dem Baustopp schon weit vorangeschrittenen Arbeiten sollte zwischen Horst (Anschluss an die Autobahn Hamburg–Bremen) und Schwarmstedt die Autobahn auf der vorhandenen Vorkriegstrasse fertiggestellt werden. Um die Trasse zwischen Schwarmstedt und Nörten-Hardenberg entbrannte ein Streit, von mehreren untersuchten Planungen, die die Umfahrung Hannovers betrafen, entschied man sich für die Führung östlich der Stadt mit Knotenpunkt der Autobahn Ruhrgebiet–Berlin nordwestlich von Lehrte.
Die Declaration on the Construction of Main International Traffic Arteries der UN-Wirtschaftskommission vom 16. September 1950, mit der das Netz der Europastraßen begründet wurde, legte die Verbindung Hamburg–Bordeaux als eine der drei wichtigsten europäischen Fernverbindungen fest. Zusätzlich stieg der Verkehr zwischen Kassel, Hannover und Hamburg immer weiter an, sodass die alte Fernverkehrsstraße mit ihren zahlreichen Ortsdurchfahrten durch die Überlastung zum Unfallschwerpunkt wurde. So ereigneten sich zwischen Juli 1951 bis 1952 knapp ein Drittel aller Verkehrsunfälle in Niedersachsen auf dieser Straße.
Begonnen wurde mit dem Neubau von Göttingen in nördliche Richtung bis in Höhe von Northeim entlang der Vorkriegstrasse. Zunächst ging 1953 die 8,7 Kilometer lange Strecke von Nörten-Hardenberg zur Anschlussstelle Northeim-West mit einer Richtungsfahrbahn in Betrieb, 1954 wurde sie um 4,8 Kilometer bis Northeim-Nord verlängert. Jeweils zwei Jahre später wurde auch die zweite Richtungsfahrbahn fertiggestellt. Danach begann der Streckenbau gleichzeitig von Norden und Süden her, ehe das letzte Teilstück im Raum Hannover geschlossen und die Autobahn fertiggestellt wurde.
Zwischen Hamburg und Hannover wurde die Autobahn in sieben Teilabschnitten zwischen 1956 und 1962 dem Verkehr übergeben. Zunächst entstanden die 11 Kilometer zwischen Horst und Thieshope. Am Schnittpunkt mit der Autobahn Hamburg–Bremen, die hier von südliche in westliche Richtung führt, entstand ein Autobahndreieck mit einer Steilkurve, das Horster Dreieck. Die Relation Hamburg–Hannover bildet hierbei die durchgehende Fahrbeziehung. Im selben Jahr eröffnete der 17 Kilometer lange Abschnitt von Soltau-Süd nach Fallingbostel, der 1957 nördlich um 7 Kilometer bis Soltau-Ost und südlich um 8 Kilometer bis Westenholz verlängert wurde. Im Jahre 1958 wurde die 39 Kilometer lange Lücke zwischen Thieshope und Soltau geschlossen und die 18 Kilometer von Westenholz bis Berkhof freigegeben. Auffällig ist die hohe Zahl an Anschlussstellen im dünn besiedelten Gebiet der Lüneburger Heide zwischen Hamburg und Soltau – hier hatte Bundesverkehrsminister Seebohm seinen Wahlbezirk in den Landkreisen Harburg und Soltau. Im Jahre 1960 folgten die 21 Kilometer von Berkhof bis Kirchhorst kurz vor Hannover.
Zur selben Zeit wurde auch von Süden her die Autobahn weitergebaut, um die Lücke Schritt für Schritt zu schließen – 1958 die 9 Kilometer von Northeim nach Echte, am 14. November 1959 weitere 12 Kilometer bis Seesen. Die 40 Kilometer lange Strecke von Seesen nach Hildesheim wurde am 15. Dezember 1960 von Bundesverkehrsminister Hans-Christoph Seebohm feierlich für den Verkehr freigegeben. Mit der Fertigstellung des 35 km langen Abschnittes Kirchhorst–Hildesheim war die komplette Autobahnstrecke durchgehend befahrbar. Feierliche Eröffnung des letzten Teilstücks war am 6. Juli 1962 – dieser Tag markiert außerdem das Fertigstellungsdatum der kompletten Autobahn-Relation Hamburg–Frankfurt–Basel.

### Bad Hersfeld–Würzburg (1965 bis 1968)
Ab 1948 initiierten die Bundesländer Hessen und Bayern die Wiederaufnahme der Bauarbeiten an der Verbindung Bad Hersfeld–Würzburg, mit der unter der Bezeichnung Strecke 46 von 1937 bis 1939 einige Abschnitte in Bau waren. Diese Strecke wurde und wird nach dem von ihr durchquerten Mittelgebirge auch Rhönautobahn oder Rhönlinie genannt. Da auf hessischer Seite schon in großem Maße Erdarbeiten durchgeführt worden waren und die landwirtschaftlichen Flächen dementsprechend zugeteilt wurden, lag es nahe, diese Trasse für den Neubau weiter zu verwenden. Lediglich das ursprünglich als Trompete geplante Autobahndreieck mit der Autobahn Hamburg–Frankfurt bei Hattenbach sollte aufgrund der zu erwartenden Verkehrszunahme als Dreieck mit direkten Verbindungsrampen ausgeführt werden. Die bereits bestimmte östliche Umfahrung von Fulda sollte auch der Entlastung des Stadtgebietes vom Durchgangsverkehr auf den Bundesstraßen 27 und 254 dienen. Nur zwischen Fulda und der Landesgrenze zu Bayern wich die Linienführung von der Reichsautobahnplanung ab, da hier im Döllbachtal ein später nicht realisierter Stausee geplant war. Die Autobahn wurde daher an den östlichen Rand des Tales verlegt, was zwei Talbrücken nötig machte.
Aufgrund der starken Längsneigungen von mehr als sechs Prozent (statt der höchstens zulässigen vier Prozent) und den engen Kurvenradien legte Bundesverkehrsminister Hans-Christoph Seebohm bei der Trassenfindung der Autobahn fest, die begonnene Reichsautobahnstrecke nicht weiter zu verwenden. Zudem lag sie weit weg von größeren Ortschaften und der nach dem Krieg entstandenen Zonengrenze zur SBZ, der späteren DDR. Die neue Linienführung sollte daher zum einen das Zonenrandgebiet, zum anderen die Stadt Schweinfurt erschließen. Der Knotenpunkt mit der Autobahn Frankfurt–Nürnberg, der in den 1930er Jahren westlich von Würzburg vorgesehen war, wurde, bedingt durch die neue Trassenführung, östlich von Würzburg bei Biebelried angelegt. Um die fruchtbaren Böden zwischen Schweinfurt und Würzburg nicht zu beschädigen, wurde die Autobahn um einige Kilometer nach Westen an den Rand des Gramschatzer Waldes verlegt.
Die Linienführung für den bayerischen Abschnitt wurde am 9. November 1960 und für den hessischen Abschnitt am 17. März 1961 festgelegt. Mit den Bauarbeiten wurde im ersten Abschnitt bei Würzburg 1962 begonnen, mit dem letzten von Bad Kissingen nach Werneck 1966. In vier Teilstücken wurde die Autobahn dann innerhalb von sechs Jahren gebaut und schrittweise dem Verkehr übergeben. Zwischen Estenfeld und dem Dreieck Biebelried war sie ab dem 28. Juli 1965 befahrbar, die elf Kilometer lange Umfahrung von Fulda war ab dem 28. September 1966 für den Verkehr freigegeben und die Verlängerung von Estenfeld nach Werneck am 7. November 1966. Somit waren im südlichsten Streckenabschnitt 31 Kilometer Autobahn fertiggestellt.
Die Fertigstellung der beiden noch verbliebenen Abschnitte (Hattenbach bis Fulda-Nord und Fulda–Süd bis Werneck) wurde zügig bis 1968 vorangetrieben, besonders im bayerischen Teil mussten infolge der geänderten Linienführung zahlreiche große Talbrücken errichtet werden, unter anderem die 96 Meter hohe Grenzwaldbrücke im Bereich der hessisch-bayerischen Landesgrenze. Gegen den Eröffnungstermin für beide Streckenabschnitte und damit der gesamten 142 Kilometer Strecke, der für Ende August 1968 vorgesehen war, regte sich in Niedersachsen, Hamburg und Schleswig-Holstein Protest. Da in den Bundesländern die Sommerferien zwischen dem 15. und 18. Juli begannen, drängten die Bundesländer und der ADAC auf eine Eröffnung in der ersten Julihälfte desselben Jahres, um Staus im Zuge des Reiseverkehres nach Süden auf den Passstraßen der Rhön und den überlasteten Autobahnen rund um Frankfurt zu vermeiden. Da zu diesem Zeitpunkt noch nicht alle Arbeiten abgeschlossen waren, es fehlten unter anderem noch Leitplanken und Fahrbahnmarkierungen, konnte die Verkehrsübergabe nicht mehr rechtzeitig, aber dennoch einen Monat früher als geplant am 30. Juli 1968 stattfinden.
Bei der Eröffnungsfeier bezeichnete Bundesverkehrsminister Georg Leber die Rhönautobahn als „[eine der] bautechnisch schwierigsten deutschen Autobahnstrecken“. Sie verkürzte die Fahrtstrecke von Hamburg nach München um 120 Kilometer und umging weiträumig das verkehrsreiche Rhein-Main-Gebiet mit dem Frankfurter Kreuz. Zudem erhoffte man sich eine Entwicklung der wirtschaftlich schwachen Region im Norden Bayerns.

### Flensburg–Hamburg (1969 bis 1978)
Im Auftrag des NS-Regimes plante der Architekt Konstanty Gutschow einen gigantischen Umbau großer Teile Hamburgs als Ausdruck der „Hauptstadt der deutschen Schiffahrt“. Vorgesehen waren neben breiten Aufmarschstraßen und einem 250 Meter hohen Gauhochhaus eine Hängebrücke über die Elbe mit 160 Meter hohen Pylonen, deren Design sich an der Brooklyn Bridge in New York City orientierte. Sie sollte das Herzstück einer ab 1935/36 geplanten Reichsautobahn bilden, die eine westliche Umfahrung Hamburgs darstellen sollte. Zwar wurde 1939 mit vorbereitenden Bauarbeiten für die Brücke begonnen, aufgrund des ungünstigen Bodens am Elbufer, der für eine Brücke mit solchen Ausmaßen absolut ungeeignet war, sowie des Zweiten Weltkrieges wurde dieses Projekt, wie auch die restlichen Bauwerke für die NS-Propaganda, nicht weiter verfolgt.
Ab 1950 plante die Stadt Hamburg eine Umgehungsstraße in den westlichen Stadtteilen unter Berücksichtigung der Pläne aus der NS-Zeit. Statt einer Hängebrücke war nun ein Tunnel zur Querung der Elbe vorgesehen, zumal der Fluss in diesem Abschnitt auch von Hochseeschiffen befahren wird. Von 1961 bis 1963 wurde das erste knapp drei Kilometer lange Teilstück dieser Straße bei Eidelstedt gebaut und am 26. April 1963 als Teil der Bundesstraße 4 für den Verkehr freigegeben. Die Weiterführung der Umgehungsstraße von Eidelstedt nach Süden bis Harburg wurde per Senatsbeschluss am 10. Juli 1964 festgelegt. Von Eidelstedt bis zum nördlichen Hamburger Stadtrand in Schnelsen wurde die Strecke am 2. November 1967 fertiggestellt. Zum 1. Januar 1968 wurde die Umgehung Eidelstedt ohne bauliche Veränderungen zur Autobahn umgewidmet.
Mit dem Bau des Neuen Elbtunnels wurde am 19. Juni 1968 begonnen. 1972 wurde der Abschnitt von Heimfeld nach Marmstorf und 1973 der Abschnitt von Eidelstedt nach Bahrenfeld fertiggestellt. Nach knapp siebenjähriger Bauzeit wurde der Elbtunnel am 10. Januar 1975 durch den damaligen Bundeskanzler Helmut Schmidt eröffnet, womit die Lücke im Hamburger Stadtgebiet geschlossen wurde. Zur selben Zeit wurde auch das Teilstück von Marmstorf nach Seevetal fertig. Dabei wurde die Autobahn südlich des seit den 1950er Jahren bestehenden Horster Dreiecks mit einer Gabelung an die Strecke Hamburg–Hannover angebunden. Die Steilkurve für die Relation Hannover–Bremen wurde zugunsten einer Schleife von der neu erbauten Strecke aufgegeben. Erst einige Jahre nach der Aufstufung zur Autobahn wurde der Abschnitt im Hamburger Stadtgebiet 1978 bis 1979 mit Lärmschutzwänden und 1980 mit Straßenbeleuchtung versehen.
Die Strecke von Hamburg an die dänische Grenze, die sogenannte Nordachse, wurde in den späten 1960er und 1970er Jahren in neun Bauabschnitten realisiert und zwischen 1969 und 1978 eröffnet. Ausschlaggebend für ihren Bau war, neben einem 1964 zwischen den Regierungen Deutschlands und Dänemarks getroffenen Staatsvertrag, der eine Fernstraßenverbindung zwischen den beiden Ländern anstrebte, die 1965 getroffene Entscheidung des Internationalen Olympischen Komitees, die Olympischen Spiele 1972 in Deutschland austragen zu lassen. Neben München als Hauptspielort sollten die Segelwettbewerbe in Kiel stattfinden. Zunächst wurde sie unter der Bezeichnung Europastraße 3 geführt, mit der Einführung des bis heute gültigen Nummerierungssystems für Autobahnen 1975 dann als Bundesautobahn 7.
Begonnen wurde mit dem Bau der Nordachse 1965. Das erste zwölf Kilometer lange Teilstück von der Anschlussstelle Neumünster-Nord nach Großenaspe wurde am 24. November 1969 dem Verkehr übergeben. Als Nächstes wurde 1970 das elf Kilometer lange Stück von Quickborn nach Hamburg-Schnelsen fertiggestellt, das an das bestehende Teilstück im Hamburger Stadtgebiet anschließt, ein Jahr später, 1971, dann die nördliche Fortsetzung zunächst bis nach Bad Bramstedt und dann nach Neumünster.
Der 43 Kilometer lange Abschnitt von der Anschlussstelle Schleswig/Jagel nach Bordesholm führt bei Rendsburg auf der knapp 1,5 Kilometer langen Rader Hochbrücke, damals die längste Autobahnbrücke Deutschlands, über den Nord-Ostsee-Kanal und wurde von 1969 bis 1972 gebaut. Am 4. August 1972, vier Wochen vor Beginn der Olympischen Spiele, wurde dieser zusammen mit dem Abzweig nach Kiel, der heutigen A 215, für den Verkehr freigegeben. Damit wurde Kiel als letzte westdeutsche Landeshauptstadt an das Autobahnnetz angeschlossen. Von 1972 bis 1976 entstand der 14 Kilometer lange Abschnitt von der Anschlussstelle Flensburg/Harrislee nach Tarp. Dieser wurde am 13. Juli 1976 durch Ernst Haar, den parlamentarischen Staatssekretär des Bundesverkehrsministeriums, und Schleswig-Holsteins Innenminister Rudolf Titzck feierlich eröffnet.
Bis 1977 waren dann die acht Kilometer der Umfahrung von Schleswig (Schleswig/Schuby–Schleswig/Jagel) fertig. Der Anschluss nach Flensburg (B 200) wurde autobahnähnlich ausgebaut und einige Jahre als A 205 geführt. Eine Querspange von Flensburg über Handewitt nach Westen – der sogenannte Syltzubringer – wurde dagegen nicht mehr gebaut.
Die letzten beiden verbliebenen Abschnitte zwischen Hamburg und Dänemark wurden im Jahr 1978 dem Verkehr übergeben. Von 1976 bis 1978 entstand der Grenzübergang Ellund/Frøslev mit dem vier Kilometer langen Teilstück bis zum damaligen nördlichen Autobahnende bei Harrislee. Der nun größte und wichtigste Grenzübergang nach Dänemark wurde am 13. Juni 1978 durch Bundespräsident Walter Scheel, in Begleitung von Ministerpräsident Gerhard Stoltenberg und der Flensburger Stadtpräsidentin Ingrid Gross, und Königin Margrethe II. feierlich in Betrieb genommen. Um 10.55 Uhr gaben sie Autobahn und Passkontrolle offiziell frei, um 12.32 Uhr rollte das erste Auto durch den neuen Grenzübergang. Seit dem Ende des Deutsch-Dänischen Krieges und dem Abtreten Schleswigs an das Deutsche Reich 1864 war dies der erste Besuch eines dänischen Monarchen in Schleswig-Holstein gewesen. Auch erstellte die Deutsche Bundespost einen Sonderstempel zu diesem Ereignis. Ellund entwickelte sich zum wichtigsten Durchgangspunkt des deutsch-dänischen Grenzverkehrs. 1979 passierten 3,2 Millionen Reisende die Kontrollschalter; bis 1997 hatte sich die Zahl mit 16,7 Millionen mehr als verfünffacht.
Das letzte noch fehlende Teilstück, die 14 Kilometer lange Strecke von Tarp nach Schleswig/Schuby, wurde einige Tage später freigegeben. Dadurch entstand zum einen eine durchgehende Verbindung von Dänemark durch ganz Schleswig-Holstein bis nach Hamburg, darüber hinaus eine durchgehende Nord-Süd-Verbindung durch Deutschland bis nach Süditalien, die die Grundlage für die spätere Europastraße 45 bildete.

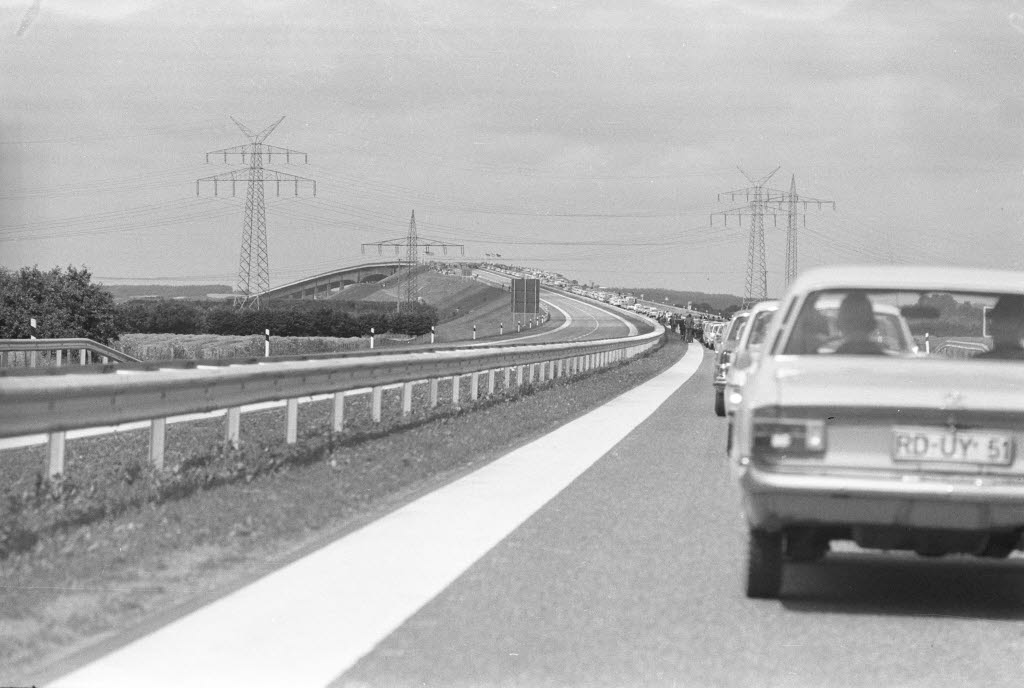
Eröffnung der Rader Hochbrücke, 1972
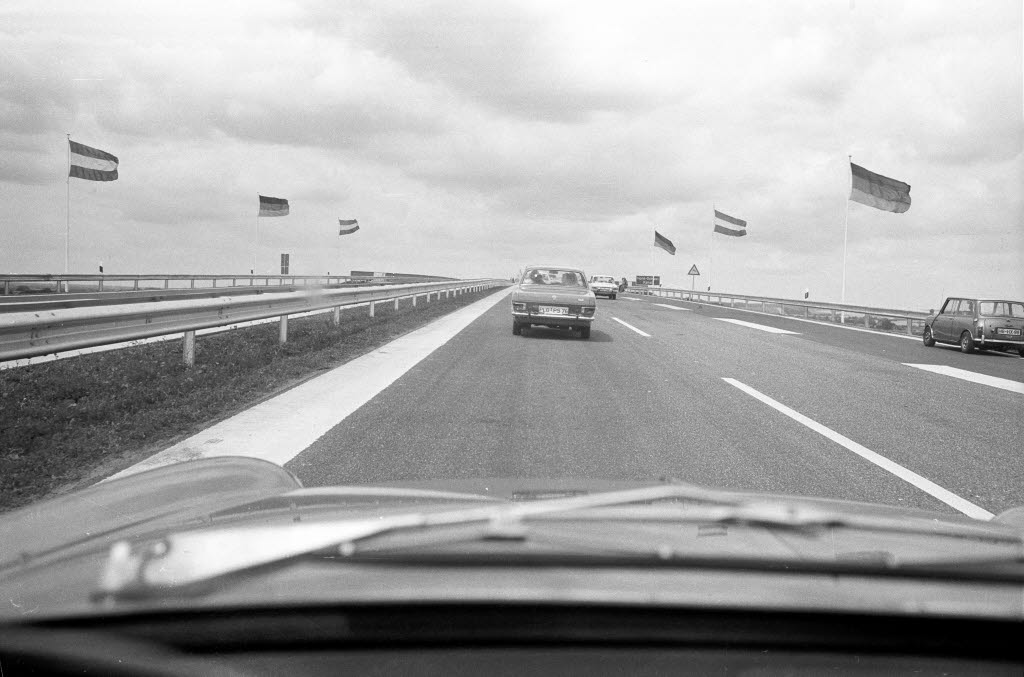
Feierlich geschmückte Hochbrücke
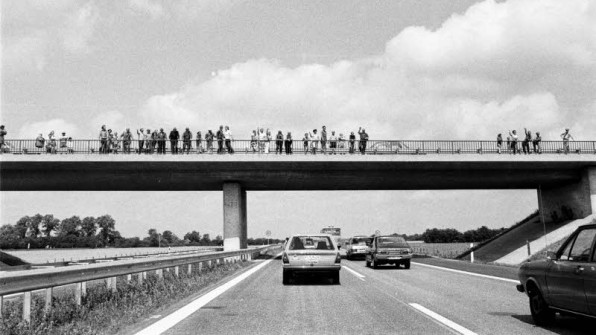
Die Autobahn A 7 bei der Eröffnung zwischen Tarp und Handewitt, 1976

### Würzburg–Ulm (1979–1987)
Im Vorentwurf zu einem Kraftwagenstraßennetz Deutschlands der Studiengesellschaft für Automobilstraßenbau (Stufa) von 1926 war eine Fernstraße Würzburg–Ulm–Lindau vorgesehen. Auch während des Reichsautobahnbaus zur Zeit des Nationalsozialismus war ab 1935 in diesem Bereich der Bau einer Autobahn vorgesehen. Vorgesehen war eine Streckenführung von der geplanten Strecke Würzburg–Heilbronn bei Bad Mergentheim über Rothenburg, Dinkelsbühl, Nördlingen und Donauwörth nach Augsburg, wo sie die bestehende Autobahn Karlsruhe–München treffen sollte. Diese 170 Kilometer lange Strecke wurde als Reichsstädtelinie bezeichnet und den Obersten Bauleitungen in Stuttgart, Nürnberg und München in Auftrag gegeben. 1939 wurde dieser Streckenentwurf offiziell als Ergänzungsstrecke ins Reichsautobahnnetz aufgenommen.
Da auf württembergischer Seite der Wunsch bestand, Ulm durch eine Nord-Süd-Verbindung besser ans Autobahnnetz anzuschließen, wurde der Streckenentwurf abgeändert, sodass im Oktober 1941 die Autobahn hinter Nördlingen nicht über Donauwörth, sondern über Dillingen zur Autobahn Karlsruhe–München bei Zusmarshausen und weiter in Richtung Süden nach Kempten führte. Dort sollte an sie die geplante Autobahn Lindau–München anschließen. Wie bei allen in Bau befindlichen Reichsautobahnen wurden die Bauarbeiten im Zuge des Zweiten Weltkrieges zunächst teilweise und 1942 komplett eingestellt.
Der Neubau einer Bundesstraße zwischen Ulm und Lindau wurde 1957 in den Ausbauplan für die Bundesfernstraßen aufgenommen. Anfang der 1960er Jahre wurden dann auch die Planungen für eine Erschließung der Region zwischen Würzburg und Ulm mit einer Nord-Süd-Autobahn wieder aufgenommen. Da man erkannte, dass die geplante Vorkriegstrasse entlang der B 25 für die Erschließung des industriell geprägten östlichen Württembergs und die Entlastung der dortigen Bundesstraßen nicht geeignet war, änderte man im südlichen Teil bis Ulm den Streckenverlauf und führte die Strecke über Aalen und Heidenheim. Bei Ulm wäre eine durchgehende Weiterführung zur geplanten Bundesstraße nach Lindau möglich gewesen. Zusätzlich gab das Baden-Württembergische Innenministerium eine verkehrswirtschaftliche Untersuchung in Auftrag, um eine geeignete Streckenführung zu klären.
Die Trassenführung im baden-württembergischen Teil zwischen Ellwangen und Ulm war 1962 durch Baden-Württemberg und Bayern festgelegt worden. Im nördlichen Teil zwischen Würzburg und Feuchtwangen herrschte bis 1969 Unklarheit, ob die Strecke durch das hohenlohische Gebiet um Weikersheim und Creglingen in Baden-Württemberg oder doch auf bayerischer Seite auf der heute bestehenden Strecke geführt werden sollte. Die verkehrswirtschaftliche Untersuchung kam zum Ergebnis, dass trotz der 14 Kilometer längeren Strecke die Variante auf bayerischer Seite bau- und verkehrsmäßig vorteilhafter sei. Zwischen Feuchtwangen und Ellwangen war einerseits ein autobahnnaher Anschluss der Städte Crailsheim, Dinkelsbühl und Feuchtwangen sowie anderseits ein geeigneter Anschluss für eine (nicht realisierte) Schnellstraße nach Donauwörth vorgesehen.
Der finale Streckenentwurf für den nördlichen Abschnitt wurde im August 1969 dem Bundesminister für Verkehr vorgelegt, der diesem am 5. September 1969 zustimmte. Festgelegt waren nun:
- Fortsetzung der Autobahn Kassel–Würzburg (Rhönlinie) ab Biebelried
- Mainquerung südlich von Kitzingen
- Östliche Umgehung von Rothenburg
- Abzweig einer Bundesautobahn nach Donauwörth westlich von Dinkelsbühl

Die Detailplanung für diese Neubaustrecke (Linienbestimmungsverfahren) wurde für den Abschnitt von Neustädtlein (heute Dinkelsbühl/Fichtenau) bis Langenau am heutigen Kreuz Ulm/Elchingen am 14. Januar 1971, für den Abschnitt von Biebelried bis Neustädtlein am 6. August 1973 abgeschlossen. Unter der Bezeichnung A 24 war ein baldiger Baubeginn vorgesehen, als Teile dieser Strecke in den 3. Vierjahresplan für 1967–1970 je unter der Dringlichkeitsstufe I bzw. II eingetragen wurde. Mit Einführung des Nummerierungssystems für Bundesautobahnen wurde dieses Projekt Teil der Bundesautobahn 7.
Wegen der ungeklärten Finanzierung, die infolge der Kürzung der Mittel für den Fernstraßenbau eintrat, begann man erst Ende der 1970er Jahre mit den Bauarbeiten. Insbesondere die von über 150.000 Bürgern aus der umliegenden Region getragenen Petition an das Bundesverkehrsministerium, die einen zügigen Baubeginn für die Autobahn forderte, zeigte Wirkung, sodass die Bauarbeiten aufgenommen wurden. Zunächst stellte man in zwei Abschnitten den 19 Kilometer langen, südlichen Teil von Niederstotzingen bis zum Kreuz Ulm/Elchingen und weiter nach Nersingen, wo die Autobahn bereits seit 1977 in Betrieb war, fertig. Dieser wurde am 23. Mai 1979 bzw. am 3. Dezember 1979 dem Verkehr übergeben.
Der 16 Kilometer lange Abschnitt von Heidenheim nach Niederstotzingen wurde am 30. Oktober 1981, die 35 Kilometer von Biebelried nach Uffenheim am 13. Dezember desselben Jahres freigegeben. Bereits beim Bau der Rhönstrecke in den 1960er Jahren war der Knotenpunkt bei Biebelried mit Vorleistungen für eine spätere südliche Verlängerung versehen worden. Das größte Bauwerk in diesem Bereich ist die 928 Meter lange Mainbrücke bei Marktbreit.
Mitte der 1980er Jahre war dann auch der gesamte Rest der Strecke im Bau, nachdem 1983 die Mittel für die Baufinanzierung dieses Projektes erhöht wurde, um eine Fertigstellung im Jahr 1987 anzustreben. Während 1985 der 42 Kilometer lange Abschnitt von Uffenheim nach Feuchtwangen fertiggestellt wurde, ging rechtzeitig zum vorgesehenen Termin im Jahr 1987 auch der 60 Kilometer lange Lückenschluss von Feuchtwangen nach Heidenheim in Betrieb. Von der dänischen Grenze bis ins Allgäu bei Oy-Mittelberg war die BAB 7 damit durchgehend befahrbar und stellte eine nahezu komplett das gesamte Land von Norden nach Süden durchziehende Fernstraße dar.
Aufgrund der hügeligen Landschaft der Ostalb weist besonders der südliche, zuletzt fertiggestellte Abschnitt zahlreiche Kunstbauwerke auf. Neben vielen Talbrücken etwa über Jagst, Brenz und Lone wurden auch zwei Tunnel errichtet, um den Virngrund bei Ellwangen und im Zuge des Albaufstiegs bei Aalen einen Bergrücken zu unterqueren. Mit rund 600 Millionen Mark Baukosten, davon 150 Millionen Mark für den Bau des Albaufstiegs bei Aalen, war das 60 Kilometer lange Teilstück von Feuchtwangen nach Heidenheim die größte und teuerste Autobahnbaustelle in Deutschland.

### Ulm–Kempten (1972 bis 1978)

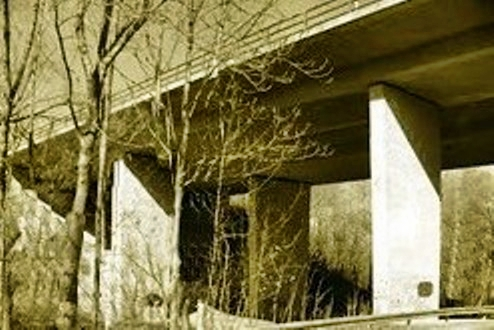
Leubastalbrücke

Im Gegensatz zum Abschnitt zwischen Würzburg und Ulm wurden zwischen Ulm und Kempten schon Ende der 1960er Jahre die Bauarbeiten für die Autobahn aufgenommen. Die im Wesentlichen dem Verlauf der Iller folgende Trasse wechselt nördlich von Memmingen mehrfach zwischen den Bundesländern Bayern und Baden-Württemberg. Zusammen mit der seit 1975 so bezeichneten BAB 7 entstanden einige Vorleistungen für geplante, kreuzende Ost-West-Autobahnen südöstlich von Ulm, bei Memmingen und südlich von Kempten.
Das erste Teilstück eröffnete am 17. November 1972 zwischen den Anschlussstellen Dettingen an der Iller und Memmingen-Süd mit einer Länge von rund 17 km. Etwas mehr als drei Jahre später folgte im Februar 1976 das 10 km lange Teilstück von Illertissen nach Altenstadt. Das erste knapp acht Kilometer lange Teilstück südlich von Memmingen von der Anschlussstelle Kempten-Leubas bis zum Autobahnkreuz Allgäu wurde im Dezember 1976 freigegeben. Gleichzeitig mit diesem entstand auch ein kurzes Stück der geplanten Voralpenautobahn BAB 98 (seit März 1983 BAB 980). Beim Bau der Autobahn in diesem Abschnitt kam es am 30. April 1974 zum Einsturz der im Bau befindlichen Leubastalbrücke.
Mit der Fertigstellung des elf Kilometer langen Abschnitts Dreieck Hittistetten–Illertissen im April 1977 entstand ein erster kurzer Abschnitt der BAB 80 bis zur Anschlussstelle Senden. Obwohl die BAB 80 im April 1982 zur B 28 herabgestuft wurde, ist sie bis heute mit blauen Hinweistafeln für Autobahnen, allerdings ohne aufgeführte Streckennummerierung, versehen. Das Autobahnkreuz Ulm/Elchingen mit der BAB 8 entstand bis Mai 1977 zusammen mit dem Abschnitt der BAB 7 zur Anschlussstelle Nersingen (4 km).
Zwischen Memmingen und Kempten eröffnete am 14. Dezember 1978 der Abschnitt Memmingen-Süd–Bad Grönenbach. Am selben Tag eröffnete auch ein kurzer, noch einbahniger Abschnitt der BAB 96 vom Kreuz Memmingen bis kurz vor Aitrach. Im Dezember 1979 wurde die Fortsetzung von Bad Grönenbach bis Dietmannsried fertiggestellt.

### Kempten–Füssen (1992 bis 2010)
Im Jahre 1992 wurde die A 7 um weitere 4,9 Kilometer bis Nesselwang verlängert. Wenige Meter westlich der gleichnamigen Anschlussstelle befindet sich der höchste Autobahnpunkt Deutschlands: „914,081 m ü. NN“.
Im Juli 1999 folgte die Eröffnung des Grenztunnels Füssen nach Tirol mit einer Röhre und zwei Fahrstreifen. Der Tunnel soll die umliegenden Gemeinden vor allem vom hohen Verkehrsaufkommen zur Urlaubszeit entlasten. 2005 wurde die nördlich daran anschließende erste Richtungsfahrbahn bis zur Kreisstraße bei Gunzenberg eröffnet. Bis September 2009 wurde der Verkehr vom Autobahnende bei Nesselwang über verschiedene Strecken für Pkw und Lkw zum Grenztunnel geführt, was dort häufig zu Staus führte.
Am 1. September 2009 war die offizielle Einweihung des letzten 15 Kilometer langen Teilstücks, das über ein Jahr verspätet freigegeben wurde. Die Talbrücke Enzenstetten war zunächst nur einbahnig befahrbar, da die bauausführende Arbeitsgemeinschaft sie nicht fristgerecht fertigstellen konnte. Die zweite Brückenhälfte ging im Dezember 2010 in Betrieb.

### Liste der Verkehrsfreigaben
| Abschnitt                                              | Jahr       | km      | Bemerkungen |
| ------------------------------------------------------ | ---------- | ------- | --- |
| Dänische Grenze – AS Flensburg/Harrislee               | 1978       | 3,5 km  | |
| AS Flensburg/Harrislee – AS Tarp                       | 1976       | 14,3 km | |
| AS Tarp – AS Schleswig/Schuby                          | 1978       | 14,4 km | |
| AS Schleswig/Schuby – AS Schleswig/Jagel               | 1977       | 7,6 km  | |
| AS Schleswig/Jagel – AS Bordesholm                     | 1972       | 43,1 km | |
| AS Bordesholm – AS Neumünster-Nord                     |            | 5,3 km  | |
| AS Neumünster-Nord – AS Großenaspe                     | 1969       | 15,0 km | |
| AS Großenaspe – AS Kaltenkirchen                       | 1971       | 24,3 km | |
| AS Kaltenkirchen – AS Quickborn                        |            | 12,0 km | |
| AS Quickborn – AS HH-Schnelsen                         | 1970       | 11,0 km | |
| AS HH-Schnelsen – AS HH-Eidelstedt                     | 1968       | 3,0 km  | |
| AS HH-Eidelstedt – AS HH-Bahrenfeld                    | 1973       | 6,0 km  | |
| AS HH-Bahrenfeld – AS HH-Heimfeld                      | 1975, 2002 | 11,0 km | Im Bereich des Elbtunnels zunächst drei Richtungsfahrbahnen (je eine Röhre pro Fahrtrichtung sowie eine Röhre im Wechselverkehr), seit 2002 vier Richtungsfahrbahnen (zwei Röhren pro Fahrtrichtung) |
| AS HH-Heimfeld – AS HH-Marmstorf                       | 1972       | 4,3 km  | |
| HH-Marmstorf – Horster Dreieck                         | 1975       | 7,3 km  | |
| Horster Dreieck – AS Thieshope                         | 1956       | 11,0 km | |
| AS Thieshope – AS Soltau-Ost                           | 1958       | 39,0 km | |
| AS Soltau-Ost – AS Soltau-Süd                          | 1957       | 7,0 km  | |
| AS Soltau-Süd – AS Fallingbostel                       | 1956       | 17,0 km | |
| AS Fallingbostel – AS Westenholz                       | 1957       | 8,0 km  | |
| AS Westenholz – AS Berkhof                             | 1958       | 18,0 km | |
| AS Berkhof – AK Hannover/Kirchhorst                    | 1960       | 21,0 km | |
| AK Hannover/Kirchhorst – AS Hildesheim                 | 1962       | 35,0 km | |
| AS Hildesheim – AS Seesen                              | 1960       | 40,0 km | |
| AS Seesen – AS Echte                                   | 1959       | 12,0 km | |
| AS Echte – AS Northeim-Nord                            | 1958       | 9,0 km  | |
| AS Northeim-Nord – AS Northeim-West                    | 1954, 1956 | 4,8 km  | Zunächst nur eine Richtungsfahrbahn |
| AS Northeim-West – AS Nörten-Hardenberg                | 1953, 1955 | 8,7 km  | Zunächst nur eine Richtungsfahrbahn |
| AS Nörten-Hardenberg – AS Göttingen                    | 1942       | 13,1 km | Abschnittsweise zunächst nur eine Richtungsfahrbahn |
| AS Göttingen – AS Homberg/Efze                         | 1937       | 77,0 km | |
| AS Homberg/Efze – Hattenbacher Dreieck (– AS Fernwald) | 1938       | 28,0 km | 28 km heutige BAB 7, Abschnitt bis AS Fernwald heute BAB 5 |
| Hattenbacher Dreieck – AS Fulda-Nord                   | 1968       | 32,0 km | |
| AS Fulda-Nord – AS Fulda-Süd                           | 1966       | 14,8 km | |
| AS Fulda-Süd – AS Schweinfurt/Werneck                  | 1968       | 68,0 km | |
| AS Schweinfurt/Werneck – AS Würzburg/Estenfeld         | 1966       | 20,7 km | |
| AS Würzburg/Estenfeld – AK Biebelried                  | 1965       | 10,9 km | |
| AK Biebelried – AS Uffenheim-Langensteinach            | 1981       | 34,7 km | |
| AS Uffenheim-Langensteinach – AS Feuchtwangen-West     | 1985       | 42,1 km | |
| AS Feuchtwangen-West – AS Heidenheim                   | 1987       | 59,6 km | |
| AS Heidenheim – AS Niederstotzingen                    | 1981       | 15,7 km | |
| AS Niederstotzingen – AS Nersingen                     | 1979       | 19,0 km | |
| AS Nersingen – AS Illertissen                          | 1977       | 25,1 km | |
| AS Illertissen – AS Altenstadt                         | 1976       | 8,5 km  | |
| AS Altenstadt – AS Dettingen an der Iller              |            | 5,0 km  | |
| AS Dettingen an der Iller – AS Memmingen-Süd           | 1972       | 17,0 km | |
| AS Memmingen-Süd – AS Bad Grönenbach                   | 1978       | 8,5 km  | |
| AS Bad Grönenbach – AS Kempten-Leubas                  | 1972, 1979 | 27,1 km | Zunächst nur eine Richtungsfahrbahn |
| AS Kempten-Leubas – Bodelsberg (Anschluss St 2520)     | 1976       | 13,1 km | |
| Bodelsberg (Anschluss St 2520) – AS Oy-Mittelberg      | 1986       | 6,8 km  | |
| AS Oy-Mittelberg – AS Nesselwang                       | 1992       | 4,9 km  | |
| AS Nesselwang – AS Füssen                              | 2009       | 14,6 km | |
| AS Füssen – österreichische Grenze                     | 1999       | 1,9 km  | Im Grenztunnel Füssen nur eine Richtungsfahrbahn |

### Abschnitte als Europastraße
Folgende Europastraßen verlaufen entlang der BAB 7:
- E 40: Kirchheimer Dreieck–Hattenbacher Dreieck
- E 43: Autobahnkreuz Biebelried–Autobahnkreuz Memmingen
- E 45: Ellund–Autobahnkreuz Biebelried
- E 532: Autobahnkreuz Memmingen–Füssen

## Verkehrsaufkommen
Die BAB 7 bildet in ihrem nördlichen Teil als Direktverbindung von Skandinavien mit dem Mittelmeerraum eine der wichtigsten europäischen Nord-Süd-Verbindungen. Aufgrund des hohen Verkehrsaufkommens, insbesondere des Schwerverkehrs, soll sie in ihrem Endzustand von Bordesholm bis zum Hattenbacher Dreieck von vier auf mindestens sechs Fahrstreifen erweitert werden.
Demgegenüber steht der Streckenteil südlich des Hattenbacher Dreiecks, das den südlichen hessischen sowie bayerischen und baden-württembergischen Abschnitt umfasst. Hier ist die BAB 7 eine von mehreren in Nord-Süd-Richtung verlaufenden Autobahnen. Da sie meist abseits größerer Städte und Ballungsräume verläuft, ist das Verkehrsaufkommen deutlich geringer als beispielsweise auf den parallel verlaufenden Bundesautobahnen 5 und 9. Jedoch kann es zu Ferienzeiten aufgrund des Urlaubsverkehrs, der diese Strecke auf dem Weg nach Süden nutzt, häufiger zu zähfließendem Verkehr und Staus, etwa durch Baustellen, kommen. Dasselbe gilt für den Abschnitt von Hamburg bis zur dänischen Grenze.
| Abschnitt                           | DTV     | Zählstellen- Nummer | Schwerlastverkehrs- Anteil | Jahr Quelle |
| ----------------------------------- | ------- | ------------------- | -------------------------- | ----------- |
| Owschlag                            | 044.941 | 15231107            | 16,6 %                     | 2018        |
| Schuby                              | 039.540 | 14221189            | 17,3 %                     | 2018        |
| Hüttener Berge                      | 045.579 | 16241263            | 16,6 %                     | 2018        |
| Dreieck HH-Nordwest – HH-Stellingen | 101.300 |                     |                            | [ 29 ]      |
| HH-Othmarschen – HH-Waltershof      | 107.600 |                     |                            | [ 29 ]      |
| HH-Waltershof – HH-Moorburg         | 103.900 |                     |                            | [ 29 ]      |

## Aktueller Ausbauzustand und weiterer Ausbau

### Dänemark bis Hamburg
Die Strecke von der dänischen Grenze bis Hamburg wird auch als „Nordachse“ bezeichnet. Der Abschnitt von der dänischen Grenze bis zum Autobahndreieck Hamburg-Nordwest wurde als vierstreifige, von dort bis zum Autobahndreieck Hamburg-Südwest als sechsstreifige Autobahn gebaut. Bis zum Horster Dreieck ist die Autobahn wiederum vierstreifig. Das hohe Verkehrsaufkommen, das die BAB 7 insbesondere im Bereich des Hamburger Stadtgebiet prägt, machte schon früh einen weiteren Ausbau nötig.

#### Erweiterung des Elbtunnels um vierte Röhre
Besonders der 1975 eröffnete Elbtunnel mit seinen drei zweispurigen Röhren entwickelte sich schon einige Jahre nach Verkehrsfreigabe zum Nadelöhr. Dabei wurden die beiden äußeren Röhren für die jeweilige Fahrtrichtung genutzt, während die mittlere Röhre mit je einer Fahrspur pro Richtung im Gegenverkehr befahren wurde. Außerdem konnte der Verkehr für die nördliche oder südliche Richtungsfahrbahn komplett in die mittlere Röhre verlegt werden, etwa bei Arbeiten in einer der äußeren Röhren. Schon 1982 beantragte der Hamburger Senat die Erweiterung um eine vierte Röhre. Am 16. August 1990 erging schließlich der Planfeststellungsbeschluss, bis zum Baubeginn dauerte es allerdings noch einige Jahre. Zum einen war die Finanzierung unklar – der Deutsche Bundestag einigte sich mit Beschluss vom 15. Juli 1992 auf eine Privatfinanzierung – zum anderen wirkte sich das Bauprojekt auf die Koalitionsbildung in Hamburg aus. 1993 beschloss die Hamburgische Bürgerschaft gemäß dem Koalitionsvertrag zwischen SPD und STATT Partei schließlich mehrheitlich, den Elbtunnel um eine vierte Röhre zu erweitern.
Die Bauarbeiten begannen 1995, wobei der eigentliche Tunnelbau im Oktober 1997 startete. Der Tunnel wurde im Schildvortrieb errichtet, wobei die damals größte Tunnelbohrmaschine der Welt zum Einsatz kam. Nach zweieinhalb Jahren gelang am 2. März 2000 der Tunneldurchstich unter der Elbe. Mit Fertigstellung des Innenausbaus wurde die Röhre am 27. Oktober 2002 für den Verkehr freigegeben. Es folgten Umbauarbeiten in den drei Bestandsröhren und den Portalen, um einen Einrichtungsbetrieb der bisherigen mittleren Röhre zu ermöglichen. Dabei wurde auch das Nordportal in Othmarschen umgebaut und erweitert, sodass das Tunnelbauwerk faktisch um einige hundert Meter nach Norden verlängert wurde. Nachdem am 19. Mai 2004 die Umbauarbeiten beendet worden sind, floss der Verkehr erstmals durch alle vier Tunnelröhren auf insgesamt acht Fahrstreifen.
Seit der Erweiterung des Elbtunnels haben sich die Staus jedoch aus dem Tunnelbereich heraus in den innerstädtischen Abschnitt verlagert, da hier nach wie vor nur sechs Fahrstreifen vorhanden sind.

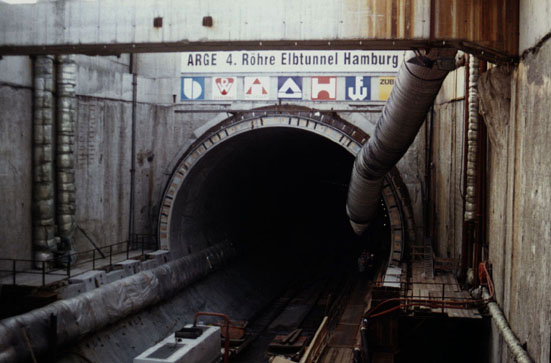
Vierte Röhre im Rohbau, 1998
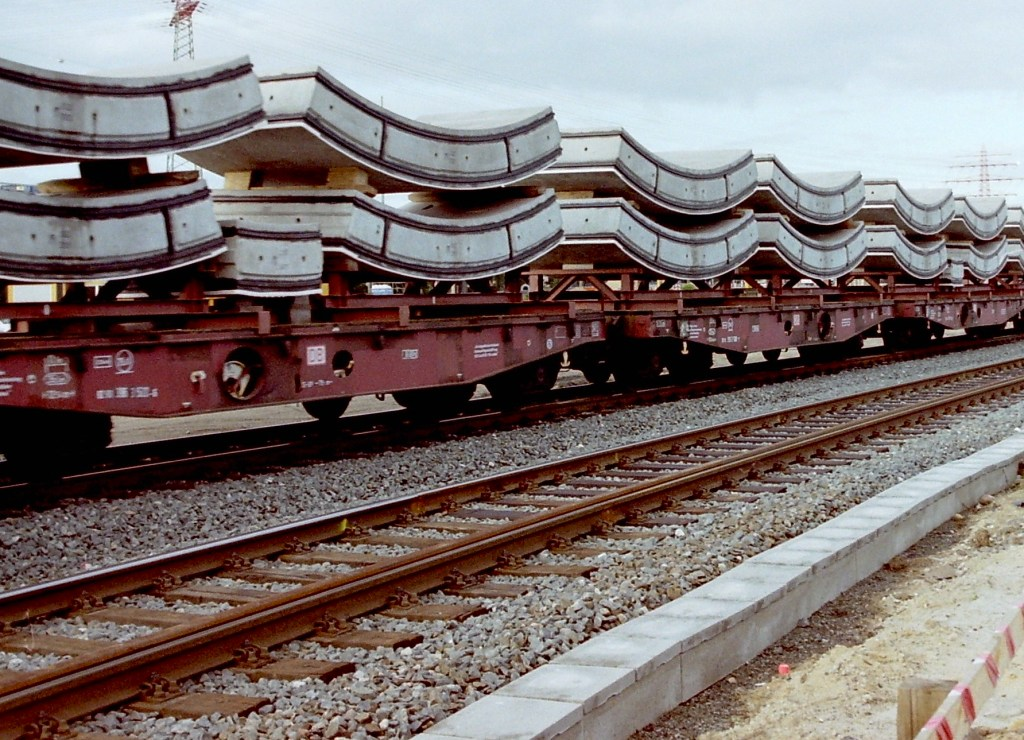
Tunnelelemente (Tübbings) werden zur Baustelle der vierten Elbtunnelröhre transportiert, 1999

#### Sechsstreifiger Ausbau Dreieck Bordesholm – Dreieck Hamburg-Nordwest
Der von einem hohen Verkehrsaufkommen gezeichnete Abschnitt der BAB 7 zwischen den Autobahndreiecken Bordesholm und Hamburg-Nordwest wurde zwischen 2014 und 2019 von vier auf sechs Fahrstreifen erweitert. Bereits zuvor wurde, eher provisorisch, eine temporäre Seitenstreifenfreigabe eingerichtet, um zu Stoßzeiten drei Fahrstreifen pro Richtung für den Verkehr zur Verfügung zu stellen. Der Ausbau war als Modell der Öffentlich-privaten Partnerschaft gestaltet. Die Baukosten wurden mit 600 Millionen Euro veranschlagt. Ausführendes Unternehmen für Bau und Betrieb ist die Via Solutions Nord GmbH. Diese erhielt den Zuschlag im Rahmen eines europaweiten Vergabeverfahrens im Juni 2014.
Offizieller Spatenstich für den Ausbau der 65 km langen Strecke war am 1. September 2014, erste vorbereitende Maßnahmen fanden bereits im Mai desselben Jahres statt. In insgesamt sieben Bauabschnitten, in denen die Bauarbeiten zeitlich versetzt stattfanden, wurde die Fahrbahn verbreitert, der Lärmschutz verbessert und zwei Grünbrücken zum gefahrlosen Wildwechsel sowie ein Lärmschutztunnel auf Hamburger Stadtgebiet errichtet. Das erste fertig ausgebaute Teilstück eröffnete am 16. Dezember 2016 zwischen dem Dreieck Bordesholm und der Anschlussstelle Neumünster-Mitte, dieses wurde von Ministerpräsident Torsten Albig im Rahmen einer Feierstunde eröffnet. Dieser Abschnitt ist auch der einzige, der nach Fertigstellung zum größten Teil nicht durch das Privatunternehmen unterhalten wird, sondern nach Abschluss der Restarbeiten an das Land Schleswig-Holstein übertragen wurde. Die weiteren Bauabschnitte werden noch bis 2044 durch die Via Solutions Nord unterhalten und betrieben.
Im Laufe des Jahres 2017 wurden weitere Bauabschnitte fertiggestellt und für den Verkehr freigegeben: Am 14. März das 9,9 km lange Teilstück zwischen Großenaspe und Bad Bramstedt, am 7. April die knapp 10 km lange Teilstücke zwischen Kaltenkirchen und Quickborn. Die noch fehlenden Abschnitte zwischen den Anschlussstellen Neumünster-Mitte und Großenaspe, Bad Bramstedt und Kaltenkirchen sowie Quickborn und Hamburg-Schnelsen-Nord wurden im Laufe des Jahres 2018 fertiggestellt. Am 18. Dezember 2018 wurde das letzte fertig ausgebaute Stück zwischen Quickborn und Hamburg-Schnelsen-Nord durch Ministerpräsident Daniel Günther feierlich dem Verkehr übergeben. Der sechsstreifige Ausbau auf dem Gebiet von Schleswig-Holstein wurde somit nach rund vier Jahren vollendet.
Das auf Hamburger Gebiet liegende Stück zwischen der Anschlussstelle Hamburg-Schnelsen-Nord und dem Autobahndreieck Hamburg-Nordwest wurde erst später fertig ausgebaut, da hier umfangreiche Lärmschutzmaßnahmen getroffen werden mussten – darunter auch der erste von insgesamt drei Lärmschutztunneln (siehe nächster Abschnitt). Fertigstellung dieses Teilstücks war Ende 2019.

#### Achtstreifiger Ausbau und Lärmschutz in Hamburg

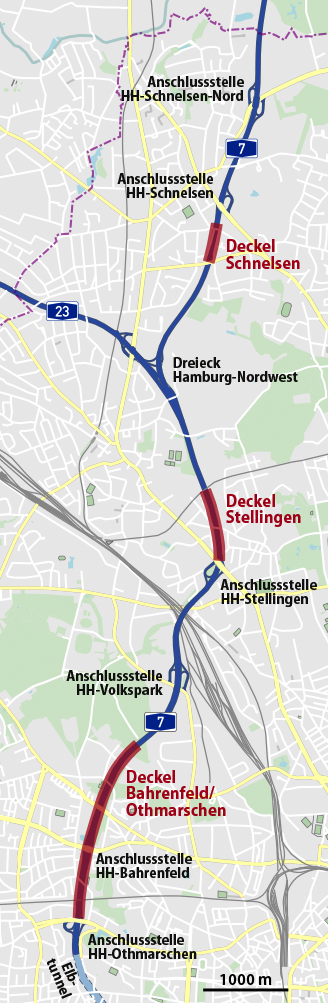
Die drei als „Hamburger Deckel“ bezeichneten Lärmschutztunnel

Der Abschnitt zwischen dem Autobahndreieck Hamburg-Nordwest und der Anschlussstelle Hamburg-Othmarschen soll in seinem Endzustand mindestens acht Fahrstreifen aufweisen. Beim Bau der Autobahn in den 1960er und 1970er Jahren war diese bereits sechsstreifig ausgebaut, der Elbtunnel weist seit 2002 vier Röhren mit je zwei Fahrspuren auf. Im Zuge der Verbreiterung der BAB 7 sollen, neben dem Tunnel Schnelsen nördlich des Autobahndreiecks, zwei weitere Lärmschutztunnel entstehen: Ein 960 m langes Bauwerk in Stellingen und ein 2,3 km langes Bauwerk im Bereich Bahrenfeld/Othmarschen. Auf diese sollen die im Umfeld seit 90 Jahren bestehenden Kleingärten „verlagert“ werden und somit dafür sorgen, dass die durch die Autobahn getrennten Stadtteile wieder zusammenwachsen. Neben 25 Hektar Grünfläche sollen auch 3000 Wohnungen entstehen. Neben 240 Millionen Euro durch den Bund werden 160 bis 240 Millionen Euro der Stadt Hamburg in die Lärmschutznahmaßnahmen fließen.
Konkrete Pläne für den Ausbau und die Lage der Lärmschutztunnel gibt es seit etwa 2008. Das Anfang 2011 gestartete Planfeststellungsverfahren fand sein Ende mit dem am 23. August 2013 ergangenen Planfeststellungsbeschluss. Waren die Tunnel noch mit geringerer Länge geplant, erweiterte man in den später modifizierten Plänen die Länge des Stellinger Bauwerks um rund 230 m, das des Bahrenfelder Bauwerks sogar um mehr als 1,5 km. Die erste Baumaßnahme auf dem Ausbauabschnitt war der Abriss und Neubau der Langenfelder Brücke, mit der die Bahngleise zum Bahnhof Hamburg-Altona überspannt werden. Hier begannen die Bauarbeiten im Mai 2014.
Der 560 m lange Tunnel Schnelsen entstand von 2016 bis 2019 nördlich des Dreiecks Hamburg-Nordwest und gehört zum ÖPP-Abschnitt bis zum Dreieck Bordesholm, wurde daher unabhängig von den beiden anderen Bauwerken südlich des Dreiecks geplant und errichtet. Mit den Arbeiten für den Tunnel Stellingen wurde im März 2016 begonnen. Nach vier Jahren Bauzeit wurde im Oktober 2018 die neue Langenfelder Brücke fertiggestellt, somit ist der Abschnitt zwischen den Anschlussstellen Hamburg-Stellingen und Hamburg-Volkspark bereits achtstreifig unter Verkehr. Die Bauarbeiten für den sich nördlich anschließenden Tunnel Stellingen wurden in Teilen im Juli 2019 beendet, da nun die Weströhre fertiggestellt war und der Verkehr hier auf sechs Fahrstreifen hindurch geleitet werden konnte. Daraufhin begannen die Arbeiten an der Oströhre, diese wurde im Februar 2021 vollendet. Beide Tunnelröhren weisen je fünf Fahrspuren (davon vier durchgehende und eine Beschleunigungs-/Verzögerungsspur) auf, die Breite jeder einzelnen Röhre beträgt bis zu 31 m. Mit Komplettfreigabe des Tunnelbauwerks stehen dem Verkehr nun vom Dreieck Hamburg-Nordwest bis zur Anschlussstelle Hamburg-Volkspark mindestens acht Fahrstreifen zur Verfügung.
Mit ersten bauvorbereitenden Arbeiten für den längsten der drei Lärmschutztunnel (Tunnel Altona) wurde im März 2020 begonnen. Dieser wird sich zukünftig von nördlich der Anschlussstelle Hamburg-Bahrenfeld bis zur Anschlussstelle Hamburg-Othmarschen erstrecken, erstgenannte Anschlussstelle wird sich danach gänzlich im Tunnel befinden. Zwischen dem Südportal des Tunnels Altona und dem Nordportal des Elbtunnels werden sich einige wenige hundert Meter offene Strecke befinden. Geplante Fertigstellung ist 2028. An der BAB 1 im Hamburger Raum wurden derweil in den Jahren 2019 und 2020 weitere Sanierungs- und Schutzmaßnahmen umgesetzt, damit diese als Ausweichstrecke während den großen Baumaßnahmen auf der BAB 7 dienen kann.
Vor dem achtstreifigen Ausbau war die BAB 7 zwischen den Anschlussstellen Hamburg-Schnelsen-Nord und Hamburg-Waltershof durchgehend beleuchtet, dabei wurde eine Linienbeleuchtung mit Hängelampen eingesetzt. Ursprünglich war geplant, nach Abschluss der Ausbauarbeiten außerhalb der Tunnel keine Beleuchtung mehr aufzubauen. Dennoch wurde auf den ausgebauten Abschnitten wieder eine Beleuchtung installiert, dabei handelt es sich um LED-Einzelleuchten an beiden Fahrbahnrändern.

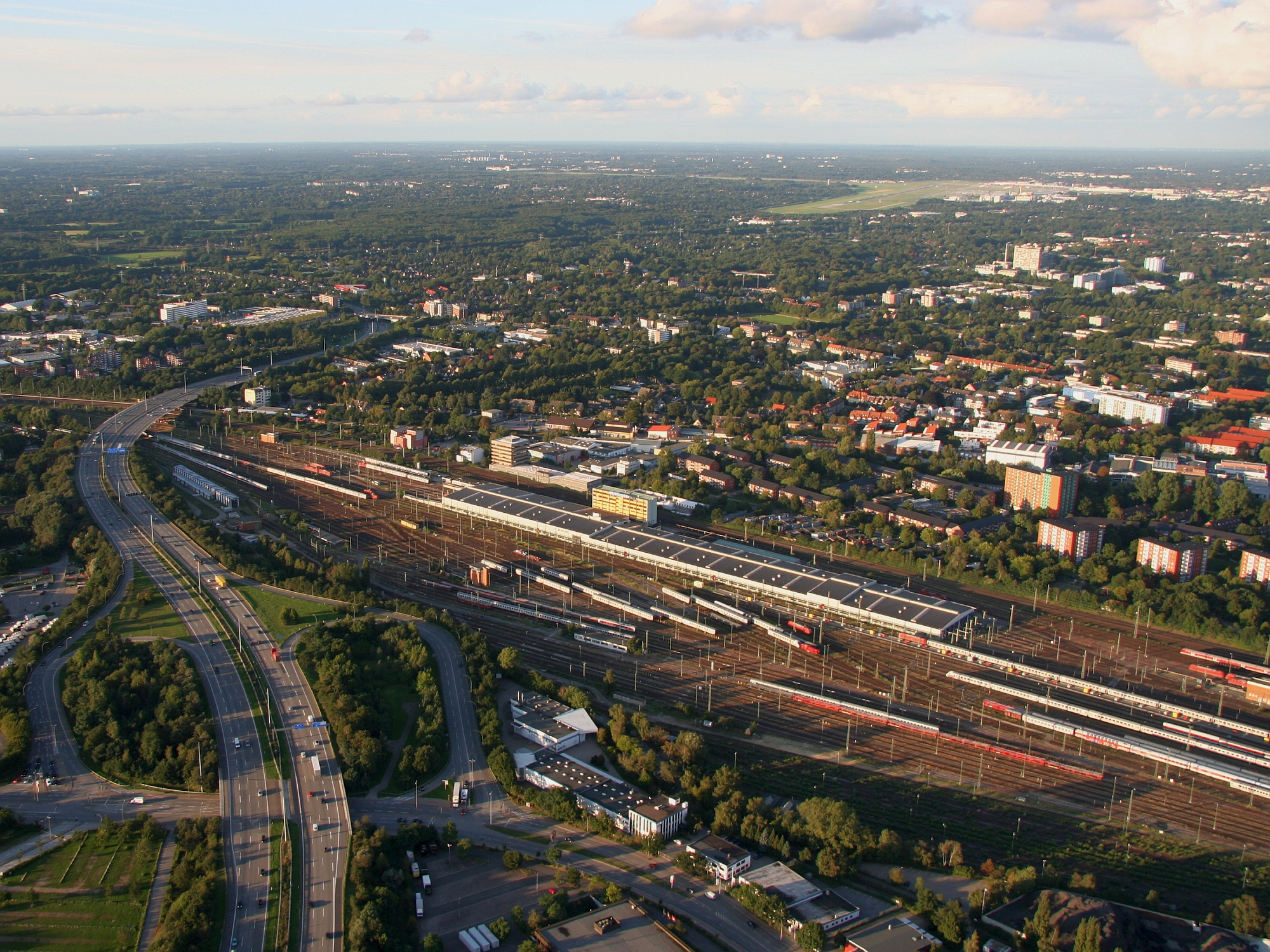
Langenfelder Brücke vorm Abriss und Neubau, 2010
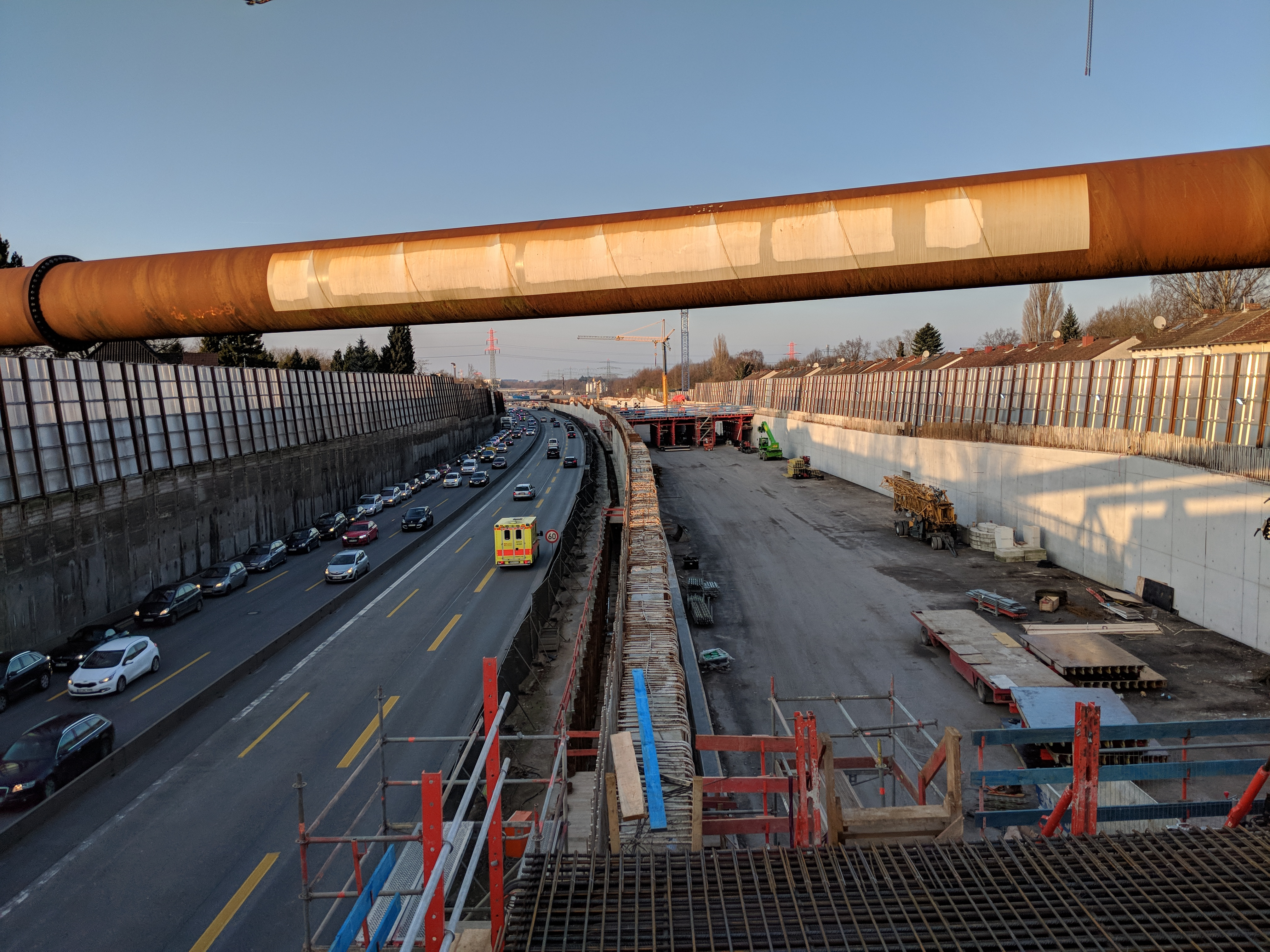
Oströhre des Tunnels Stellingen im Bau
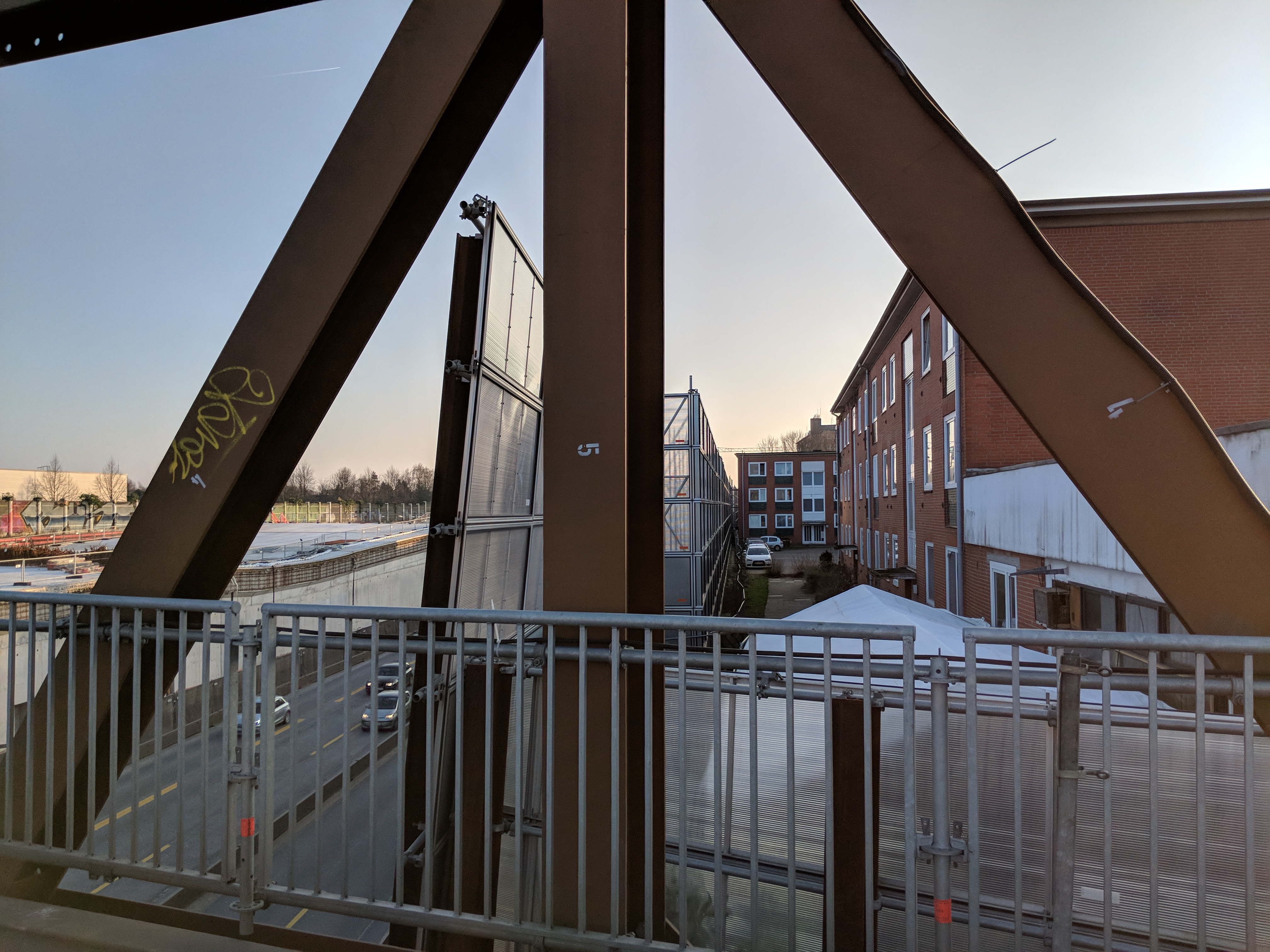
Lärmschutzwände und dicht an die Autobahn reichende Wohnbebauung

### Hamburg bis Hildesheim

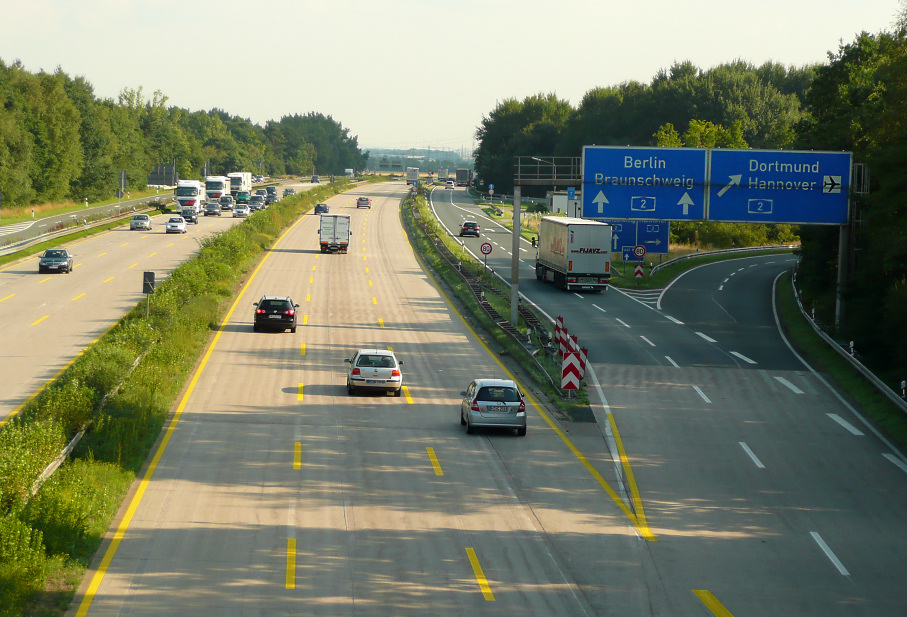
Provisorische sechsstreifige Markierung im Kreuz Hannover-Ost, 2008

Die Strecke zwischen dem Horster Dreieck und Hildesheim wurde vor der Jahrtausendwende in drei Abschnitten von vier auf sechs Fahrstreifen verbreitert: Horster Dreieck–Soltau-Ost, Dreieck Walsrode–Dreieck Hannover-Nord und Kreuz Hannover-Ost–Hildesheim. Die übrigen Abschnitte verblieben zunächst vierstreifig.
Vor der Expo 2000 in Hannover wurde als präventive Maßnahme im Hinblick auf den erwarteten Anreiseverkehr der Abschnitt vom Dreieck Hannover-Nord bis zum Kreuz Hannover-Ost provisorisch auf sechs Fahrstreifen erweitert. Dabei wurden die Fahrspuren verengt und unter Wegfall des Standstreifens mithilfe gelber Baustellenmarkierung drei Fahrspuren pro Richtung aufgetragen. Das Provisorium bei Hannover hielt einige Jahre aufrecht, ehe zwischen dem Dreieck Hannover-Nord und der Anschlussstelle Altwarmbüchen die Fahrbahn verbreitert und damit ein vollwertiger sechsstreifiger Ausbau hergestellt wurde. Weiter bis zum Kreuz Hannover-Ost folgte der vollwertige Ausbau erst später, zwischen März 2011 und August 2013. Hier musste im Kreuz Hannover-Ost das Hauptbrückenbauwerk neu gebaut werden, da die alte Brücke, die die BAB 7 über die BAB 2 führte, zu schmal war. Gleichzeitig wurden die Parallelfahrbahnen entlang der BAB 2 modifiziert.
Im nördlichen noch vierstreifigen Abschnitt zwischen der Anschlussstelle Soltau-Ost und dem Dreieck Walsrode wurde im Sommer 2005 auf 25 km Länge eine temporäre Seitenstreifenfreigabe eingerichtet. Somit kann bei starkem Verkehr der Standstreifen als dritte zusätzliche Spur geöffnet werden, womit nun faktisch eine sechsstreifige Strecke von Hamburg bis Hildesheim bestehen kann. Die Planungen für den sechsstreifigen Ausbau zwischen Soltau und Walsrode begannen 2009. Hierfür stellte der Bund als Bauherr 250 Millionen Euro zur Verfügung. Am 30. März 2012 nahm der Bund die Planungen für den sechsstreifigen Ausbau auf. Die in drei Abschnitten eingeteilten Ausbauarbeiten begannen schließlich im August 2016 im südlichen Abschnitt zwischen der Anschlussstelle Bad Fallingbostel und dem Dreieck Walsrode. Hierfür erging der Planfeststellungsbeschluss am 4. August 2015. Fertiggestellt wurde der 9 km lange Ausbauabschnitt im August 2019. Veranschlagt wurden für den Ausbau dieses Stücks Kosten von rund 71 Millionen Euro, wozu auch die Erweiterung der unbewirtschafteten Rastanlagen beiderseits der Autobahn gehörten.
Der sechsstreifige Ausbau der anderen beiden Abschnitte von Soltau-Ost bis Fallingbostel ist seit 2016 im vordringlichen Bedarf eingestuft. Der vorgesehene Baubeginn zwischen Dorfmark und Bad Fallingbostel im Jahr 2022 konnte wegen des noch nicht erteilten Planfeststellungsbeschlusses nicht mehr gehalten werden. Grund hierfür ist der vorgeschriebene Lärmschutz im Bereich Bad Fallingbostel, der im neuen Planfeststellungsverfahren überarbeitet werden muss.
Ein achtstreifiger Ausbau vom Dreieck Walsrode bis zum Dreieck Hannover-Nord befindet sich nur im Weiteren Bedarf.
Für die Erweiterung der Tank- und Rastanlage Allertal und zum Ausbau der dortigen Betriebsanschlussstelle wurde am 29. Januar 2016 das Planfeststellungsverfahren eingeleitet.

### Hildesheim bis Nörten-Hardenberg
Die ursprünglich durchgehend vierstreifige Strecke von Hildesheim bis Nörten-Hardenberg nördlich von Göttingen wird seit 2011 in mehreren Abschnitten ausgebaut.
Die Historie des Ausbaus vom Dreieck Salzgitter bis zum Dreieck Drammetal bis Mai 2017 im Einzelnen:
- Für den 12 Kilometer langen Abschnitt Dreieck Salzgitter bis südlich Bockenem erging der Planfeststellungsbeschluss am 30. September 2008. Baubeginn war am 23. Mai 2011. Die formlose Verkehrsfreigabe erfolgte am 28. Mai 2014.
- Für den 13 Kilometer langen Abschnitt südlich Bockenem bis südlich AS Seesen erging der Planfeststellungsbeschluss am 30. Juli 2010 und der Ausbau begann am 21. August 2012. Der südliche Teilabschnitt ab Tank- und Rastanlage Harz bis Anschlussstelle Seesen ist seit 14. Februar 2015 fertiggestellt, der gesamte Abschnitt ist seit 17. November 2016 fertig ausgebaut.
- Für die folgenden drei Abschnitte war offizieller Baubeginn am 12. September 2017:
  - Für den 12 Kilometer langen Abschnitt südlich Seesen bis südlich Echte lief seit 22. August 2012 das Planfeststellungsverfahren. Der Planfeststellungsbeschluss erging am 30. Dezember 2014 und ist seit 21. Juli 2015 unanfechtbar.
  - Für die 11 Kilometer Strecke südlich Echte bis südlich Northeim-Nord lief seit 23. Mai 2011 das Planfeststellungsverfahren. Der Planfeststellungsbeschluss erging am 30. August 2013 und ist seit 29. November 2013 unanfechtbar.
  - Für den Abschnitt südlich Northeim-Nord bis nördlich AS Nörten-Hardenberg (6 Kilometer) lief seit 7. März 2012 das Planfeststellungsverfahren. Der Planfeststellungsbeschluss erging am 17. April 2014 und ist seit 20. Juni 2014 unanfechtbar.
- Der Abschnitt nördlich Nörten-Hardenberg bis südlich Göttingen besteht aus zwei Abschnitten und ist bereits fertiggestellt.
  - Für den nördlichen, sieben Kilometer langen Abschnitt erging der Planfeststellungsbeschluss am 8. Dezember 2006. Der Bau begann im Juni 2009 und der Abschnitt wurde am 9. Oktober 2012 für den Verkehr freigegeben. Allerdings dauerte der Einbau der Schallschutzwände noch bis zum 20. November 2012.
  - Für den südlichen Abschnitt von 10 Kilometer Länge erging der Planfeststellungsbeschluss am 20. Mai 2003. Der Baubeginn erfolgte im April 2007; der Abschnitt wurde am 6. April 2011 größtenteils abgeschlossen.
- Im 9 Kilometer langen Abschnitt südlich Göttingen bis Dreieck Drammetal wurde der sechsspurige Ausbau nach dreijähriger Bauzeit am 1. Dezember 2005 abgeschlossen.[50]

Der 12 Kilometer lange Abschnitt zwischen dem Dreieck Salzgitter und südlich der Anschlussstelle Bockenem wurde von Mai 2011 bis Mai 2014 ausgebaut. Der sich südlich anschließende, 13 Kilometer lange Abschnitt von Bockenem nach Seesen wurde im November 2016 fertiggestellt.
Der 29 Kilometer lange Abschnitt von Seesen bis Nörten-Hardenberg wird im Rahmen einer Öffentlich-Privaten Partnerschaft (ÖPP) seit 2017 von vier auf sechs Fahrstreifen erweitert. Entgegen der üblichen Vorgehensweise, beim Ausbau längerer Autobahnabschnitte die Baustelle in mehrere, maximal 10 Kilometer lange Baulose zu unterteilen wurde hier eine durchgehende Straßenbaustelle auf ganzer Länge eingerichtet. Die Betreibergesellschaft Via Niedersachsen wird nach Fertigstellung auch die 60 Kilometer lange Strecke von Bockenem bis Göttingen erhalten.
Der kurze noch vierstreifige Teil nördlich des Dreiecks Salzgitter mit der A 39 wurde 2016 mit der Änderung des Fernstraßenausbaugesetzes zum Vordringlichen Bedarf – Engpassbeseitigung hochgestuft. Die Weiterführung bis Göttingen ist unanfechtbar planfestgestellt, mit Ausnahme der Abschnitte zwischen Seesen und Nörten-Hardenberg bereits fertig sechsstreifig ausgebaut und steht im Status Laufend und fest disponiert des Fernstraßenausbaugesetzes.
Vor dem zunächst vorgesehenen Ausbau des Abschnitts nördl. Wöhlertalbrücke bis südl. AD Salzgitter (VKE 2) sind mehrere Brücken zu erneuern: Für die Wöhlertalbrücke und die Innerstetalbrücken ist die Fertigstellung für 2022 geplant, das Dreieck Salzgitter wurde von 2019 bis 2020 zu einem vollständigen Autobahndreieck ausgebaut, indem die fehlenden Rampen in Richtung Hannover ergänzt wurden. Kommt es in der Vorbereitungsphase zu keinen Verzögerungen, könnte der sechsstreifige Streckenausbau dieses Abschnitts von 2023 bis 2026 erfolgen.
Für den Ausbau der Strecke zwischen Seesen und Nörten-Hardenberg wurde vom Juni 2012 bis Juni 2013 eine Öffentlich-private Partnerschaft geprüft. Laut diesem Prüfbericht des Bundesrechnungshofes würde der Ausbau in einer ÖPP nicht günstiger, sondern um 12,8 Millionen Euro teurer werden. Das Projekt wurde mit Vertragsbeginn 1. Mai 2017 an das Konsortium Via Niedersachsen mit den Gesellschaftern Vinci Concessions Deutschland und Meridiam Investments vergeben.

„Das Projektvolumen für den rund 60 Kilometer langen Autobahnabschnitt beträgt über die Projektlaufzeit von 30 Jahren rund 1 Milliarde Euro. Das ÖPP-Projekt umfasst u. a. den sechsstreifigen Ausbau von 29 Kilometern Strecke zwischen Göttingen und Bockenem. Der Ausbau soll Ende 2020 abgeschlossen sein. […] Der Vertrag beinhaltet Bau, Betrieb und Erhaltung.“

Der Vertrag ist nach dem Verfügbarkeitsmodel (V-Modell) gestaltet, das heißt im Grundsatz, der Konzessionsnehmer profitiert davon, wenn er die Autobahn möglichst dauerhaft uneingeschränkt verfügbar hält. Er muss etwaige Kosten für stärkere Nutzung bei steigendem Verkehr tragen, hat aber kein Risiko durch etwa sinkender Verkehrsleistung.
Für den Um- und Ausbau der Tank- und Rastanlage Göttingen mit Neubau der Anschlussstelle Rosdorf wurde am 26. August 2015 das Planfeststellungsverfahren eingeleitet.

### Nörten-Hardenberg bis Bad Hersfeld
Der ursprünglich vierspurige Abschnitt zwischen Nörten-Hardenberg und dem Hattenbacher Dreieck ist mittlerweile durchgehend sechsspurig ausgebaut. Als letztes Nadelöhr zwischen Göttingen und Hattenbacher Dreieck wurde von 1987 bis 1993 die Werratalbrücke um ein zweites Parallelbauwerk ergänzt, womit auch hier sechs Fahrstreifen zur Verfügung standen.
Zwischen Nörten-Hardenberg und Göttingen-Nord wurde die Autobahn von 2009 bis Oktober 2012 auf sechs Fahrstreifen erweitert.
Der Abschnitt zwischen der Anschlussstelle Kassel-Ost und dem Dreieck Kassel-Süd wurde zwischen 2011 und ungefähr 2023 von sechs auf acht verschmälerte Fahrstreifen ausgebaut, da der Gesamtverkehr der A 7 und der A 44 diese Strecke gemeinsam benutzt. Dabei wurde zunächst der Lärmschutz ausgebaut. Im Zuge des Ausbaus wurde die Tank- und Rastanlage Kassel rückgebaut und am Standort der Rastanlage Kassel-Ost im Zeitraum 2016 bis 2018 neu errichtet.
Südlich des Autobahndreiecks Kassel-Süd sowie zwischen dem Kirchheimer Dreieck und dem Hattenbacher Dreieck gibt es jeweils in Fahrtrichtung Süden einen zusätzlichen vierten Fahrstreifen auf Steigungsstrecken. Wegen der steilen Anstiege und Gefälle gilt dieser noch aus der Vorkriegszeit stammende Autobahnabschnitt der Kasseler Berge bei Kraftfahrern als besonders anspruchsvoll für Lastkraftwagen und Wohnwagengespanne.

### Bad Hersfeld bis Füssen
Südlich vom Hattenbacher Dreieck ist die BAB 7 nahezu durchgehend vierstreifig. An mehreren Steigungsbereichen in der Rhön nördlich und südlich von Fulda, an Aufstieg auf die Schwäbische Alb bei Aalen in südliche Richtung und am Aufstieg aus dem Illertal bei Altenstadt in nördliche Richtung besteht eine zusätzliche dritte Fahrspur. Der Grenztunnel Füssen weist nur eine Fahrspur pro Richtung auf, da er nur eine einzige, im Gegenverkehr betriebene Röhre besitzt. Eine weitere einspurige Stelle befand sich im Bereich der Talbrücke Enzenstetten, da das zweite Brückenbauwerk erst Ende 2010 fertiggestellt wurde, ein Jahr nach Eröffnung der Autobahn zwischen Nesselwang und Füssen.
Aufgrund des im Durchschnitt geringeren Verkehrsaufkommens im größten Teil dieser Strecke bestehen nur an einigen kritischen Stellen Pläne, die Autobahn von vier auf sechs Fahrstreifen zu erweitern:
Zwischen dem Kreuz Schweinfurt/Werneck und dem Kreuz Biebelried ist ein Ausbau auf sechs Streifen im Weiteren Bedarf mit Planungsrecht eingestuft.
Beim Neubau der Talbrücke Schraudenbach bei Schraudenbach stürzte am 15. Juni 2016 das Traggerüst während des Betonierens eines Überbauabschnittes ein. Der Unfall kostete einen Bauarbeiter das Leben. Außerdem gab es 14 zum Teil lebensgefährlich Verletzte.
Der sechsstreifige Ausbau der BAB 7 im Abschnitt zwischen dem Dreieck Hittistetten und Illertissen wurde in den Bundesverkehrswegeplan 2030 und das Fernstraßenausbaugesetz als vordringlicher Bedarf aufgenommen, der weitere Ausbau bis zur Anschlussstelle Memmingen-Süd ist als weiterer Bedarf mit Planungsrecht aufgenommen.

## Besonderheiten

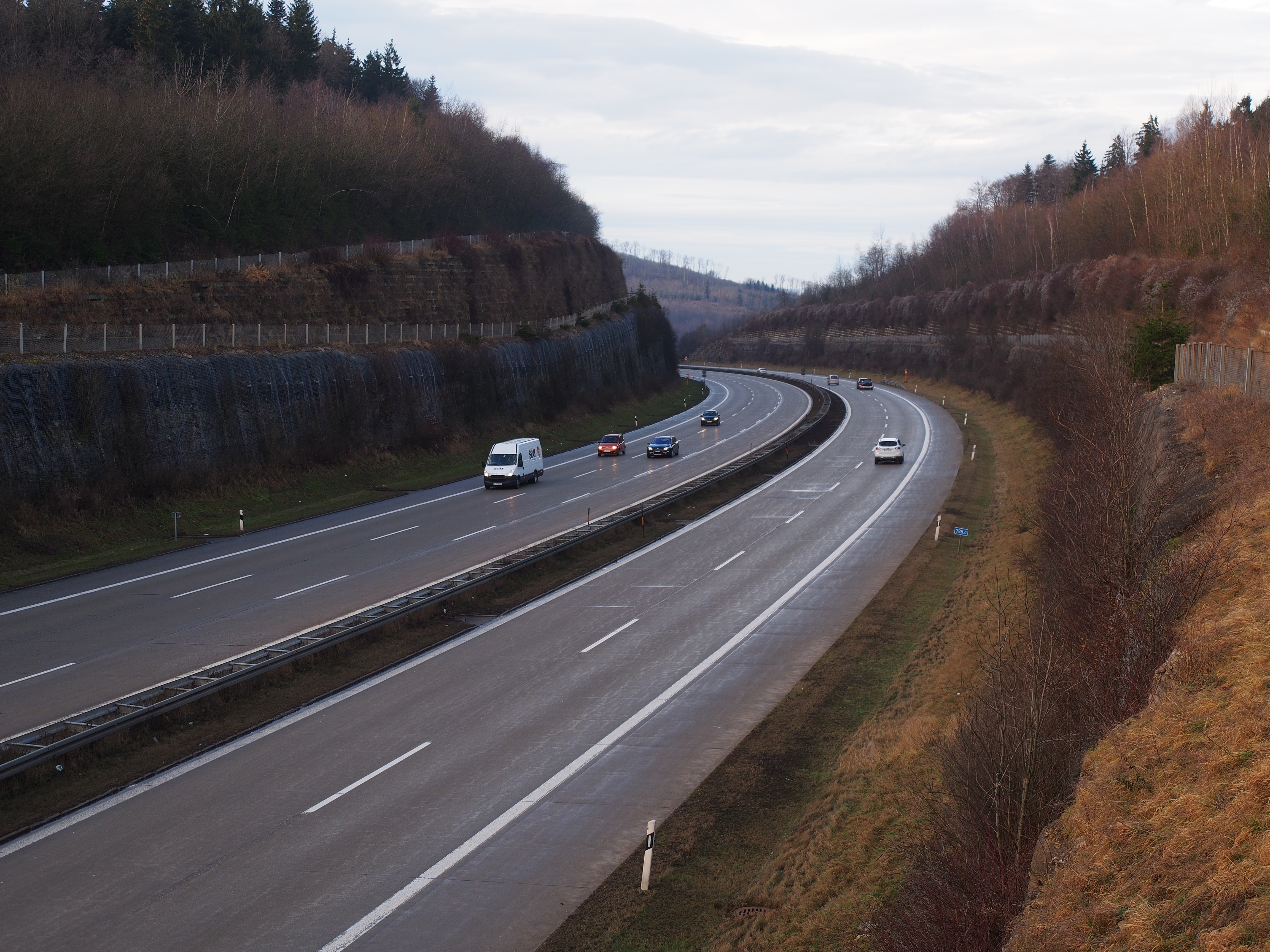
Albaufstieg der A 7 südlich des Agnesburgtunnels, hier als Abstieg nach Norden gesehen

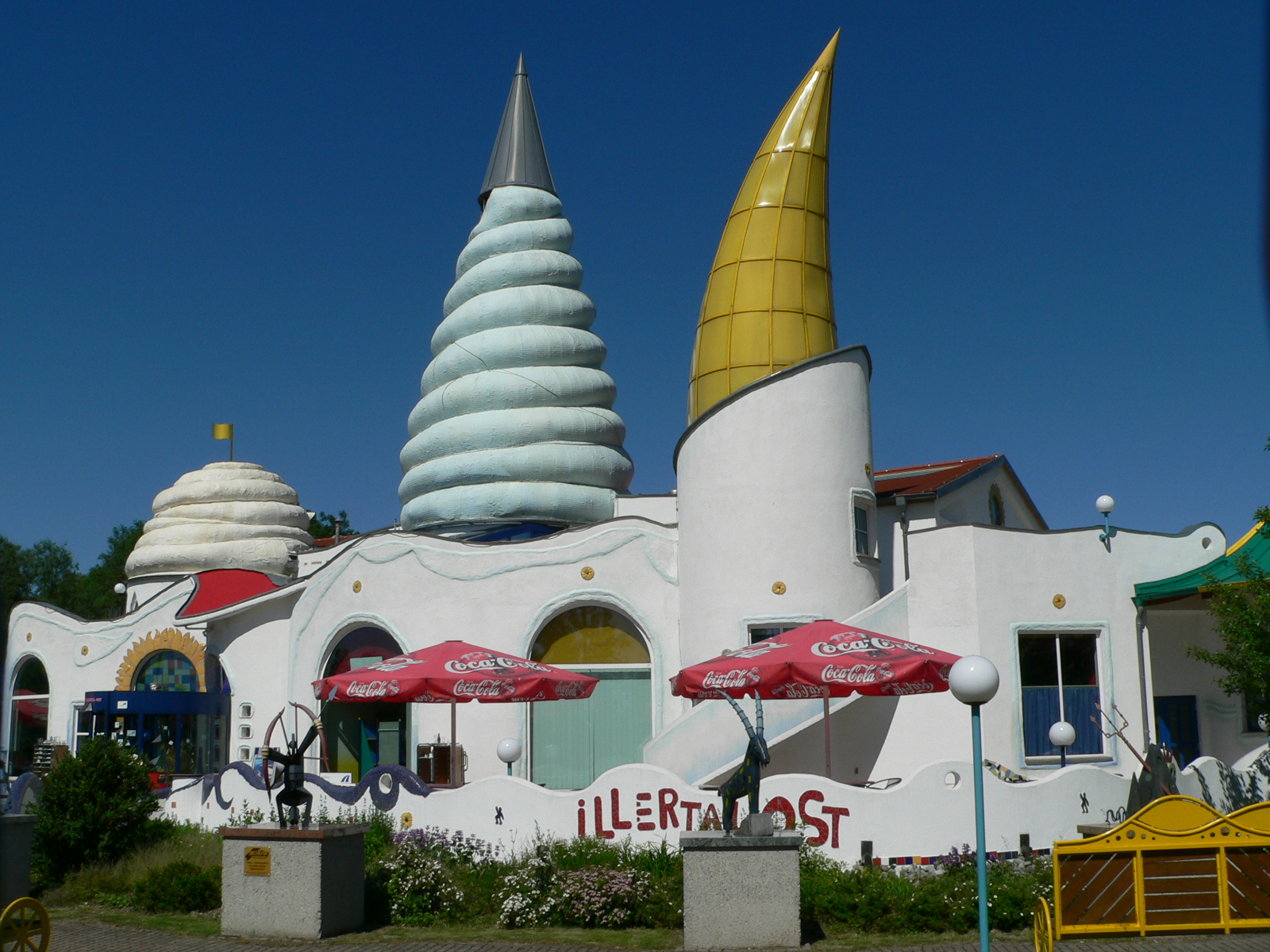
Raststätte Illertal Ost

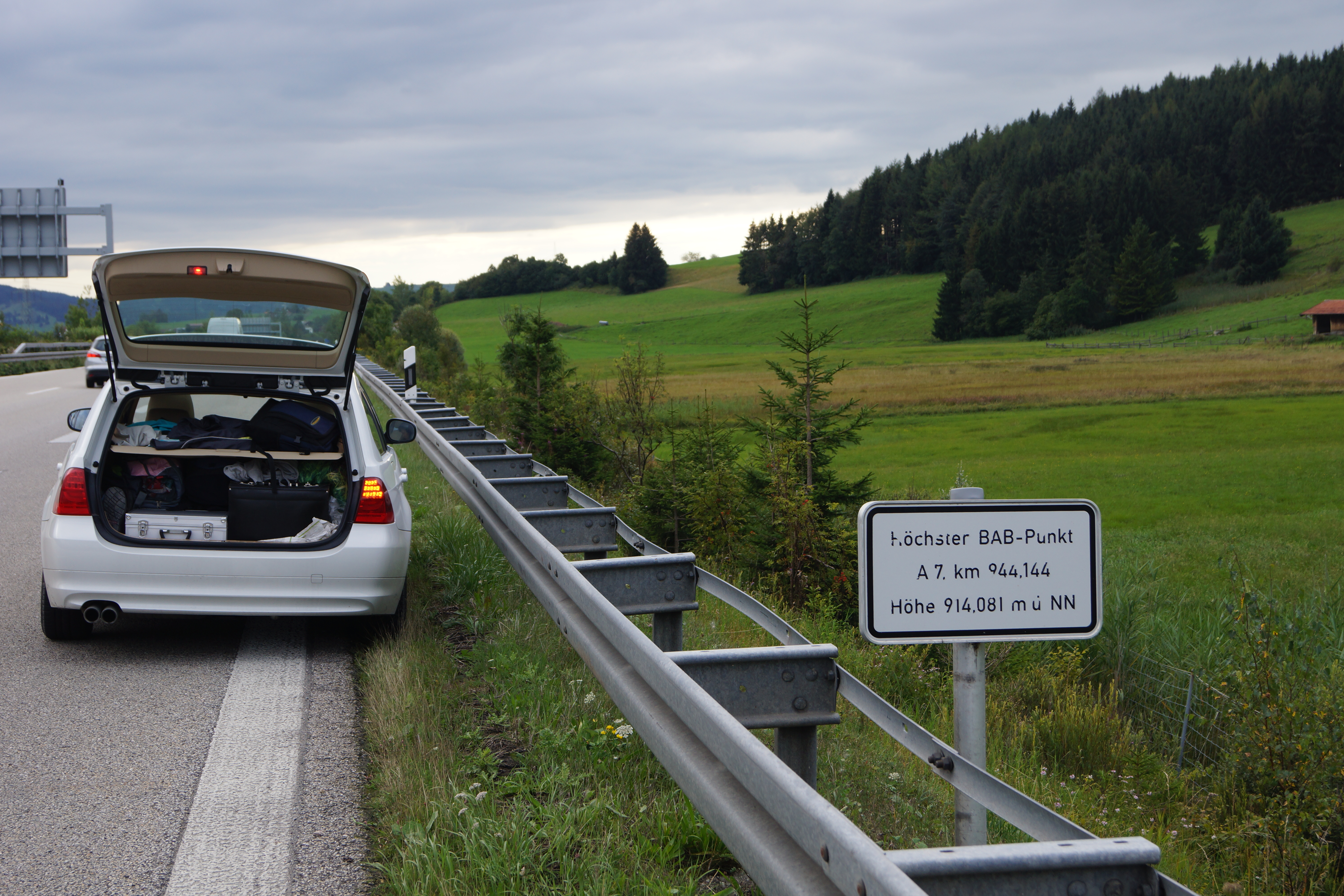
Höchster Punkt aller Autobahnen in Deutschland: „“ nahe der Anschlussstelle Nesselwang

- Entlang der A 7 gibt es 47 bewirtschaftete und 158 unbewirtschaftete Rastanlagen. Sie wird von 1074 Brücken gekreuzt und hat 140 Auf- und Abfahrten.
- Die Kilometrierung der A 7 weist mehrere Besonderheiten auf. Die an der dänischen Grenze mit 0 beginnende Zählung läuft durch Schleswig-Holstein und Hamburg bis km 173,1 und wird dann erst kurz vor dem Kirchheimer Dreieck bei km 521,5 wiederaufgenommen. Dazwischen bestehen drei abweichende Kilometrierungen: Zunächst läuft ab der hamburgisch-niedersächsischen Grenze eine mit Kilometer 9,7 einsetzende Zählung rückwärts nach Süden, die das Horster Dreieck (wegen einer Planungsänderung) bereits bei Kilometer 1,8 erreicht. Es folgt eine aus der Zählung der A 1 abzweigende Kilometrierung, die mit Kilometer 18,0 einsetzt und das Autobahnkreuz Hannover Ost bei Kilometer 142,5 erreicht. Hier wiederum setzt eine ebenfalls von Hamburg her berechnete Kilometrierung ein, die 1939 festgelegt wurde[69]; sie ging davon aus, dass die Nord-Süd-Autobahn westlich von Hannover verliefe, was eine längere Strecke ergeben hätte, sodass in den 1950er Jahren für die tatsächlich erbaute Strecke ein Überspringen von acht Kilometern erforderlich wurde und die Zählung jetzt von Kilometer 142,5 auf 150,5 springt. Diese neue Zählung läuft nach Süden weiter, jahrzehntelang endete sie am Kirchheimer Dreieck, wo sie mit Kilometer 368,2 fast dieselbe Höhe erreichte wie der vom Autobahndreieck Potsdam am Berliner Ring her berechnete Kilometerstand der A 4 (Kilometer 367,4), der sich zum Hattenbacher Dreieck fortsetzte – und von dort nach wie vor auf der A 5 Richtung Frankfurt fortsetzt. Die verwirrende Doppelung einiger Zehntelkilometer wurde inzwischen beseitigt, indem bereits kurz vor dem Kirchheimer Dreieck die von Hannover kommende Zählung bei Kilometer 366,4 endet und auf die von Flensburg her berechneten Kilometer 521,5 übergeht.[70]
- Zwischen den Anschlussstellen Tarp und Owschlag ist die Autobahn auf zwei Abschnitten als Autobahn-Behelfsflugplatz für militärische Zwecke ausgebaut.
- Der ehemalige katalanische Regionalpräsident Carles Puigdemont wurde am 25. März 2018 von Beamten der schleswig-holsteinischen Autobahnpolizei auf dem Rastplatz Jalm an der A 7 festgenommen. Danach wurde er für kurze Zeit auf das Polizei-Autobahnrevier Schuby an der Anschlussstelle Schleswig/Schuby gebracht.[71]
- Bei Rendsburg wird auf der 1498 Meter langen Rader Hochbrücke, der zweitlängsten deutschen Straßenbrücke aus Stahl, der Nord-Ostsee-Kanal überquert.
- Am 6. September 1971 ereignete sich auf der A 7 das Flugzeugunglück von Hasloh.
- Zwischen der Landesgrenze Hamburg und Kaltenkirchen sowie zwischen Neumünster-Süd und dem Bordesholmer Dreieck konnte in Fahrtrichtung Norden bei Bedarf der Seitenstreifen temporär als dritter Fahrstreifen mit Hilfe einer Verkehrsbeeinflussungsanlage freigegeben werden. Das wurde vor allem an Sommerwochenenden genutzt, um Staus aufgrund des Reiseverkehrs Richtung Dänemark zu vermeiden. Seit Mai 2014 wird die A 7 in diesem Bereich auf je drei Fahrstreifen je Richtung ausgebaut, weshalb die temporäre Seitenstreifenmitbenutzung nicht mehr aktiviert werden kann.
- Die Strecke zwischen dem Dreieck Hamburg-Nordwest und Hamburg-Stellingen ist mit durchschnittlich 140.000 Fahrzeugen/Tag der Abschnitt mit der höchsten Verkehrsdichte.
- In Hamburg wird die Elbe im Neuen Elbtunnel unterquert, der sich trotz seiner vier Tunnelröhren mit zusammen acht Fahrstreifen häufig als Nadelöhr zeigt. Wegen Sanierungsmaßnahmen ist eine Röhre mit je zwei Fahrstreifen quasi permanent gesperrt. Der Verkehr wird in einem Bereich bis zu 20 Kilometer vor den jeweiligen Tunneleinfahrten von der rund um die Uhr besetzten Tunnelbetriebszentrale überwacht und gesteuert. Direkt an den Elbtunnel anschließend passiert die Autobahn in sechs bis acht Metern Höhe auf der mit 4258 Metern längsten Straßenbrücke Deutschlands, der Hochstraße Elbmarsch, den Hamburger Hafen, bis sie etwas weiter südlich die ansteigenden Harburger Berge erreicht.
- Zwischen den Anschlussstellen Soltau-Süd und Westenholz wurde im Juli 2017 eine Umleitungsstrecke eingerichtet, die teilweise über den Truppenübungsplatz Bergen führt. Bei Bedarf wird dazu eine Panzerstraße am Rand des Geländes für den öffentlichen Verkehr freigegeben, um die umgebenden Ortschaften zu entlasten. Die Freigabe kann nur erfolgen, wenn auf dem militärischen Sperrgebiet keine Übungen stattfinden.[72]
- Zwischen Bad Windsheim und Feuchtwangen durchquert die A 7 den westlichen Bereich der Frankenhöhe und zwischen Aalen und Ulm den östlichen Bereich der Schwäbischen Alb. Zwischen den Anschlussstellen Dinkelsbühl/Fichtenau und Ellwangen wurden mit dem Virngrundtunnel sowie zwischen Aalen/Westhausen und Aalen/Oberkochen mit dem Agnesburgtunnel zwei Tunnelbauwerke errichtet. An den Agnesburgtunnel schließt sich der mehrere Kilometer lange Albaufstieg an, dessen Bau aufgrund der Mittelgebirgslage außerordentlich aufwändig war, die Kosten für Tunnel und Aufstieg betrugen 150 Millionen DM, rund 77 Millionen Euro.
- Bei Nietheim zwischen Aalen/Oberkochen und Heidenheim wurde am 20. Dezember 2011 eine 45 Meter breite Grünbrücke eingeweiht. Der aus dem Konjunkturpaket II geförderte Bau kostete 2,85 Millionen Euro und dauerte ein Jahr. Nach Angaben eines Vertreters des Regierungspräsidiums Stuttgart liegt die Grünbrücke an einem Wanderkorridor für Großsäuger zwischen der Schweiz und Tschechien.[73]
- 2013 befand sich bei Langenau die meistgenutzte Notrufsäule an einer deutschen Autobahn.[74]
- Ein Sonderfall ist die Anbindung an die Bundesstraße 28, die über das Autobahndreieck Hittistetten realisiert wird. Die B 28 ist ab dem Dreieck bis nach Ulm komplett als Autobahn beschildert und als Autobahn gebaut. Obwohl die Anbindung von der A 7 zur Bundesstraße eine Anschlussstelle sein müsste, hat man diese Anschlussstelle offiziell als Autobahndreieck bezeichnet.
- Etwa 15 Kilometer nördlich des Autobahnkreuzes Memmingen befindet sich in Fahrtrichtung Ulm die Raststätte Illertal Ost, Deutschlands derzeit einzige Kunstraststätte. Sie wurde von Herbert Maierhofer aus Birkfeld gestaltet.
- Höchster Autobahnpunkt Deutschlands:
Seit 1992, als ein Autobahnabschnitt bei Nesselwang fertiggestellt wurde, befindet sich wenige Meter westlich der Anschlussstelle Nesselwang der höchste Punkt aller Autobahnen in Deutschland: Bei A 7-km 944,144 wird eine Höhe von 914,081 m ü. NN[75] erreicht. An beiden Richtungsfahrbahnen wurden dazu kleine Schilder am jeweils rechten Fahrbahnrand aufgestellt.

## Weitere Planung

### Kreuzung mit der A 20
Die A 20 soll in Höhe Bad Bramstedt über ein Autobahnkreuz an die A 7 angeschlossen werden.

### Achtstreifiger Ausbau bei Hamburg

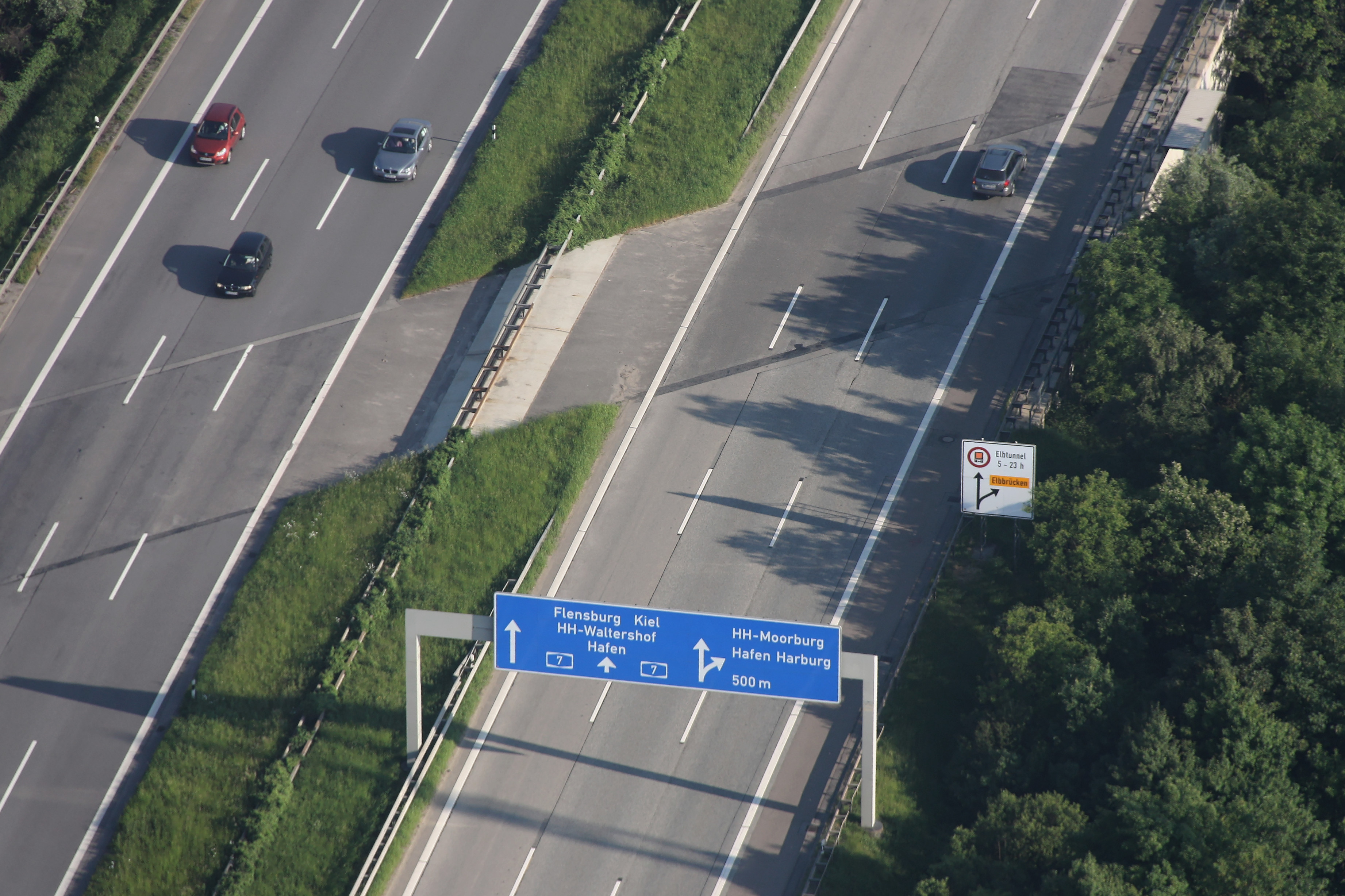
Die A 7 südlich des Elbtunnels wurde beim damaligen Bau mittels eines verbreiterten Mittelstreifens für eine Erweiterung vorbereitet.

Südlich des Hamburger Elbtunnels soll die Autobahn bis zum geplanten Autobahnkreuz Hamburg-Hafen mit der Bundesautobahn 26 achtstreifig ausgebaut werden. Dies soll bis 2026 umgesetzt sein. Die Anschlussstelle Hamburg-Moorburg wurde am 4. März 2018 in Hamburg-Hausbruch umbenannt, da zukünftig auf der A 26 eine Anschlussstelle direkt in Moorburg errichtet werden soll.

### Kreuzung mit der A 26
Aktuell wird (Stand Dezember 2024) an einem Autobahnkreuz mit der A 26, dem zukünftigen Kreuz Hamburg-Hafen, südlich der Elbe gebaut, wobei die A 26 dann östlich durch Wilhelmsburg als sogenannte Hafenpassage zur A 1 durch ein Autobahndreieck mit der Bezeichnung Hamburg-Süderelbe verbunden werden soll (dieser Teil ist derzeit noch in Planung). Dazu soll die derzeitige Anschlussstelle Hamburg-Stillhorn an der A 1 zum Autobahndreieck umgebaut werden. Im Mai 2011 wurde vom Bundesverkehrsministerium die Finanzierung beschlossen.

## Betriebsdienst
Zum 1. Januar 2016 lagen die Zuständigkeiten für die A 7 wie folgt:
- im Bereich Grenzübergang Ellund bis Anschlussstelle Rendsburg/Büdelsdorf bei der Autobahnmeisterei Schuby
- zwischen Rendsburg/Büdelsdorf und Neumünster-Mitte bei der Autobahnmeisterei Neumünster
- zwischen Bad Brückenau-Volkers und Marktbreit bei der Autobahnmeisterei Erbshausen/Oberthulba
- zwischen Marktbreit und Feuchtwangen-West bei der Autobahnmeisterei Neusitz
- zwischen Feuchtwangen-West und Niederstotzingen bei der Autobahnmeisterei Heidenheim

## Musikalische Rezeption
Im Jahre 1997 veröffentlichte die Wolfhagener Melodic-Punkrock-Band Swoons auf dem Album Hart aber herzlich (Hulk Räckorz) den Song A 7.
Auf dem 1993 erschienenen Debüt-Album Skandal der norddeutschen Rockband Illegal 2001 findet sich der Song A 7 (Ich lauf durch jede Wüste).
Mike Krüger veröffentlichte 1983 sein Lied Bodo mit dem Bagger, im Musikvideo singt er vor dem Neuen Elbtunnel.